# Grupo del papel pintado

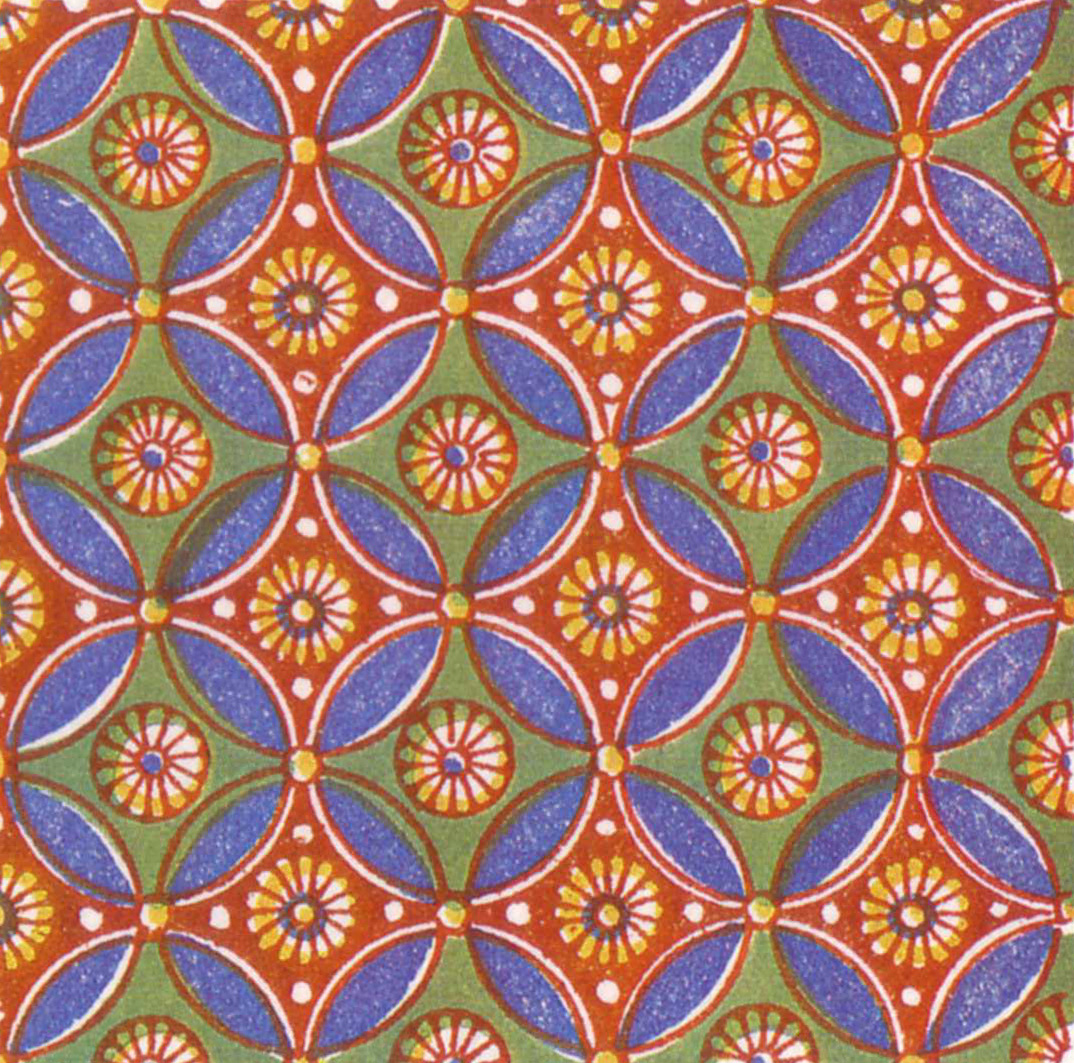
Ejemplo de un diseño egipcio, correspondiente al grupo del papel pintado p4m

Un grupo del papel pintado (o grupo de simetría plana o grupo cristalográfico plano) es una clasificación matemática de un patrón repetitivo bidimensional, basado en las simetrías de cada patrón. Tales patrones aparecen con frecuencia en la arquitectura y las artes decorativas, especialmente en textiles y azulejos, así como en el papel pintado. 
En 1891, Yevgraf Fiódorov fue el primero en demostrar que solo hay 17 grupos distintos de patrones posibles, y posteriormente George Pólya lo hizo de forma independiente en 1924. La prueba de que la lista de estos grupos estaba completa solo llegó después de que se hubiera resuelto el caso mucho más difícil de los grupos espaciales. Los diecisiete posibles grupos del pintado se enumeran a continuación en el epígrafe titulado Los diecisiete grupos. 
Los grupos del papel pintado son grupos de simetría bidimensionales, de complejidad intermedia entre los grupos de frisos más simples y los grupos espaciales tridimensionales. Estos grupos clasifican los patrones por sus simetrías. Diferencias sutiles pueden colocar patrones similares en diferentes grupos, mientras que patrones que son muy diferentes en estilo, color, escala u orientación pueden pertenecer al mismo grupo. 
Considérense los siguientes ejemplos:

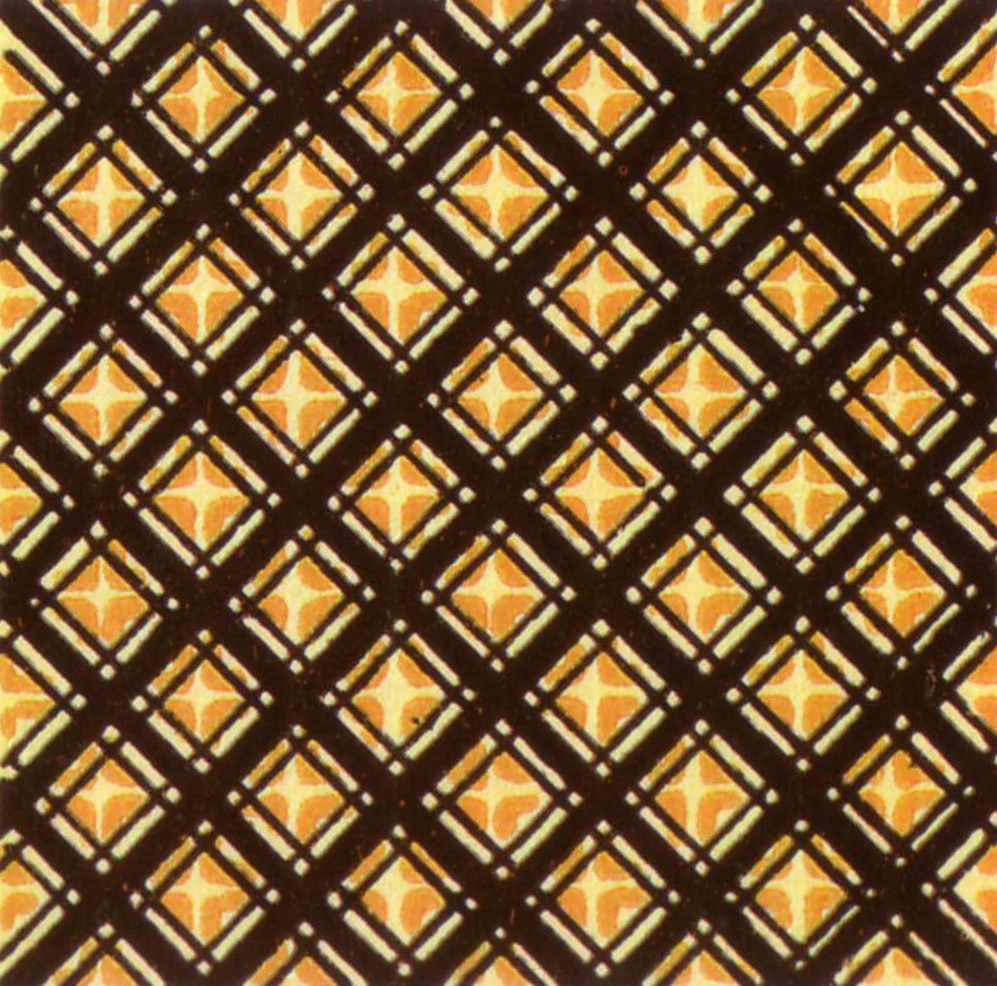
Ejemplo A: tela, Tahití
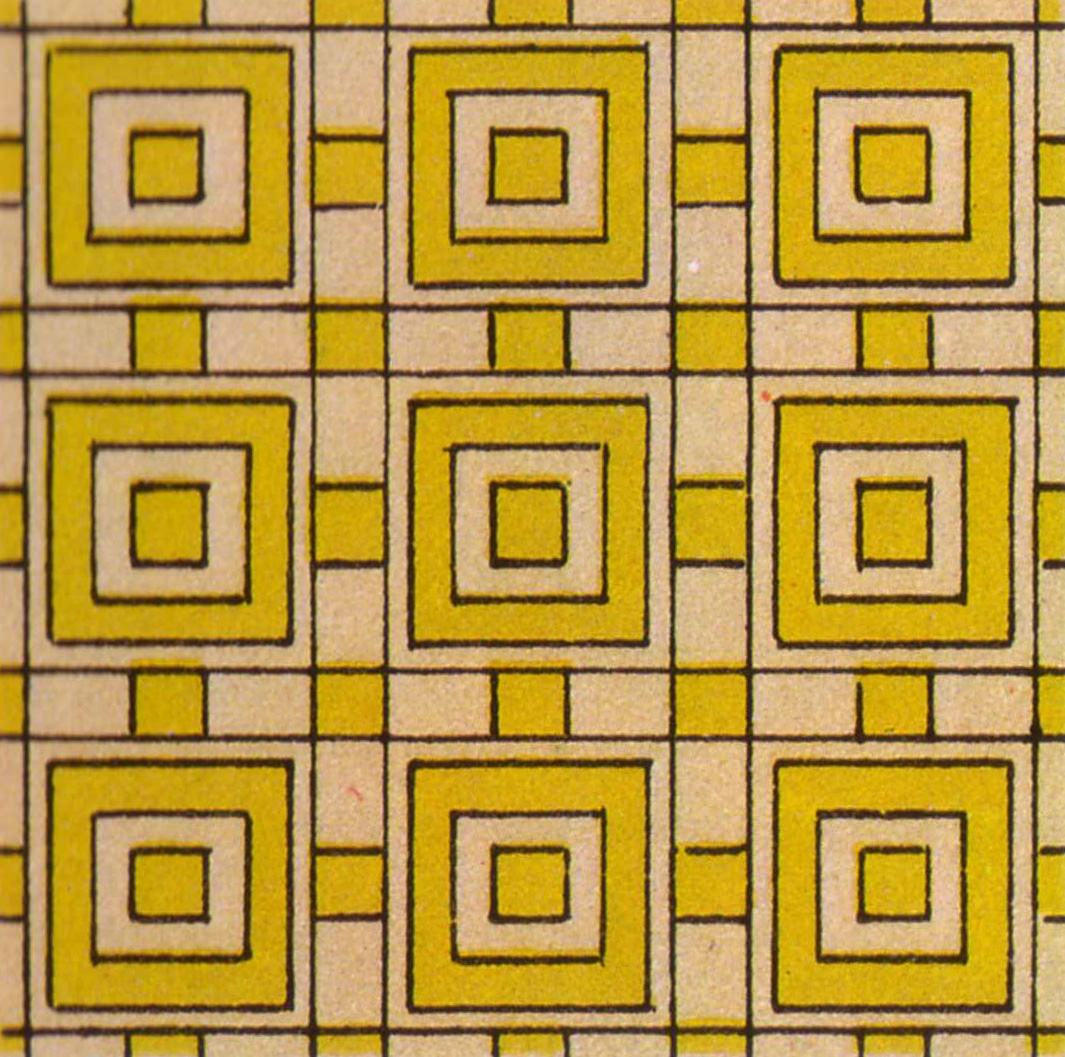
Ejemplo B: pintura ornamental, Nínive, Asiria
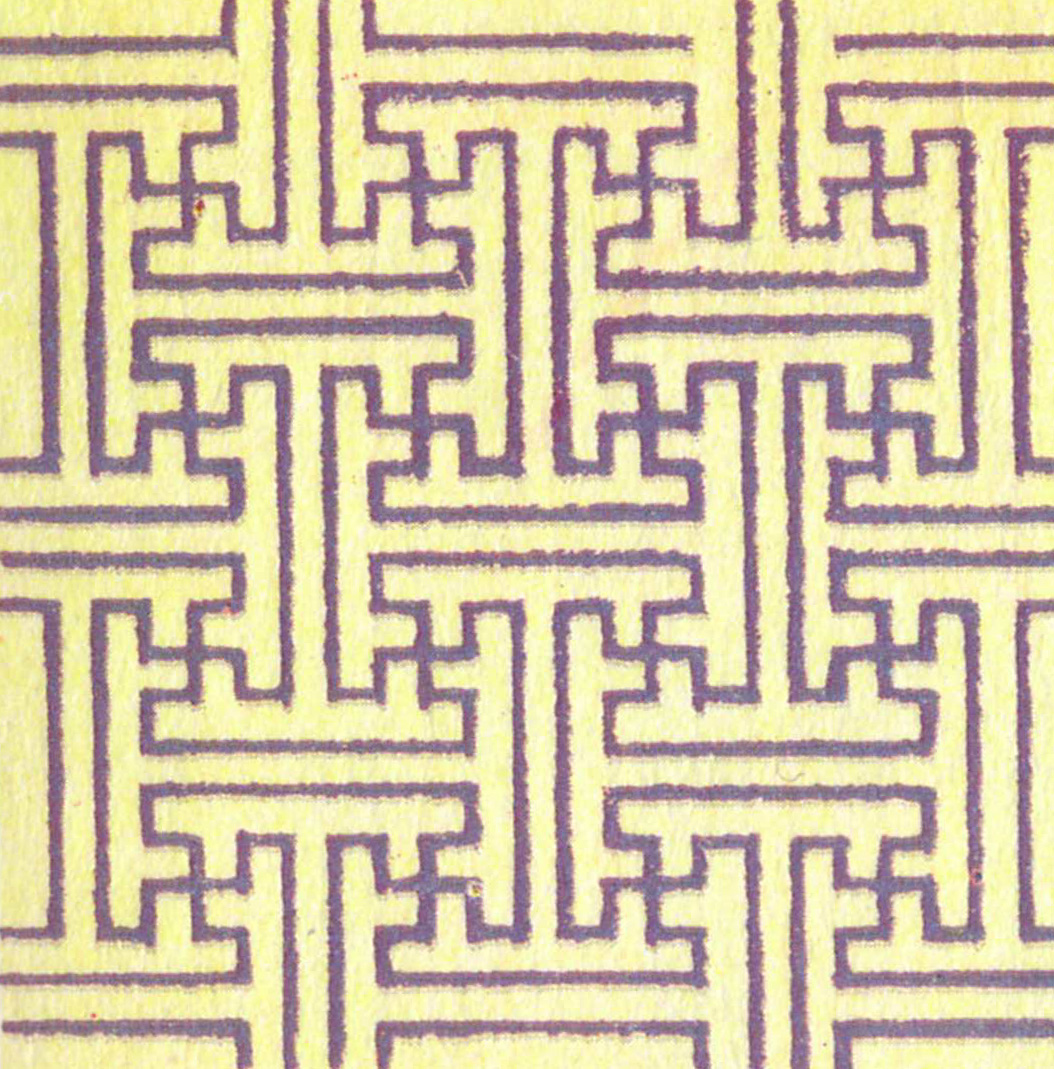
Ejemplo C: porcelana pintada, China

Los ejemplos A y B pertenecen al mismo grupo del papel pintado; se llama p4m en la notación IUC y *442 en la notación orbifold. El ejemplo C pertenece a un grupo diferente, llamado p4g o 4*2. El hecho de que A y B sean del mismo grupo significa que tienen las mismas simetrías, independientemente de los detalles de los diseños, mientras que C tiene un conjunto diferente de simetrías a pesar de las similitudes superficiales. 

## Simetrías de patrones
La simetría de un patrón es, en términos generales, una forma de transformar el patrón para que se vea exactamente igual después de la transformación. Por ejemplo, la simetría traslacional está presente cuando el patrón puede trasladarse (desplazarse) a cierta distancia finita y aparecer sin cambios. Piénsese en cambiar un conjunto de franjas verticales por una franja . El patrón no ha cambiado. Estrictamente hablando, una verdadera simetría solo existe en patrones que se repiten exactamente y continúan indefinidamente. Un conjunto de solo cinco bandas, por ejemplo, no tiene simetría traslacional: cuando se desplaza, la banda en un extremo "desaparece" y una nueva banda se "agrega" en el otro extremo. En la práctica, sin embargo, la clasificación se aplica a patrones finitos y se pueden ignorar pequeñas imperfecciones. 
A veces, dos categorizaciones son significativas, una basada solo en formas y otra que incluya colores. Cuando se ignoran los colores puede haber más simetría. En blanco y negro también hay 17 grupos del papel pintado; por ejemplo, un mosaico coloreado es equivalente a uno en blanco y negro con los colores codificados radialmente en un "código de barras" simétrico circular en el centro de masa de cada mosaico.   
Los tipos de transformaciones que son relevantes aquí se denominan isometrías del plano euclídeo. Por ejemplo: 
- Si se desplaza el ejemplo B una unidad hacia la derecha, de modo que cada cuadrado cubra el cuadrado que originalmente estaba adyacente a él, entonces el patrón resultante es exactamente el mismo que el patrón con el que se comenzó. Este tipo de simetría se llama traslación. Los ejemplos A y C son similares, excepto en que los cambios más pequeños posibles están en direcciones diagonales.
- Si se gira el ejemplo B en sentido horario 90°, alrededor del centro de uno de los cuadrados, nuevamente obtenemos exactamente el mismo patrón. Esto se denomina una rotación. Los ejemplos A y C también poseen simetría ligada a rotaciones de 90°, aunque requiere un poco más de ingenio para encontrar el centro de rotación correcto para C.
- También se puede voltear el ejemplo B a través de un eje horizontal que se extiende por el centro de la imagen. Esto se llama una reflexión. El ejemplo B también posee simetría de reflexión respecto a un eje vertical y a dos ejes diagonales. Lo mismo puede decirse de A. Sin embargo, el ejemplo C es diferente. Solo posee simetrías de reflexión en direcciones horizontal y vertical, pero no respecto a ejes diagonales. Si se voltea respecto a una línea diagonal, no se recupera el mismo patrón; lo que sí se obtiene es el patrón original desplazado a cierta distancia. Esto es parte de la razón por la que el grupo del papel pintado de A y de B es diferente del grupo de C.

Otra transformación es una "reflexión deslizada", una combinación de reflexión y de traslación paralela a la línea de reflexión. 

Una reflexión deslizada asigna un conjunto de huellas izquierda y derecha entre sí

## Definición formal y discusión
Matemáticamente, un grupo del papel pintado o grupo cristalográfico del plano, es un tipo de grupo de isometrías topológicamente discretas del plano euclídeo que contiene dos traslaciones linealmente independientes. 
Dos de estos grupos de isometría son del mismo tipo (del mismo grupo del papel pintado) si son iguales hasta una transformación afín del plano. Así, por ejemplo, una traslación del plano (por lo tanto, una traslación de las simetrías de reflexión y centros de rotación) no afecta al grupo. Lo mismo se aplica a un cambio de ángulo entre los vectores de traslación, siempre que no agregue ni elimine ninguna simetría (este es solo el caso si no hay simetrías de reflexión ni reflexiones deslizadas, y la simetría rotacional es, como máximo, de orden 2). 
A diferencia del caso tridimensional, se pueden restringir de manera equivalente las transformaciones afines a aquellas que conservan la orientación. 
Del teorema de Bieberbach se deduce que todos los grupos del papel pintado son diferentes, incluso como grupos abstractos (en oposición a, por ejemplo, los grupos de friso, de los que dos son isomorfos con Z). 
Los patrones 2D con simetría traslacional doble se pueden clasificar de acuerdo con su tipo de grupo de simetría. 

### Isometrías del plano euclídeo
Las isometrías del plano euclídeo se dividen en cuatro categorías (consúltese el artículo isometría del plano euclídeo para obtener más información). 
- Traslaciones, denotadas por Tv, donde v es un vector en R2. Esto tiene el efecto de mover el plano aplicando el vector de desplazamiento v.
- Rotaciones, denotadas por Rc,θ, donde c es un punto en el plano (el centro de rotación) y θ es el ángulo de rotación.
- Reflexiones, o isometrías especulares, denotadas por FL, donde L es una recta en R2 (la letra F procede de la palabra inglesa flip, "voltear"). Esto tiene el efecto de reflejar el plano respecto a la recta L, llamada eje de reflexión o espejo asociado.
- Reflexiones de deslizamiento, denotadas por GL,d, donde L es una recta en R2 y d es una distancia. Esta es una combinación de una reflexión respecto a la recta L y una traslación a lo largo de L en una distancia d.

### La condición de las traslaciones independientes
La condición de las traslaciones linealmente independientes significa que existen vectores linealmente independientes v y w (en R2) de modo que el grupo contiene Tv y Tw. 
El propósito de esta condición es distinguir los grupos del papel pintado de los grupos del friso, que poseen una traslación (pero no dos) linealmente independientes, y de los grupos de puntos discretos bidimensionales, que no poseen ninguna simetría traslacional. En otras palabras, los grupos del papel pintado representan patrones que se repiten en dos direcciones distintas, en contraste con los grupos del friso, que solo se repiten en un solo eje. 
Es posible generalizar esta situación. Se podría, por ejemplo, estudiar grupos discretos de isometrías de Rn con m traslaciones linealmente independientes, donde m es cualquier número entero en el rango 0 ≤ m ≤ n. 

### La condición de discreción
La condición de discreción significa que hay un número real positivo ε, de modo que para cada traslación Tv en el grupo, el vector v tiene una longitud de al menos ε (excepto, por supuesto, en el caso de que v sea el vector cero). 
El propósito de esta condición es asegurar que el grupo tenga un dominio fundamental compacto, o en otras palabras, una "celda" de área finita distinta de cero, que se repite a través del plano. Sin esta condición, se podría tener, por ejemplo, un grupo que contenga la traslación Tx para cada número racional x, que no correspondería a ningún patrón del papel pintado razonable. 
Una consecuencia importante y no trivial de la condición de discreción en combinación con la condición de traslación independiente es que el grupo solo puede contener rotaciones de orden 2, 3, 4 o 6; es decir, cada rotación en el grupo debe ser una rotación de 180°, 120°, 90° o 60°. Este hecho se conoce como el teorema de restricción cristalográfica y puede generalizarse a casos de dimensiones superiores. 

### Notaciones para los elementos del grupo del papel pintado

#### Notación cristalográfica
La cristalografía dispone de 230 grupos espaciales distintos, muchos más que los 17 grupos del papel pintado, pero muchas de las simetrías en los grupos son las mismas. Por lo tanto, se puede usar una notación similar para ambos tipos de grupos, la de Carl Hermann y Charles-Victor Mauguin. Un ejemplo del nombre completo de un elemento del grupo del papel pintado en estilo Hermann-Mauguin (también llamado notación IUC) es p31m, con cuatro letras o dígitos, aunque lo más habitual es utilizar un nombre abreviado como cmm o pg.
Para los grupos del papel pintado, la notación completa comienza con p o c, según disponga de una celda primitiva o de una celda centrada en la cara (conceptos que se explican a continuación). La letra es seguida por un dígito, n, que indica el orden más alto de simetría rotacional: 1 (ninguno vez), 2 veces, 3 veces, 4 veces o 6 veces. Los siguientes dos símbolos indican simetrías relativas a un eje de traslación del patrón, denominado "principal"; si existe una simetría especular con su eje perpendicular a un eje de traslación, se elige ese eje como el principal (o si hay dos, uno de ellos). Los símbolos son m, g o 1, para la simetría especular (m de "mirror", espejo en inglés), reflexión deslizada, o ninguno. El eje del espejo o la reflexión de deslizamiento es perpendicular al eje principal de la primera letra, y puede ser paralelo o inclinado 180°/n (cuando n > 2) para la segunda letra. Muchos grupos incluyen otras simetrías relacionadas con las ya descritas. La notación corta elimina dígitos o una m que se pueden deducir, siempre que no se cree confusión con otro elemento. 
Una celda primitiva es una región mínima repetida por traslaciones reticulares. Todos menos dos grupos de simetría del papel pintado se articulan con respecto a los ejes celulares primitivos, una base de coordenadas que utiliza los vectores de traslación de la red. En los dos casos restantes, la descripción de simetría es con respecto a las celdas centradas que son más grandes que la celda primitiva y, por lo tanto, tienen repetición interna; las direcciones de sus lados son diferentes de las de los vectores de traslación que abarcan una celda primitiva. La notación cristalográfica de Hermann-Mauguin para los grupos espaciales utiliza tipos de celdas adicionales. 
Ejemplos
- p2 (p2): celda primitiva, simetría de rotación doble, sin simetrías especulares ni reflexiones de deslizamiento.
- p4gm (p4mm): celda primitiva, rotación 4 veces, reflexión de deslizamiento perpendicular al eje principal, eje de simetría especular a 45°.
- c2mm (c2mm): celda centrada, rotación doble, ejes de simetrías especulares tanto perpendiculares como paralelas al eje principal.
- p31m (p31m): celda primitiva, rotación 3 veces, eje de simetría especular a 60°.

Aquí están todos los nombres que difieren en notación corta y completa. 
| Cortos    | pm   | pg   | cm   | pmm  | pmg  | pgg  | cmm  | p4m  | p4g  | p6m  |
| Completos | p1m1 | p1g1 | c1m1 | p2mm | p2mg | p2gg | c2mm | p4mm | p4gm | p6mm |
| --------- | ---- | ---- | ---- | ---- | ---- | ---- | ---- | ---- | ---- | ---- |
Los nombres restantes son p1, p2, p3, p3m1, p31m, p4, y p6.

#### Notación orbifold
La notación orbifold para grupos del papel pintado, ideada por John Horton Conway (Conway, 1992) (Conway 2008), no se basa en la cristalografía, sino en la topología. Se reduce el mosaico periódico infinito del plano a su esencia, un orbifold, que se describe mediante algunos símbolos. 
- Un dígito, n, indica un centro de rotación de n pliegues correspondiente a un punto de un orbifold con forma de cono. Según el teorema de restricción cristalográfica, n debe ser 2, 3, 4 o 6.
- Un asterisco, *, indica una simetría especular correspondiente a un límite del orbifold. Interactúa con los dígitos de la siguiente manera: 
  1. Los dígitos antes del asterisco * denotan centros de rotación pura (grupo cíclico).
  2. Los dígitos después de * denotan centros de rotación con simetrías especulares a través de ellos, correspondientes a "esquinas" en el límite del orbifold (grupo diedral).
- Un aspa, ×, se usa cuando hay una reflexión de deslizamiento, e indica un solapamiento en el orbifold. Los espejos puros se combinan con la traslación en celosía para producir reflexiones deslizadas, pero estas ya se tienen en cuenta, por lo que no se remarcan aquí.
- El símbolo "sin simetría", o, está solo e indica que solo se dispone de traslaciones de red sin otra simetría. El orbifold con este símbolo es un toro; en general, el símbolo o denota un asa en el orbifold.

Considérese el grupo denotado en notación cristalográfica por cmm; en la notación de Conway, tomaría la forma 2*22. El 2 antes del * indica que existe un centro de rotación de 2 veces sin reflexión a través de él. El * en sí mismo indica que se tiene una reflexión especular. Los primeros 2 después del * indican que se tiene un centro de rotación de 2 veces en un espejo. El 2 final indica que se tiene un segundo centro de rotación doble independiente en una simetría especular, uno que no es un duplicado del primero bajo simetrías. 
El grupo denotado por pgg será 22×. Se tienen dos centros de rotación pura de 2 lóbulos y un eje de reflexión de deslizamiento. Compárese esto con pmg, según Conway 22*, donde la notación cristalográfica menciona un deslizamiento, pero uno que está implícito en las otras simetrías del orbifold. 
También se incluye la notación de corchetes de Coxeter, basada en grupos de Coxeter reflexivos, y modificada con superíndices que representan rotaciones, rotaciones impropias y traslaciones. 
| Conway          | o           | ××             | *×           | **         | 632     | *632  |
| Coxeter         | [∞+, 2, ∞+] | [(∞, 2) +, ∞+] | [∞, 2 +, ∞+] | [∞, 2, ∞+] | [6,3] + | [6,3] |
| Cristalográfica | p1          | pg             | cm           | pm         | p6      | p6m   |

| Conway          | 333      | *333   | 3*3     | 442    | *442  | 4*2     |
| Coxeter         | [3[3]] + | [3[3]] | [3+, 6] | [4,4]+ | [4,4] | [4+, 4] |
| Cristalográfica | p3       | p3m1   | p31m    | p4     | p4m   | p4g     |

| Conway          | 2222       | 22×                  | 22*          | *2222     | 2*22        |
| Coxeter         | [∞, 2, ∞]+ | [((∞, 2)+, (∞, 2)+)] | [(∞, 2)+, ∞] | [∞, 2, ∞] | [∞, 2 +, ∞] |
| Cristalográfica | p2         | pgg                  | pmg          | pmm       | cmm         |

### ¿Por qué hay exactamente diecisiete grupos?
Un orbifold se puede ver como un polígono con cara, lados y vértices, que se pueden desplegar para formar un conjunto que puede ser infinito de polígonos que enlosan la esfera, el plano o el plano hiperbólico. Cuando enlosa el plano, dará un grupo del papel pintado y cuando enlosa la esfera o el plano hiperbólico, da un grupo de simetría esférica o un grupo de simetría hiperbólica. El tipo de espacio del mosaico de polígonos se puede encontrar calculando la característica de Euler, χ = V - E + F, donde V es el número de esquinas (vértices), E es el número de aristas y F es el número de caras. Si la característica de Euler es positiva, entonces el orbifold tiene una estructura elíptica (esférica); si es cero, entonces tiene una estructura parabólica, es decir, un grupo del papel pintado; y si es negativo tendrá una estructura hiperbólica. Si se enumera el conjunto completo de orbifolds posibles, se descubre que solo 17 tienen la característica de Euler 0. 
Cuando un orbifold se replica por simetría para llenar el plano, sus características crean una estructura de vértices, aristas y caras poligonales, que deben ser consistentes con la característica de Euler. Al invertir el proceso, se pueden asignar números a las características del orbifold, pero usando fracciones en lugar de números enteros. Debido a que el orbifold mismo es un cociente de la superficie completa del grupo de simetría, la característica de Euler del orbifold es un cociente de la característica de Euler de la superficie por el orden del grupo de simetría. 
La característica de Euler del orbifold es 2 menos la suma de los valores de las características, asignados de la siguiente manera: 
- Un dígito n sin o antes de * cuenta como (n -1)/n.
- Un dígito n después de a * cuenta como (n -1)/2n.
- Tanto * como × cuentan como 1.
- La "sin simetría" ° cuenta como 2.

Para un grupo del papel pintado, la suma de la característica debe ser cero; por lo tanto, la suma de características debe ser 2) 
Ejemplos
- 632: 5/6 + 2/3 + 1/2 = 2
- 3*3: 2/3 + 1 + 1/3 = 2
- 4*2: 3/4 + 1 + 1/4 = 2
- 22×: 1/2 + 1/2 + 1 = 2

Ahora la enumeración de todos los grupos del papel pintado se convierte en una cuestión de aritmética, de enumerar todas las cadenas de características con valores que suman 2. 
Las cadenas de características con otras sumas no tienen sentido; implican teselados no planos, no discutidos aquí. Cuando la característica orbifold de Euler es negativa, el mosaico es hiperbólico; cuando es positiva, se denomina esférica o mala.

## Guía para reconocer grupos del papel pintado
Para determinar qué grupo del papel pintado corresponde a un diseño dado, se puede usar la siguiente tabla:
| Tamaño de la menor rotación | ¿Tiene reflexiones?                         | ¿Tiene reflexiones?                         | ¿Tiene reflexiones?                         | ¿Tiene reflexiones?                         | ¿Tiene reflexiones?         | ¿Tiene reflexiones?         |
| --------------------------- | ------------------------------------------- | ------------------------------------------- | ------------------------------------------- | ------------------------------------------- | --------------------------- | --------------------------- |
| Tamaño de la menor rotación | Sí                                          | Sí                                          | Sí                                          | Sí                                          | No                          | No                          |
| 360°/6                      | p6m (*632)                                  | p6m (*632)                                  | p6m (*632)                                  | p6m (*632)                                  | p6 (632)                    | p6 (632)                    |
| 360°/4                      | ¿Tiene reflexiones a 45°?                   | ¿Tiene reflexiones a 45°?                   | ¿Tiene reflexiones a 45°?                   | ¿Tiene reflexiones a 45°?                   | p4 (442)                    | p4 (442)                    |
| 360°/4                      | Sí: p4m (*442)                              | Sí: p4m (*442)                              | No: p4g (4*2)                               | No: p4g (4*2)                               | p4 (442)                    | p4 (442)                    |
| 360°/3                      | ¿Tiene centros de reflexión?                | ¿Tiene centros de reflexión?                | ¿Tiene centros de reflexión?                | ¿Tiene centros de reflexión?                | p3 (333)                    | p3 (333)                    |
| 360°/3                      | Sí: p31m (3*3)                              | Sí: p31m (3*3)                              | No: p3m1 (*333)                             | No: p3m1 (*333)                             | p3 (333)                    | p3 (333)                    |
| 360°/2                      | ¿Tiene reflexiones perpendiculares?         | ¿Tiene reflexiones perpendiculares?         | ¿Tiene reflexiones perpendiculares?         | ¿Tiene reflexiones perpendiculares?         | ¿Tiene reflexión deslizada? | ¿Tiene reflexión deslizada? |
| 360°/2                      | Sí                                          | Sí                                          | Sí                                          | No                                          | ¿Tiene reflexión deslizada? | ¿Tiene reflexión deslizada? |
| 360°/2                      | ¿Tiene centros de reflexión?                | ¿Tiene centros de reflexión?                | ¿Tiene centros de reflexión?                | pmg (22*)                                   | Sí: pgg (22×)               | No: p2 (2222)               |
| 360°/2                      | Sí: cmm (2*22)                              | No: pmm (*2222)                             | No: pmm (*2222)                             | pmg (22*)                                   | Sí: pgg (22×)               | No: p2 (2222)               |
| ninguno                     | ¿Tiene eje deslizante fuera de la relexión? | ¿Tiene eje deslizante fuera de la relexión? | ¿Tiene eje deslizante fuera de la relexión? | ¿Tiene eje deslizante fuera de la relexión? | ¿Tiene reflexión deslizada? | ¿Tiene reflexión deslizada? |
| ninguno                     | Sí: cm(*×)                                  | Sí: cm(*×)                                  | No: pm(**)                                  | No: pm(**)                                  | Sí: pg(××)                  | No: p1(o)                   |

Véase también esta descripción general con diagramas.

## Los diecisiete grupos
Cada uno de los grupos en esta sección tiene dos diagramas de estructura celular, que deben interpretarse de la siguiente manera (es la forma lo que es significativo, no el color): 
|  | Un centro de rotación de orden dos (180°)   |
|  | Un centro de rotación de orden tres (120°)  |
|  | Un centro de rotación de orden cuatro (90°) |
|  | Un centro de rotación de orden seis (60°)   |
|  | Un eje de reflexión                         |
|  | Un eje de reflexión de deslizamiento        |

En los diagramas del lado derecho, diferentes clases de equivalencia de elementos de simetría se colorean (y giran) de manera diferente. 
El área marrón o amarilla indica un dominio fundamental, es decir, la parte más pequeña del patrón que se repite. 
Los diagramas de la derecha muestran la celda de la red correspondiente a las traslaciones más pequeñas; los de la izquierda a veces muestran un área más grande. 

### Grupop1 (o)
| Oblicua     | Oblicua     | Oblicua | Hexagonal | Hexagonal | Hexagonal |
| Rectangular | Rectangular | Rómbica | Rómbica   | Cuadrada  | Cuadrada  |
| ----------- | ----------- | ------- | --------- | --------- | --------- |

- Firma orbifold: o

Ejemplo y diagrama para p1

- Notación Coxeter (rectangular): [∞+, 2, ∞+] o [∞]+×[∞]+
- Retícula: oblicua
- Grupo de puntos: C1
- El grupo p1 contiene solo translaciones; no hay rotaciones, reflexiones ni reflexiones de deslizamiento.

Ejemplos del grupo p1

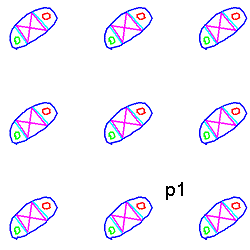
Generado por computadora
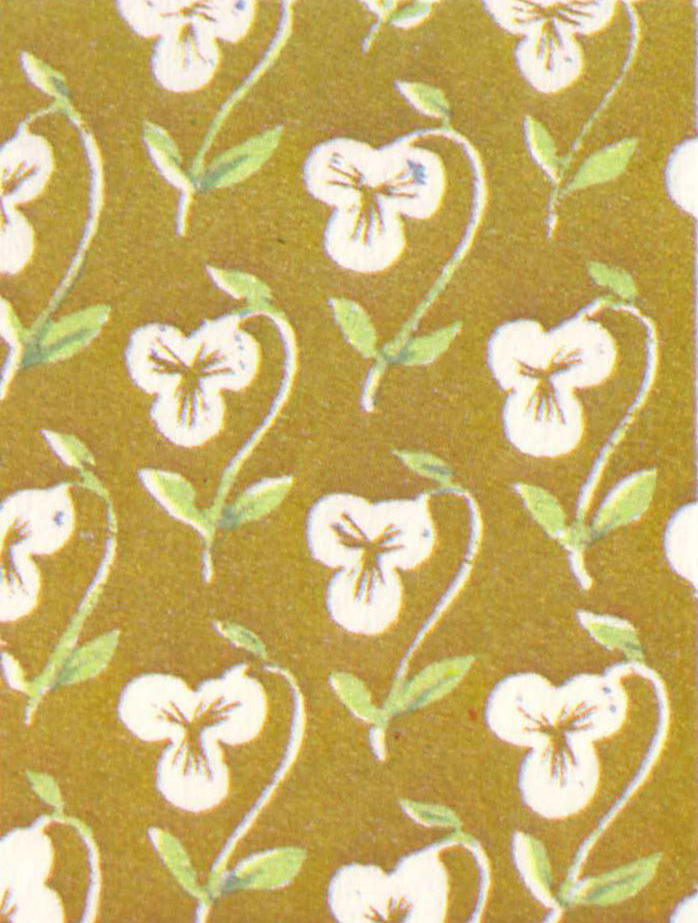
Tapiz medieval

### Grupop2 (2222)
| Oblicua     | Oblicua     | Oblicua | Hexagonal | Hexagonal | Hexagonal |
| Rectangular | Rectangular | Rómbica | Rómbica   | Cuadrada  | Cuadrada  |
| ----------- | ----------- | ------- | --------- | --------- | --------- |

- Firma Orbifold: 2222

Ejemplo y diagrama para p2

- Notación Coxeter (rectangular): [∞, 2, ∞]+
- Retícula: oblicua
- Grupo de puntos: C2
- El grupo p2 contiene cuatro centros de rotación de orden dos (180°), pero no tiene reflexiones ni reflexiones de deslizamiento.

Ejemplos del grupo p2

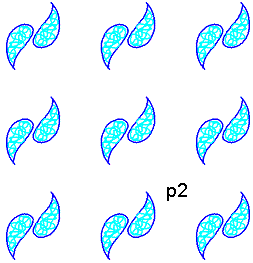
Generado por computadora
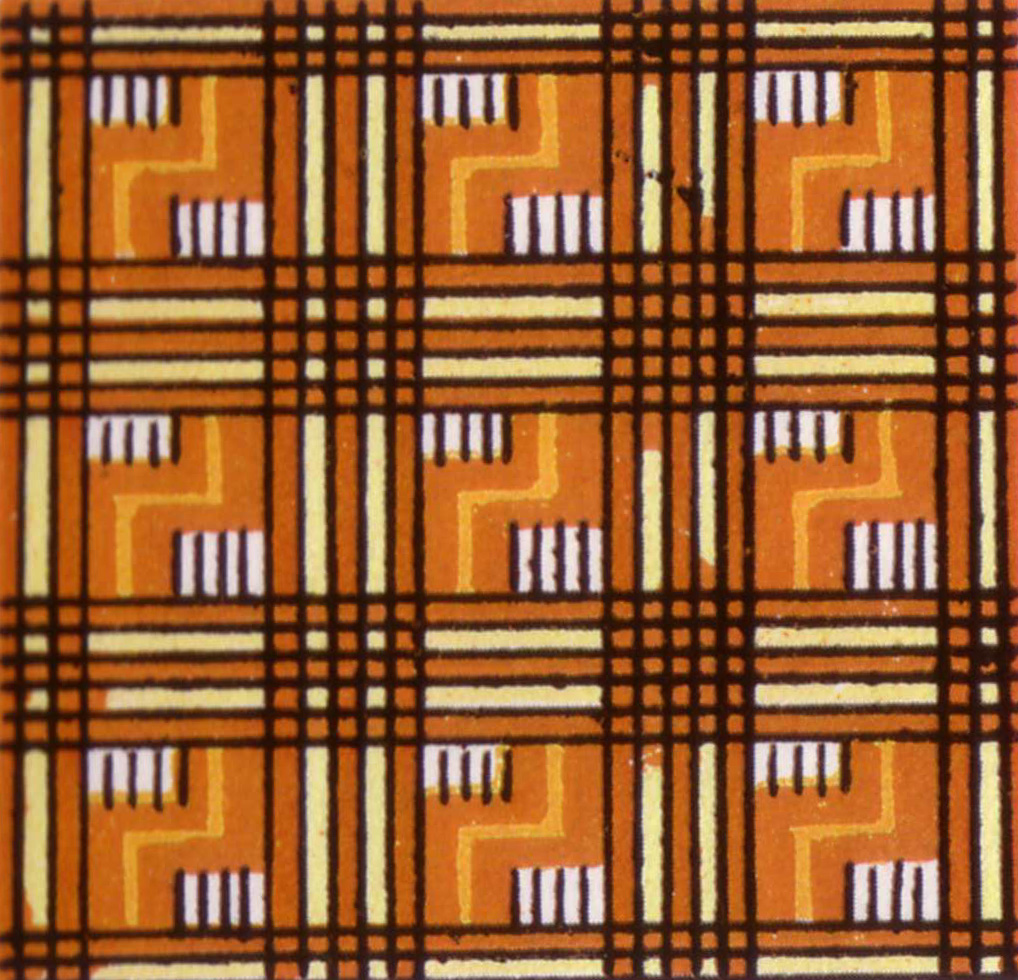
Paño, Islas Sandwich (Hawái)
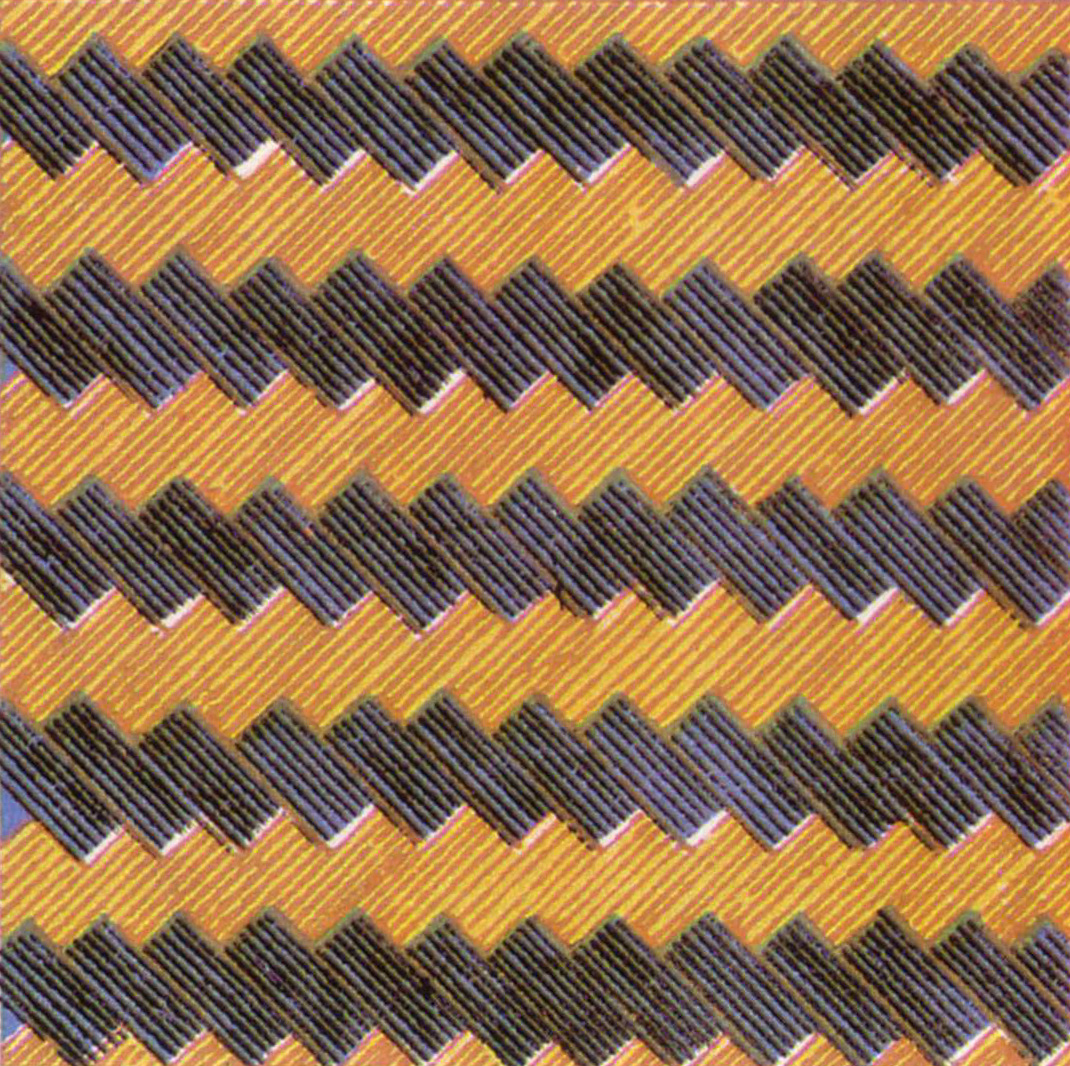
Esterilla del ajuar de un rey egipcio
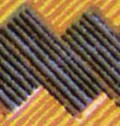
Alfombra egipcia (detalle)
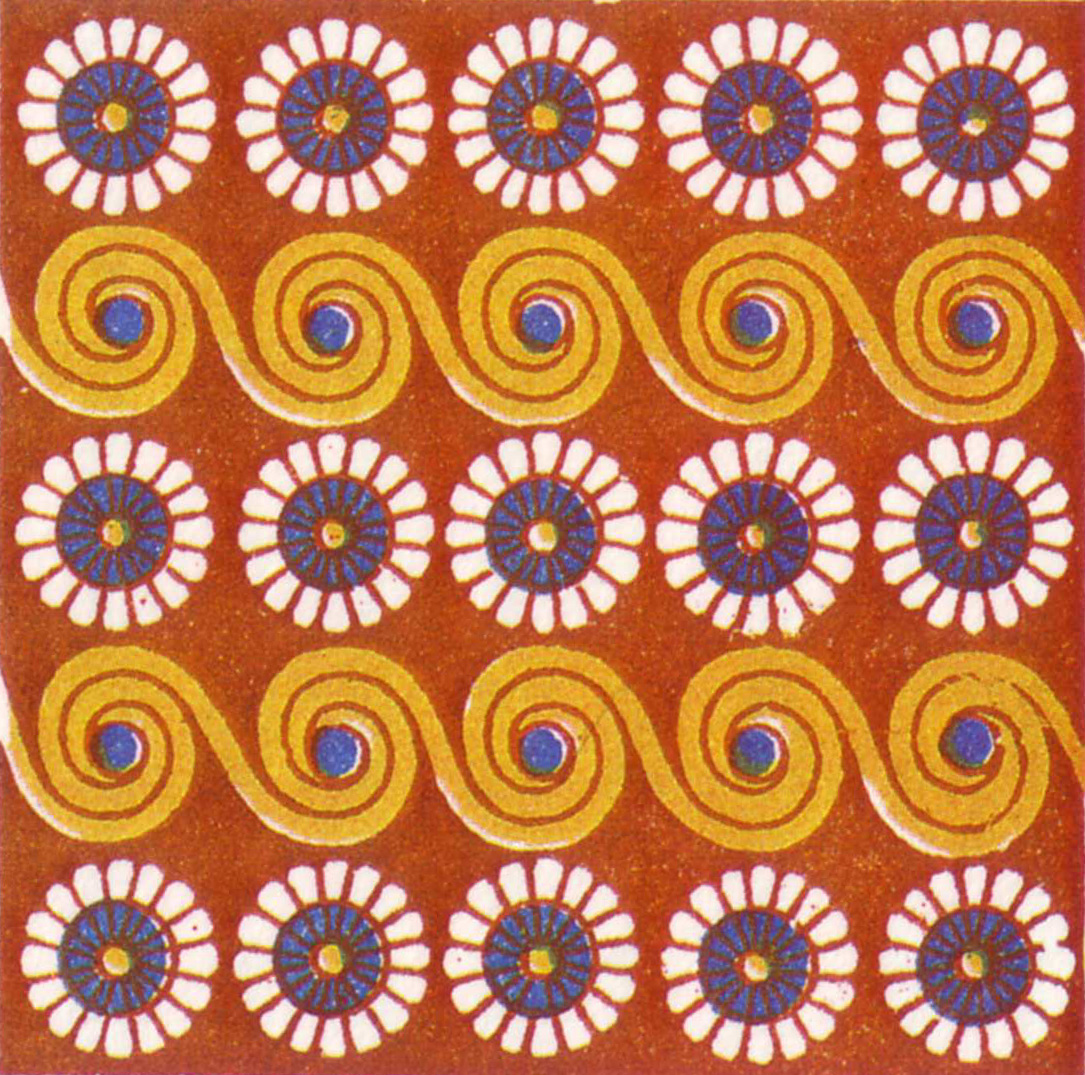
Techo de una tumba egipcia
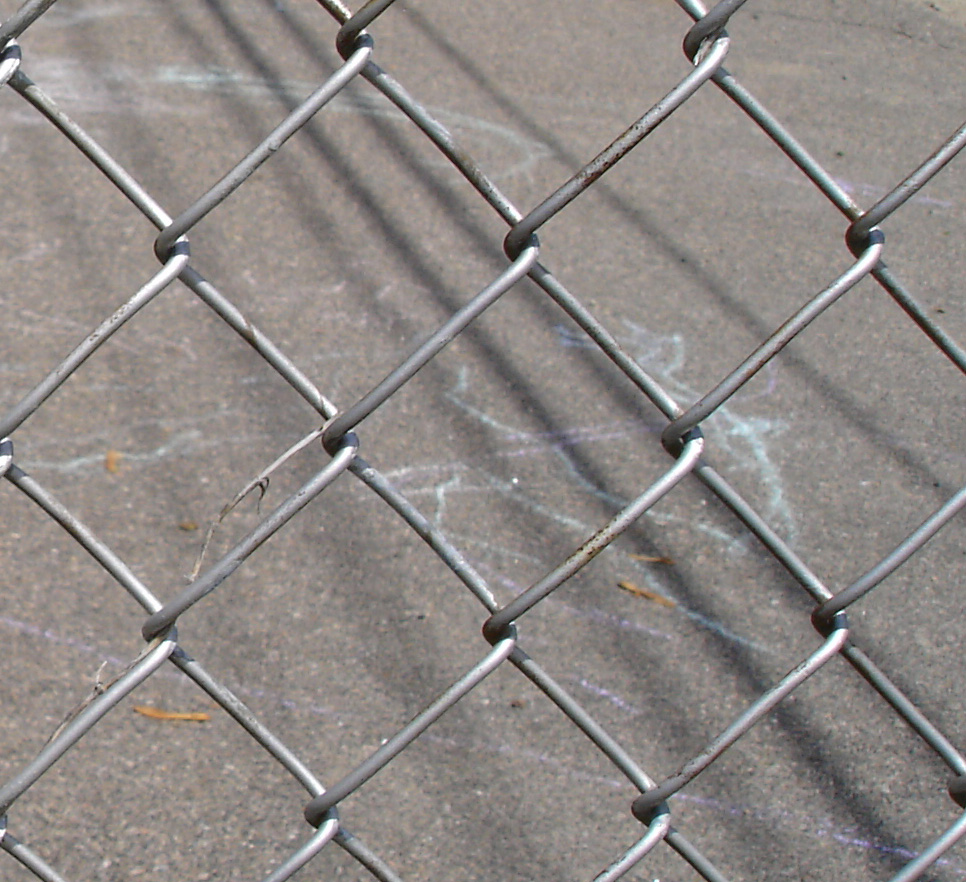
Cerca de alambre, EE.UU.

### Grupopm(**)
| Reflexión horizontal | Reflexión Vertical |
| -------------------- | ------------------ |

- Firma orbifold: **
- Notación Coxeter: [∞, 2, ∞+] o [∞+, 2, ∞]
- Enrejado: rectangular
- Grupo de puntos: D1

Ejemplo y diagrama para pm

- El grupo pm no tiene rotaciones. Tiene ejes de reflexión, todos paralelos.

Ejemplos del grupo pm

(Los primeros tres tienen un eje de simetría vertical, y los dos últimos tienen uno diagonal diferente) 

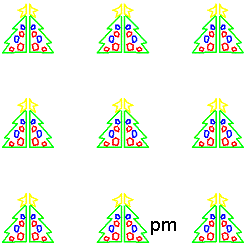
Generado por computadora
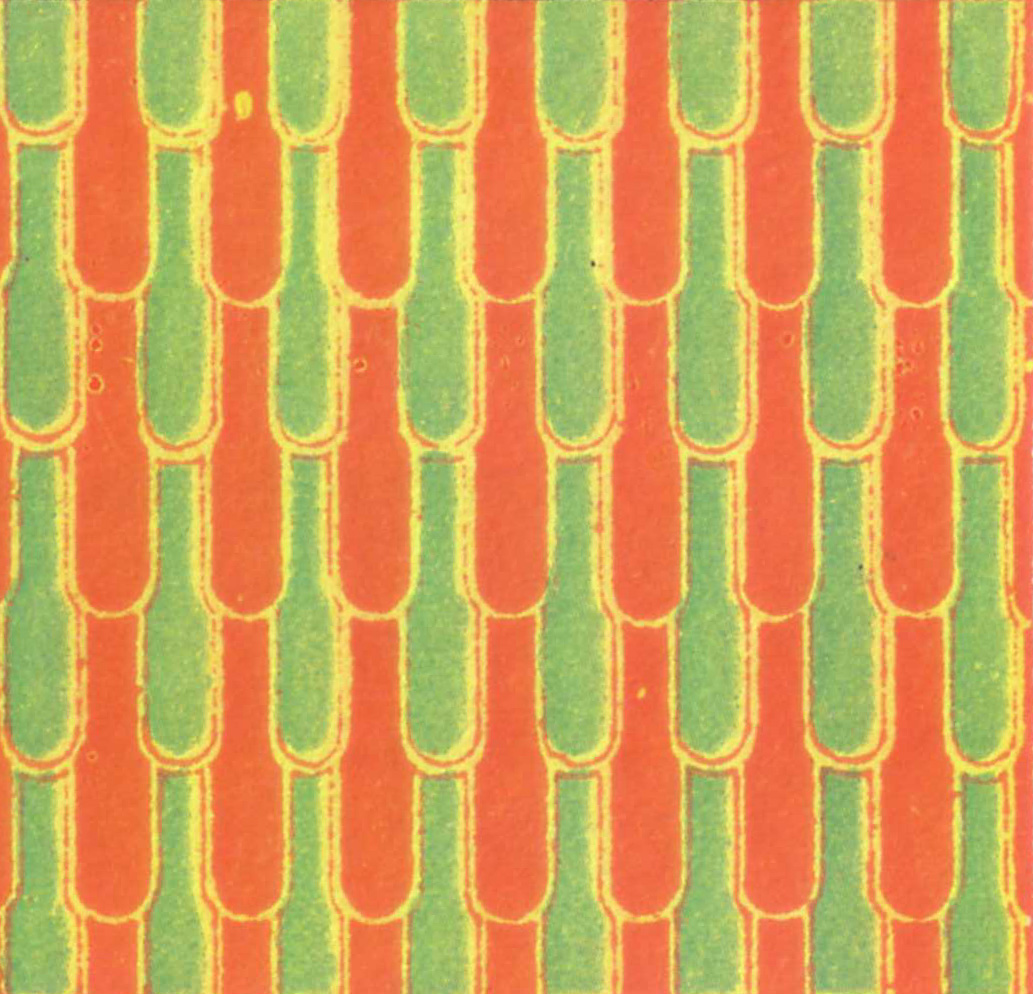
Vestido de una figura en una tumba en [Biban el Moluk, Egipto
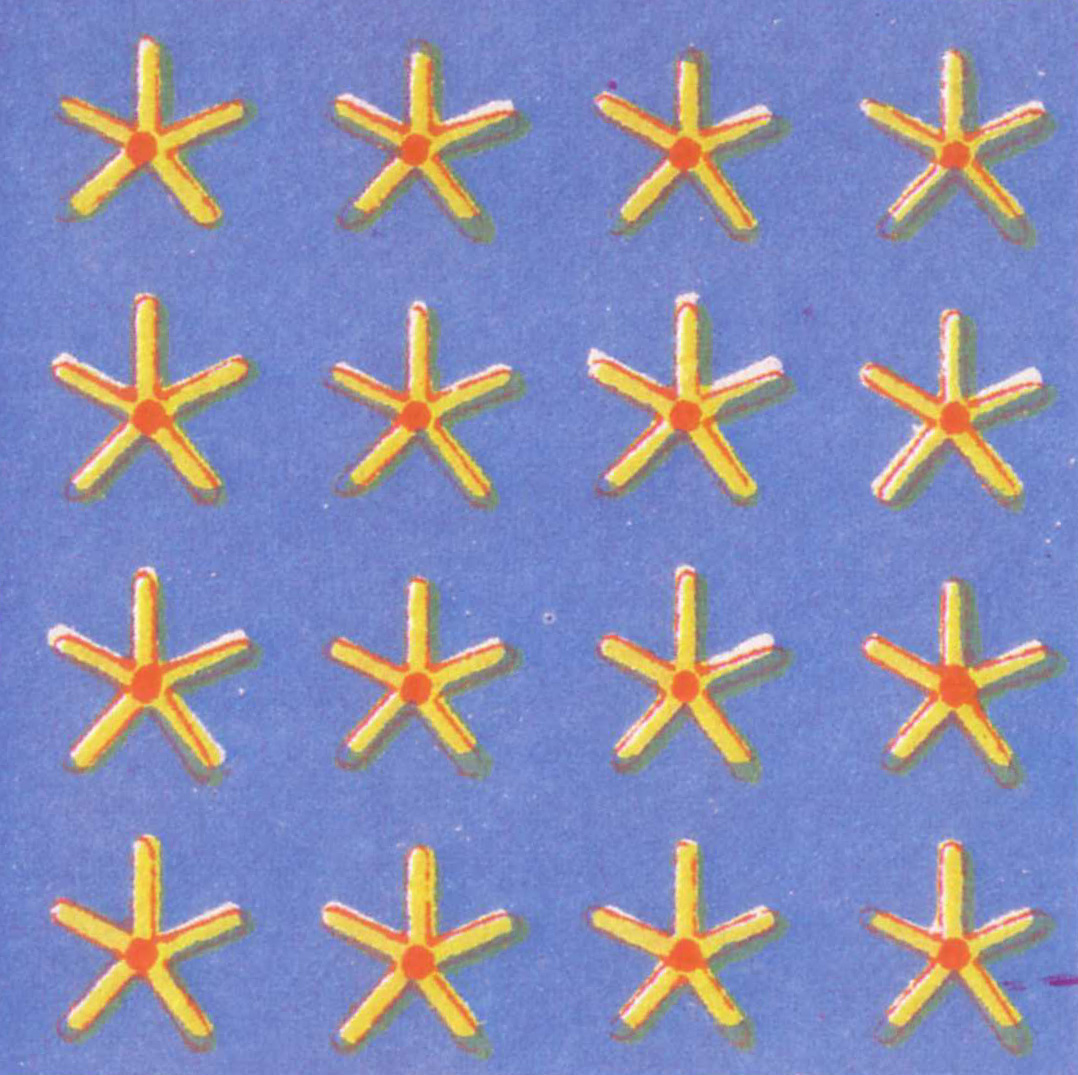
Tumba egipcia, Tebas
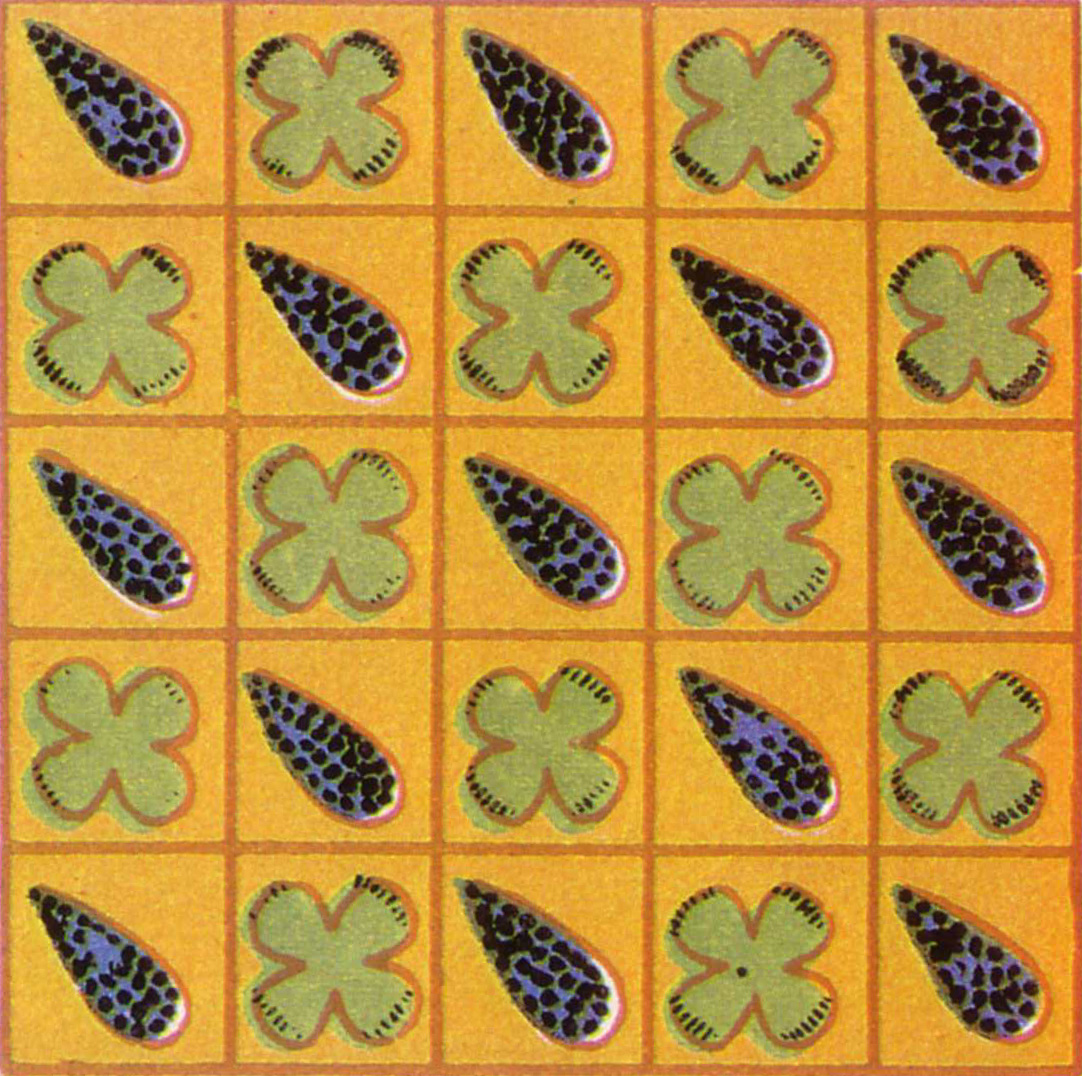
Techo de una tumba en Gourna, Egipto. El eje de reflexión es diagonal
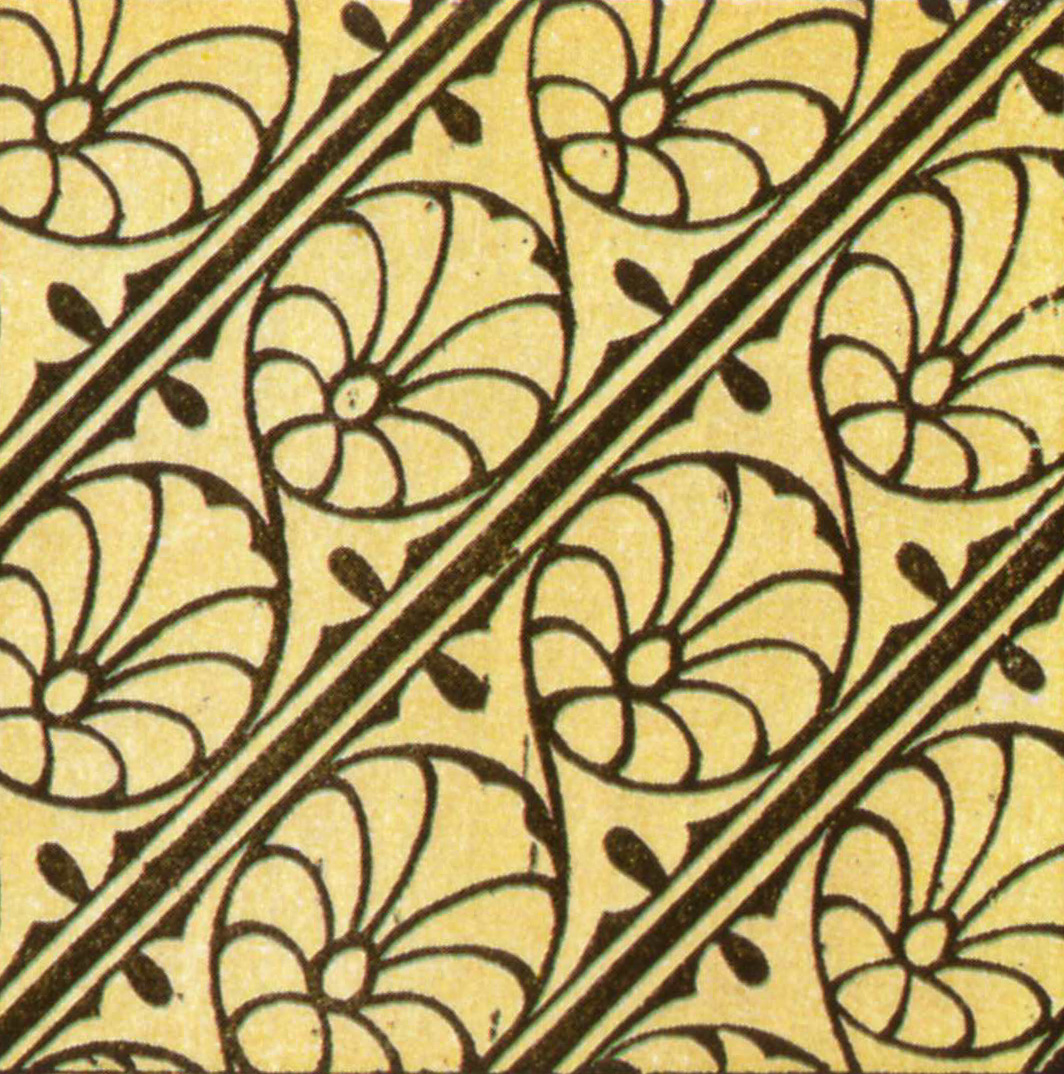
Metalistería india en la Gran Exposición de 1851. Esto es casi pm (ignorando las líneas diagonales cortas entre motivos ovales, que lo hacen p1)

### Grupopg(××)
| Reflexiones deslizadas horizontales | Reflexiones deslizadas verticales |
| Rectangular                         | Rectangular                       |
| ----------------------------------- | --------------------------------- |

- Firma Orbifold: ××
- Notación Coxeter: [(∞, 2)+, ∞+] o [∞+, (2, ∞)+]
- Retícula: rectangular
- Grupo de puntos: D1

Ejemplo y diagrama para pg

- El grupo pg contiene solo reflejos de deslizamiento, y sus ejes son todos paralelos. No hay rotaciones ni reflexiones.

Ejemplos del grupo pg

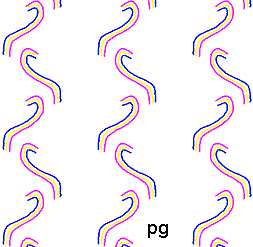
Generado por computadora
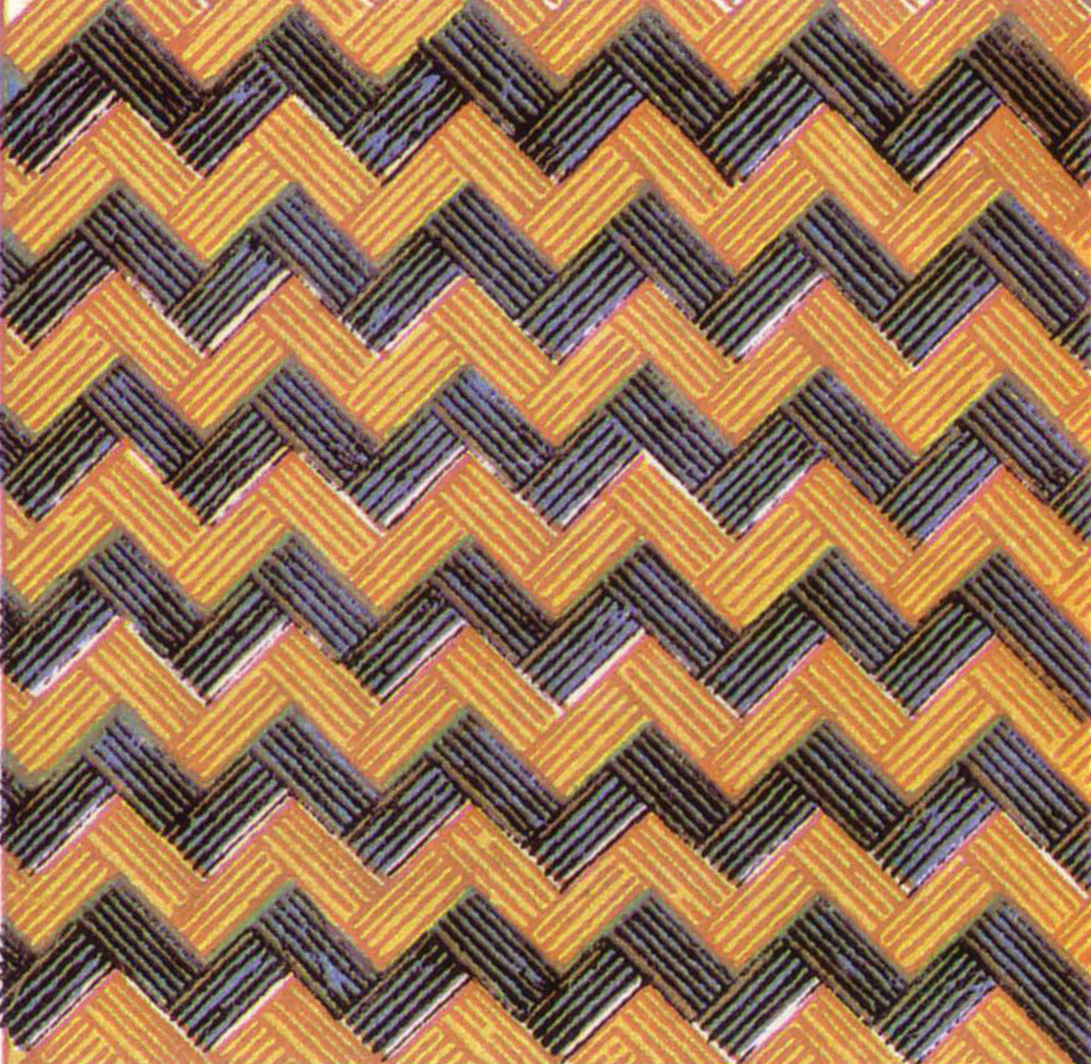
Alfombrilla con diseño de espiga de una esterilla del ajuar de un rey del antiguo Egipto
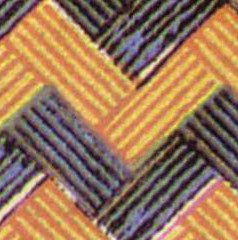
Alfombra egipcia (detalle)
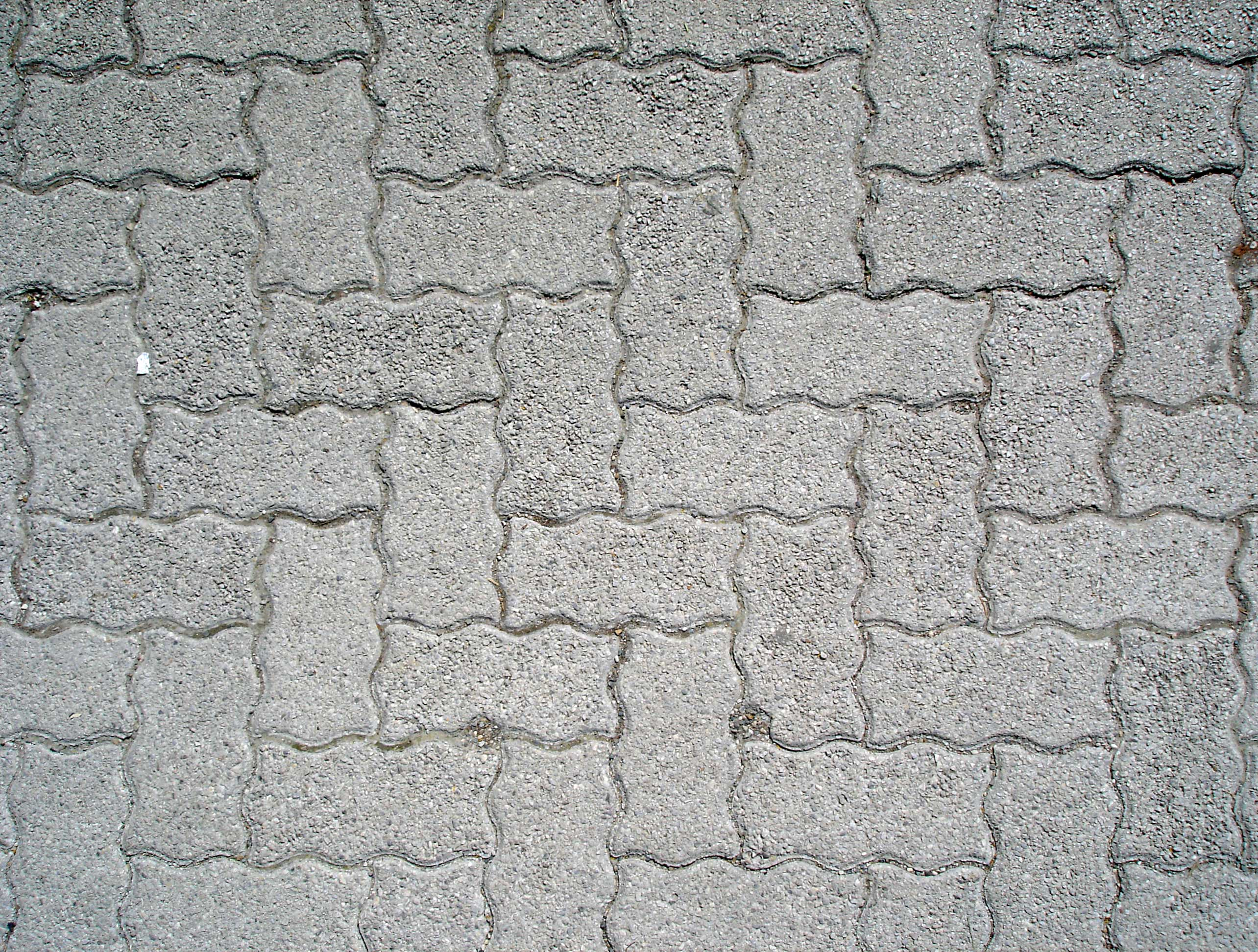
Pavimento con diseño en espina de pez (Salzburgo). El eje de reflexión de deslizamiento discurre de noreste a suroeste
Uno de los coloreados del teselado cuadrado achaflanado; las líneas de reflexión de deslizamiento están en la dirección superior izquierda/inferior derecha; ignorando los colores, aparece mucha más simetrías que solo pg, pasando a ser p4g (véase allí esta imagen con triángulos de igual color)

Sin los detalles dentro de las bandas en zigzag, el tapete es pmg con los detalles pero sin la distinción entre marrón y negro es pgg. 
Ignorando los bordes ondulados de las baldosas, el pavimento es pgg.

### Grupocm(*×)
| Reflexiones horizontales | Reflexiones verticales |
| Rómbica                  | Rómbica                |
| ------------------------ | ---------------------- |

- Firma Orbifold: *×
- Notación Coxeter: [∞+, 2+, ∞] o [∞, 2+, ∞+]
- Retícula: rómbica
- Grupo de puntos: D 1

Ejemplo y diagrama para cm

- El grupo cm no contiene rotaciones. Tiene ejes de reflexión, todos paralelos. Hay al menos una reflexión de deslizamiento cuyo eje no es un eje de reflexión. Está a medio camino entre dos ejes de reflexión paralelos adyacentes.
- Este grupo se aplica para filas escalonadas simétricamente (es decir, hay un desplazamiento por fila de la mitad de la distancia de traslación dentro de las filas) de objetos idénticos, que tienen un eje de simetría perpendicular a las filas.

Ejemplos del grupo cm

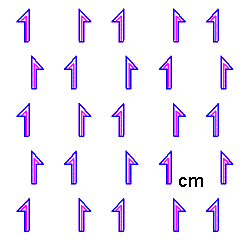
Generado por computadora
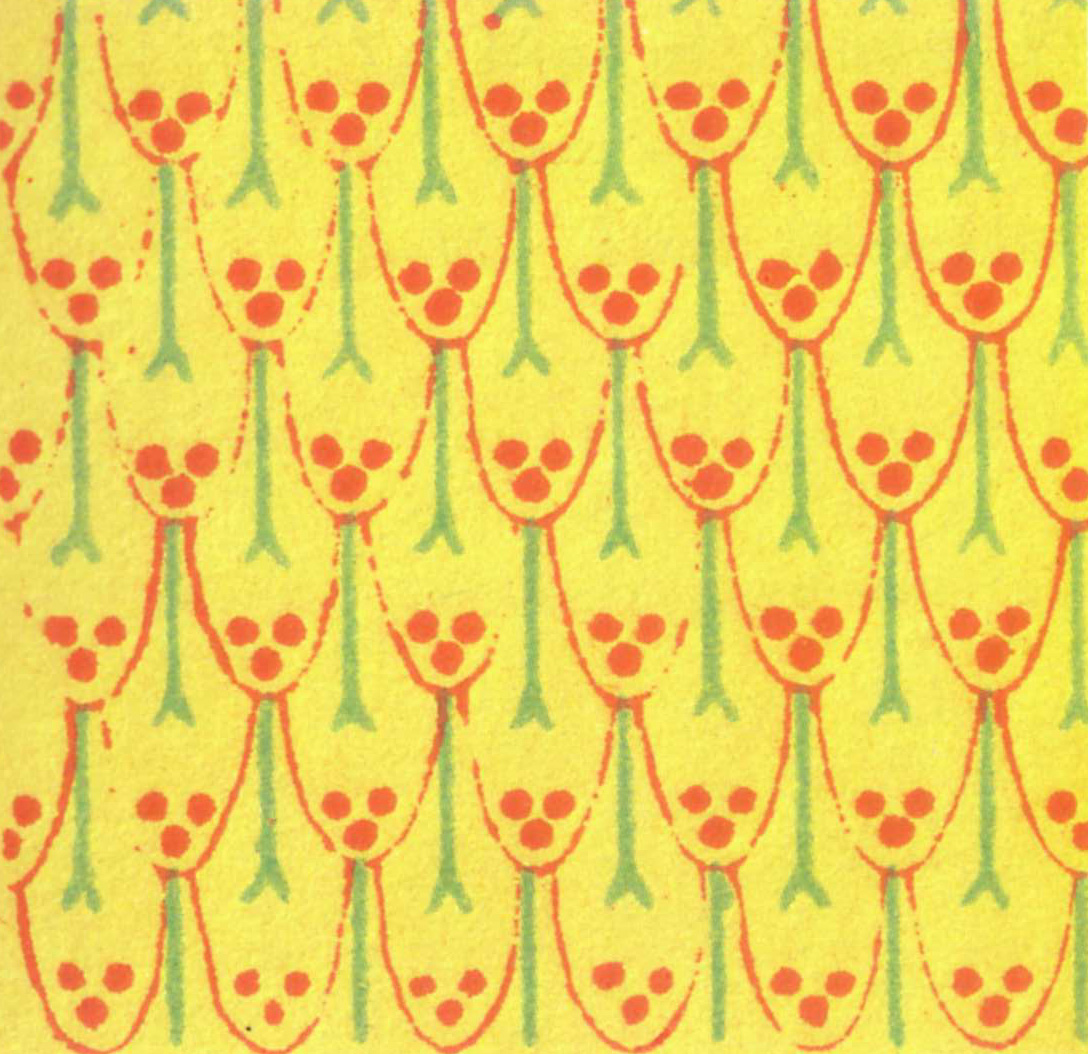
Vestido de Amón, de Abu Simbel, antiguo Egipto
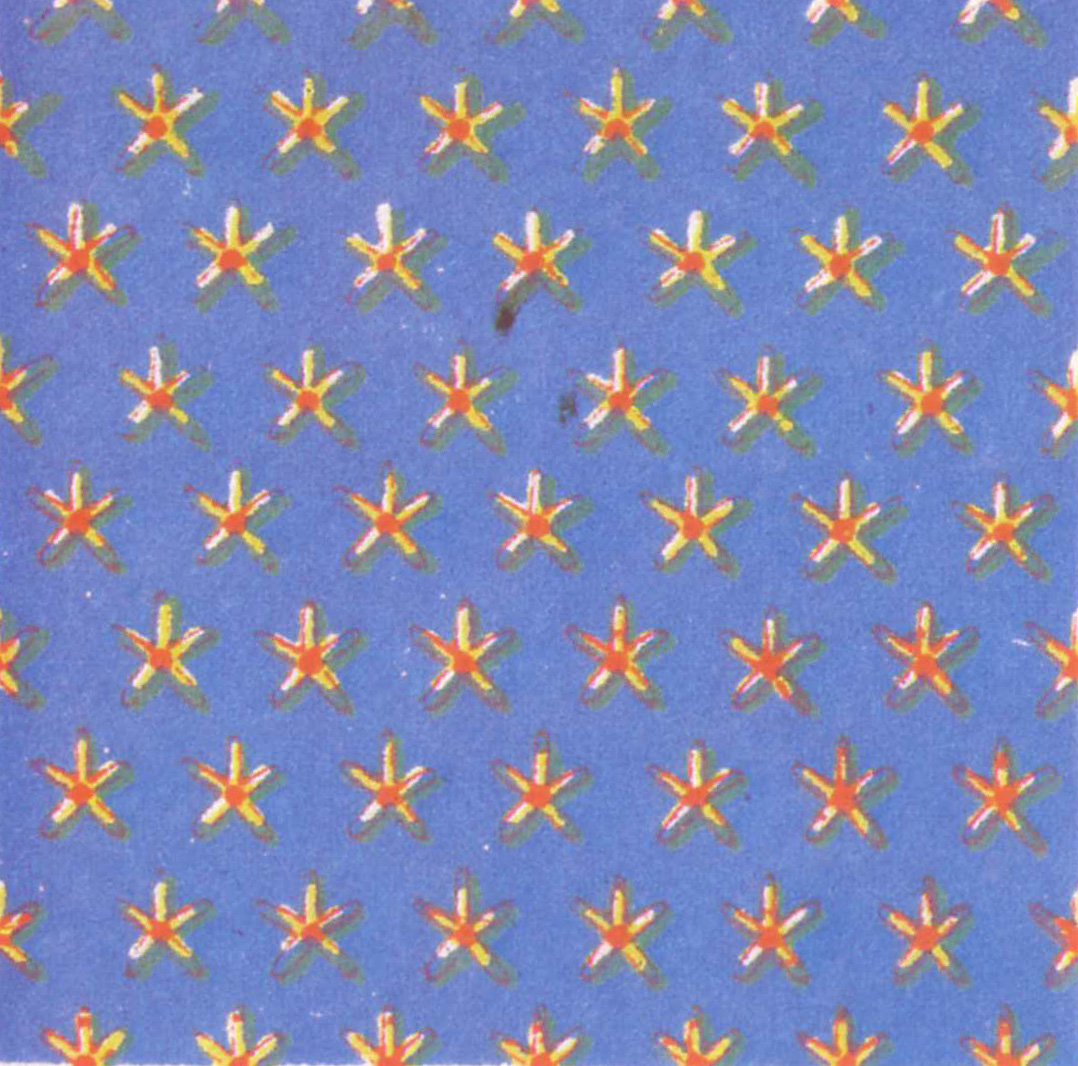
Dado de Biban el Moluk, Egipto
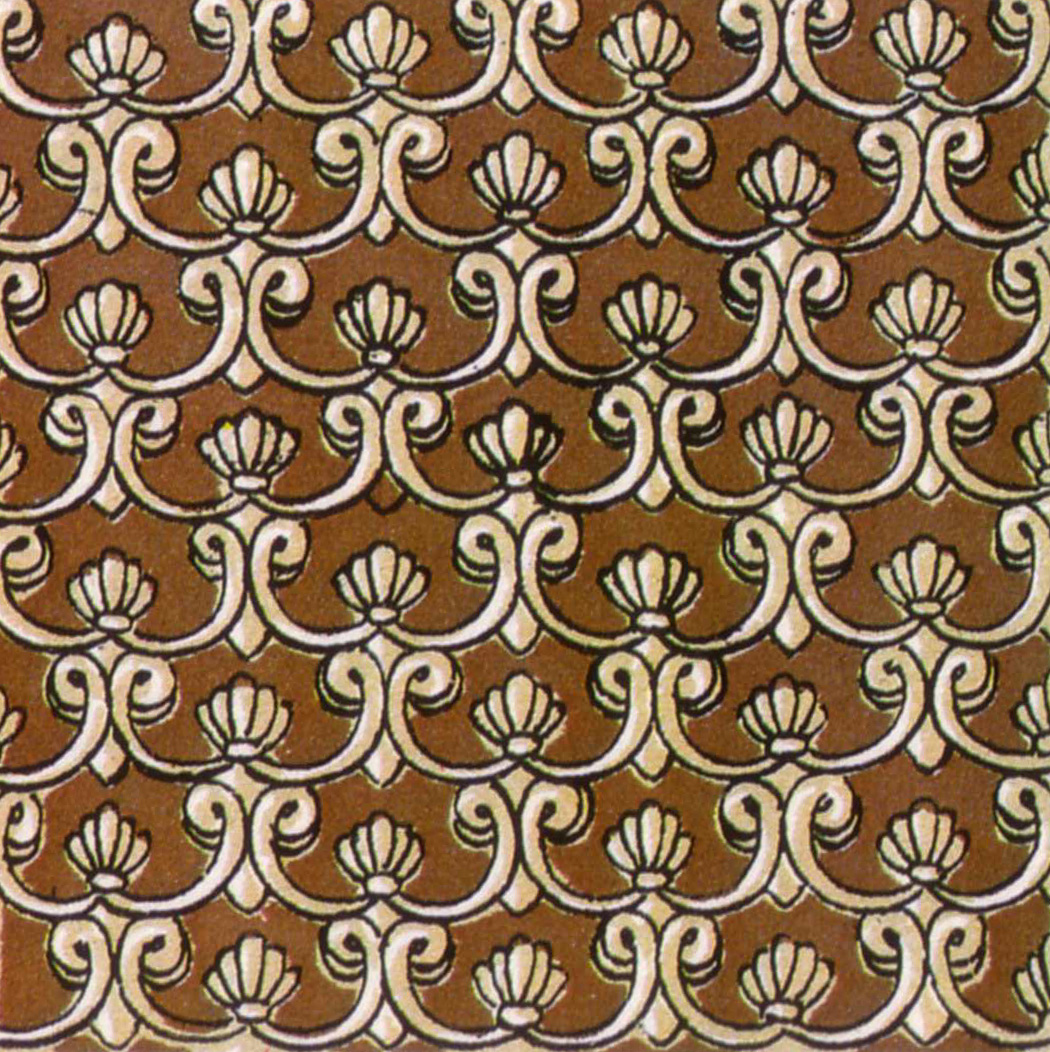
Nave de bronce en Nimrod, Asiria
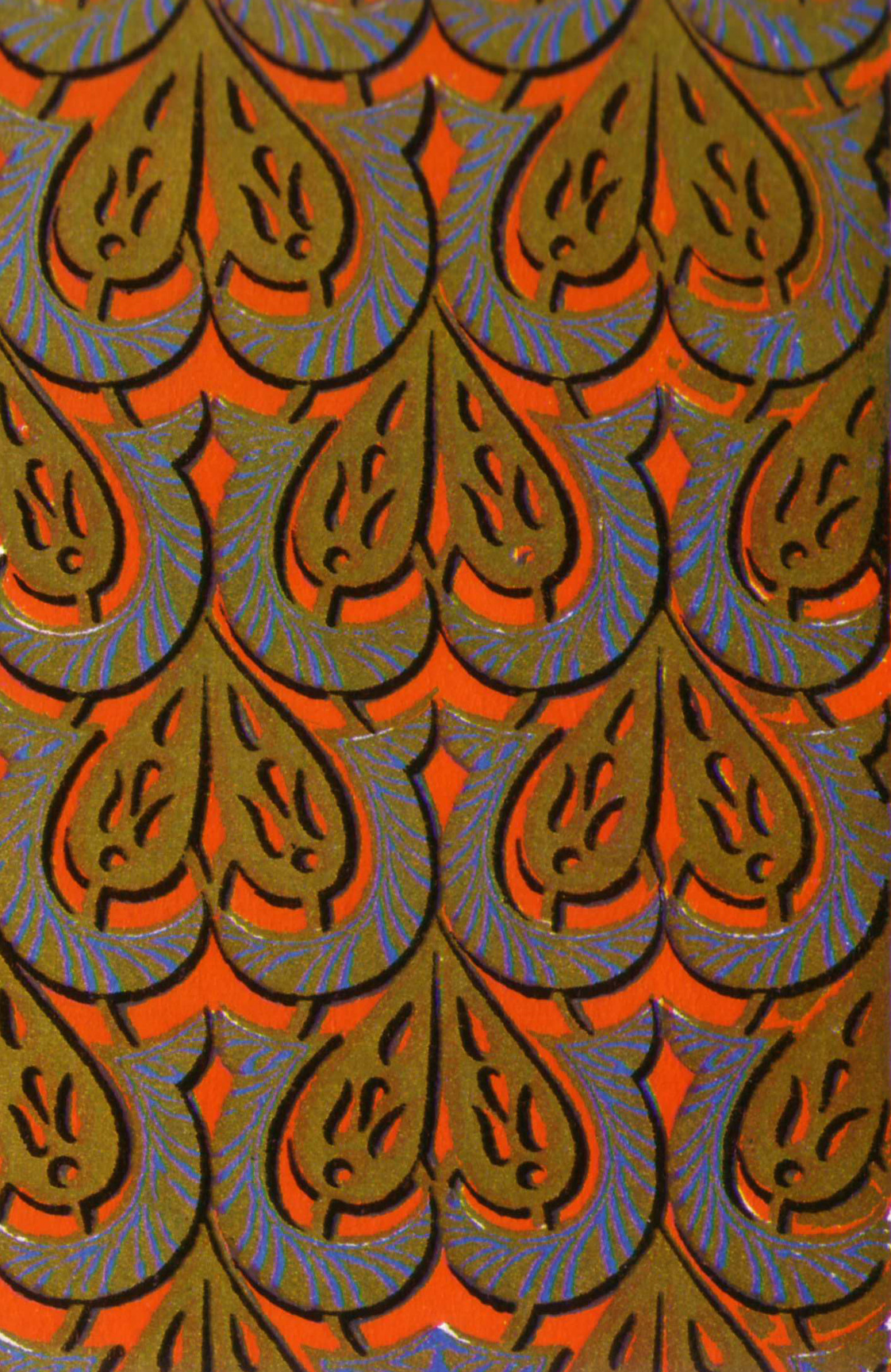
Detalle de la enjuta de un arco, de la Alhambra, España
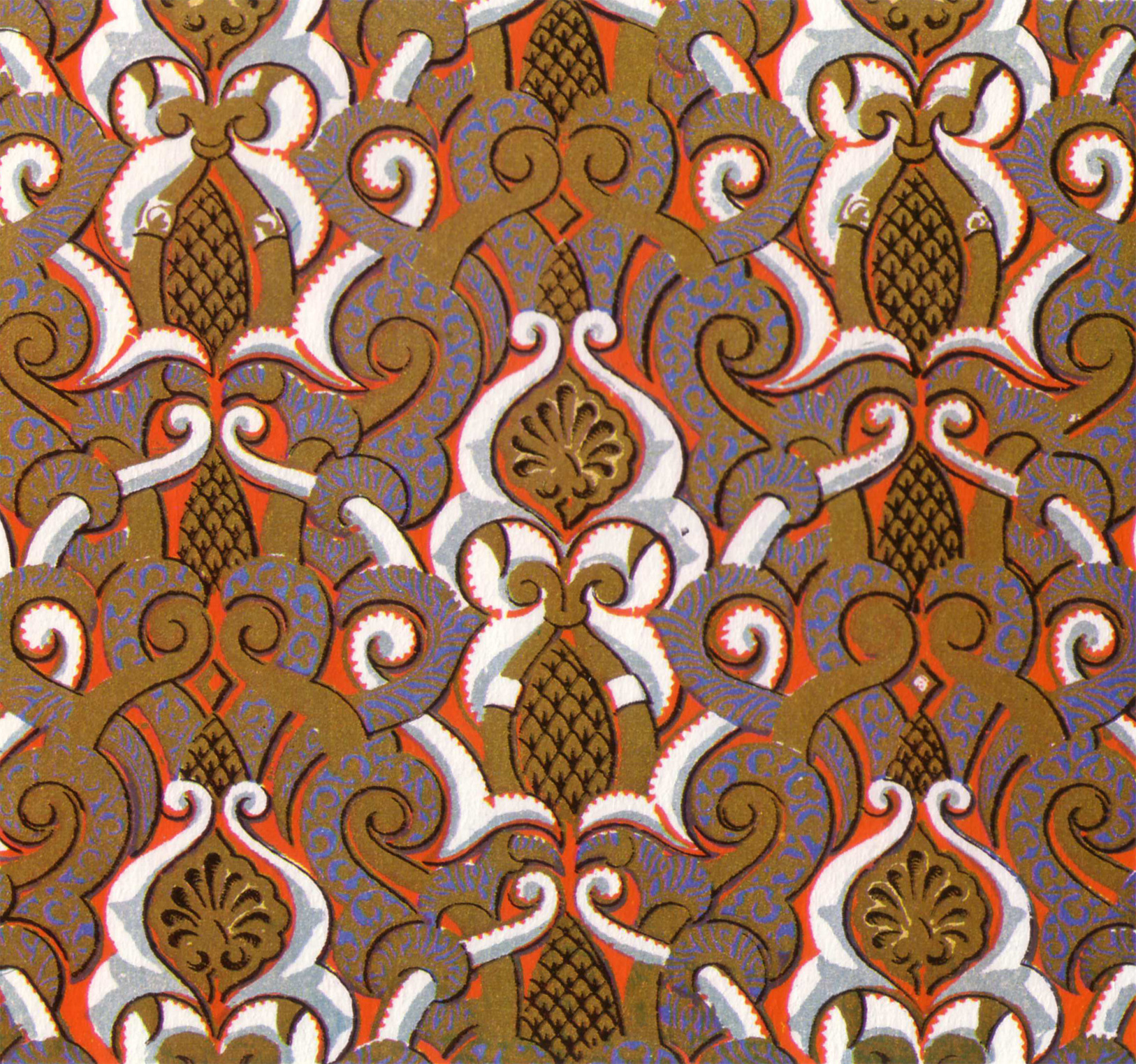
Interior de un arco de la Alhambra
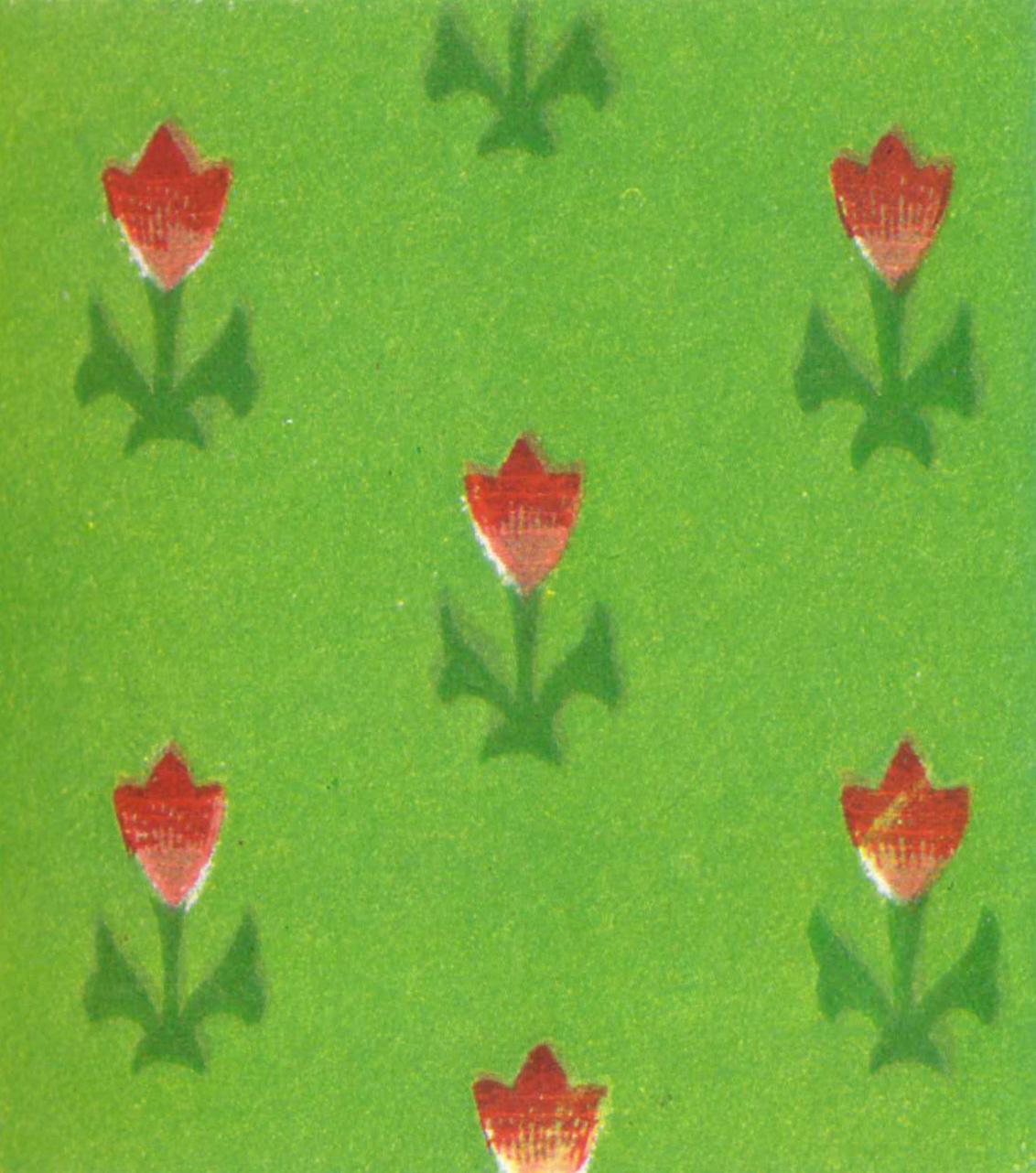
Tejido persa
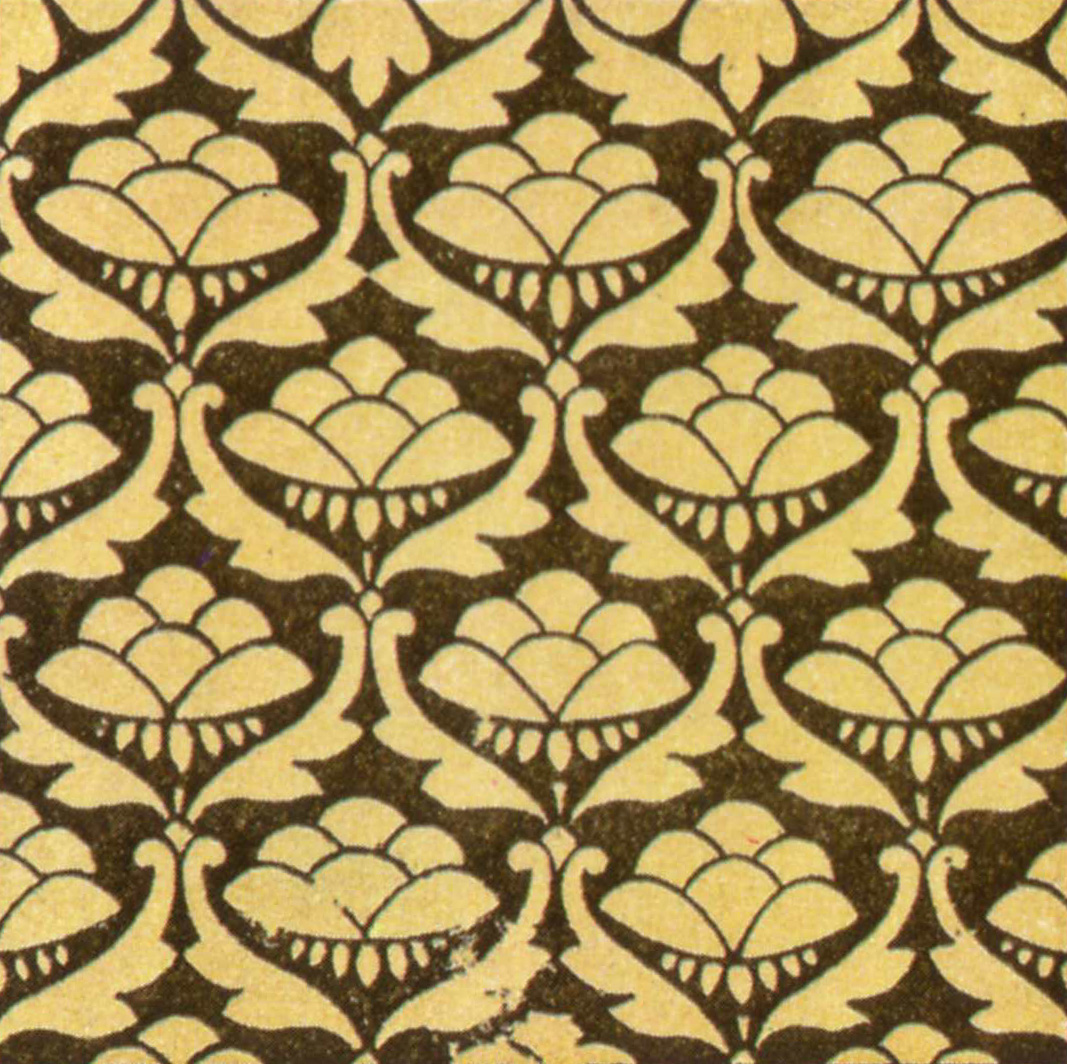
Trabajo sobre metal realizado en la India (Gran Exhibición de 1851)
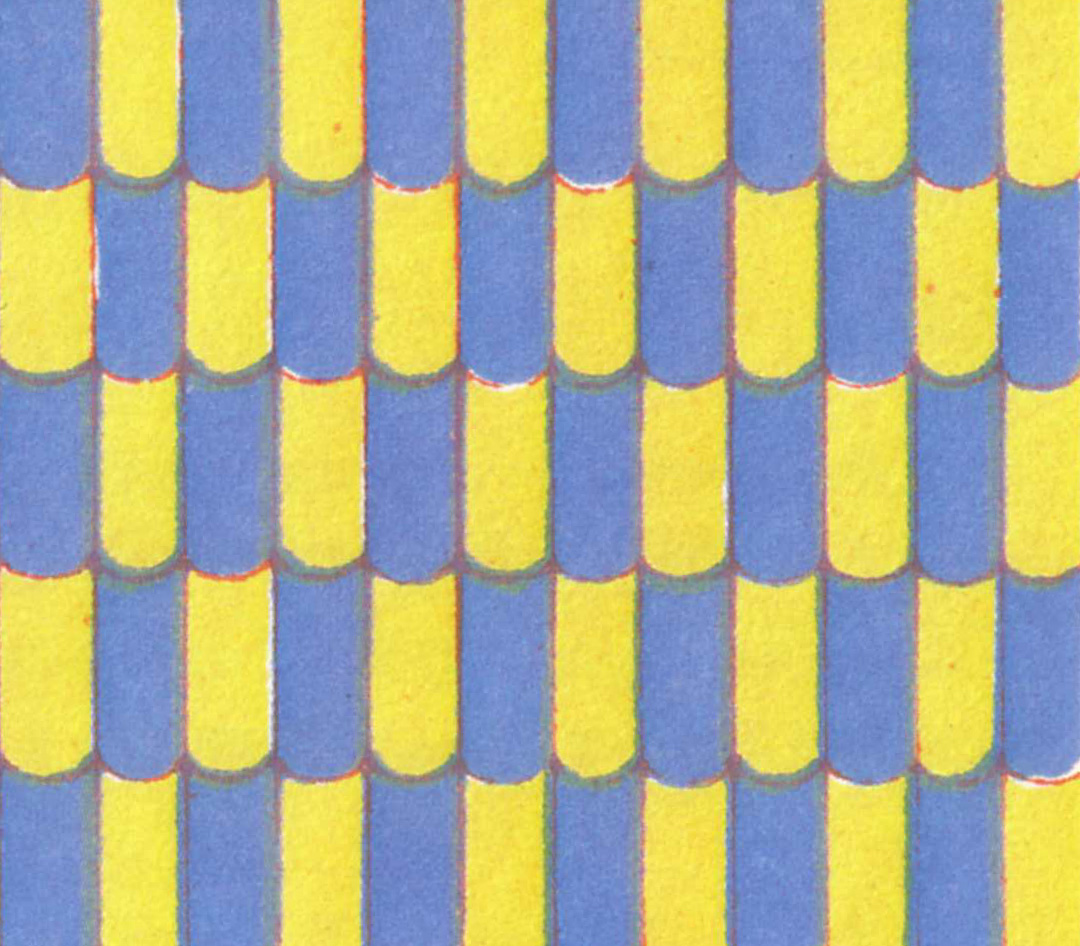
Imagen de del estido de una figura en una tumba de Biban el Moluk, Egipto

### Grupopmm(*2222)
| Rectangular | Cuadrada |
| ----------- | -------- |

- Firma Orbifold: *2222

Ejemplo y diagrama para pmm

- Notación Coxeter (rectangular): [∞, 2, ∞] o [∞]×[∞]
- Notación Coxeter (cuadrado): [4,1+, 4] o [1+, 4, 4, 1+]
- Retícula: rectangular
- Grupo de puntos: D2
- El grupo pmm tiene reflexiones en dos direcciones perpendiculares y cuatro centros de rotación de orden dos (180°) ubicados en las intersecciones de los ejes de reflexión.

Ejemplos del grupo pmm

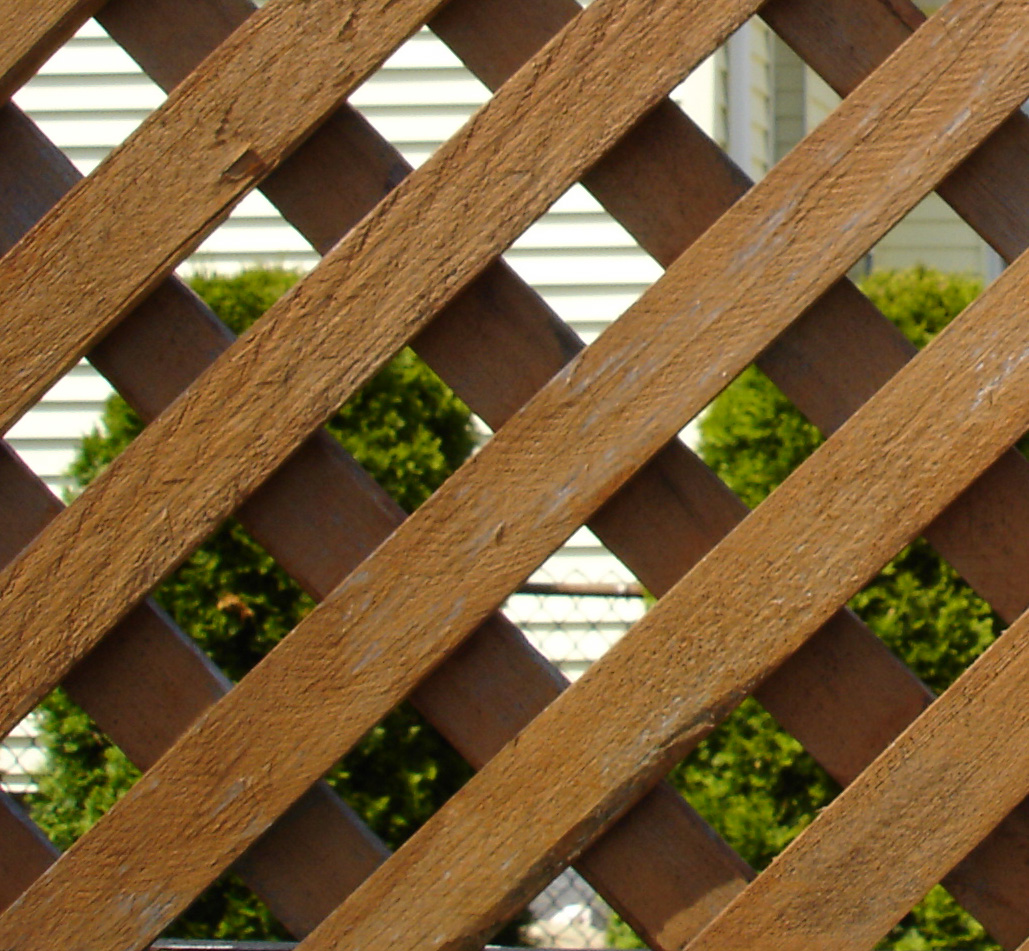
Imagen 2D de un cerramiento de celosía, EE. UU. (en 3D presenta simetrías adicionales)
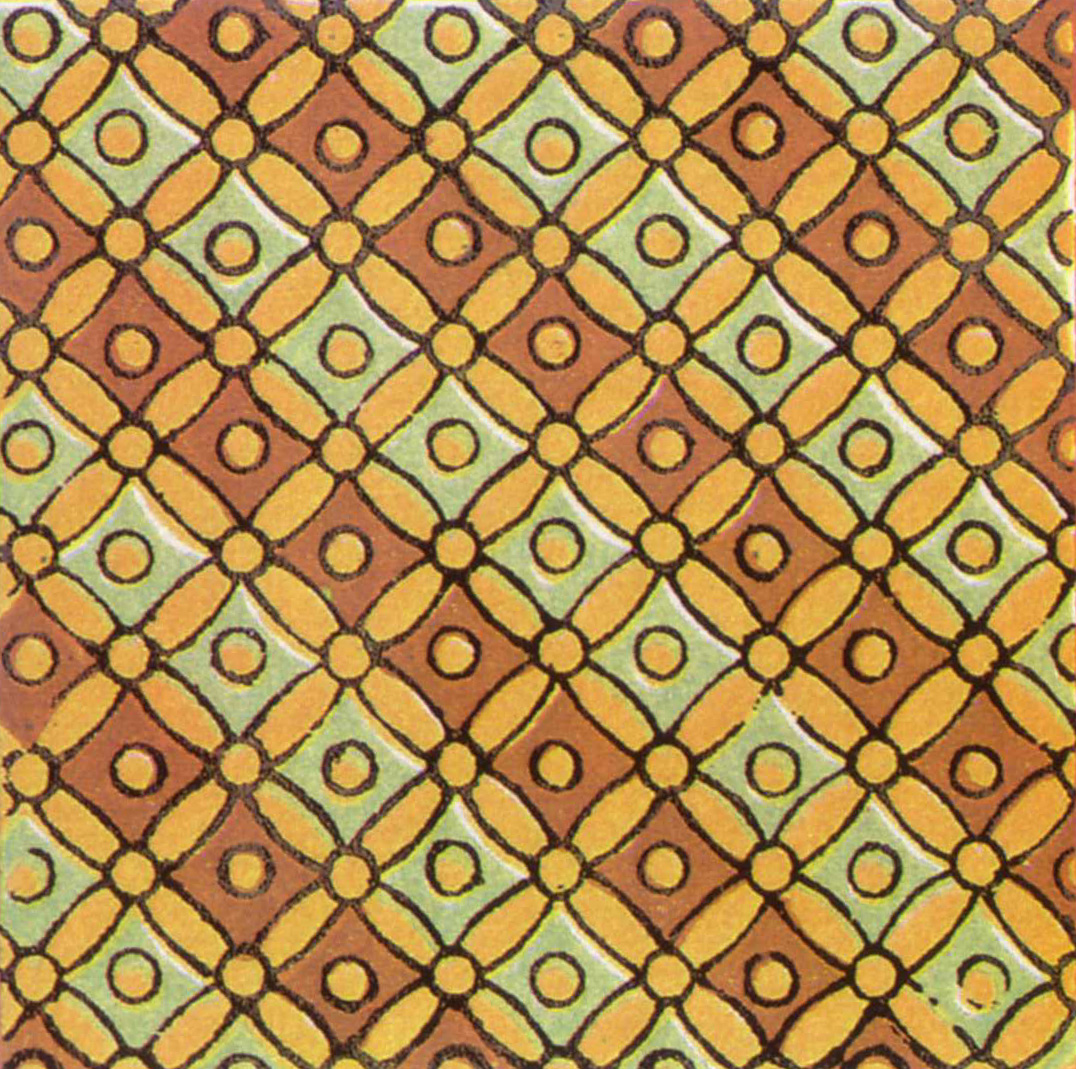
Cofre de una momia (Museo del Louvre)
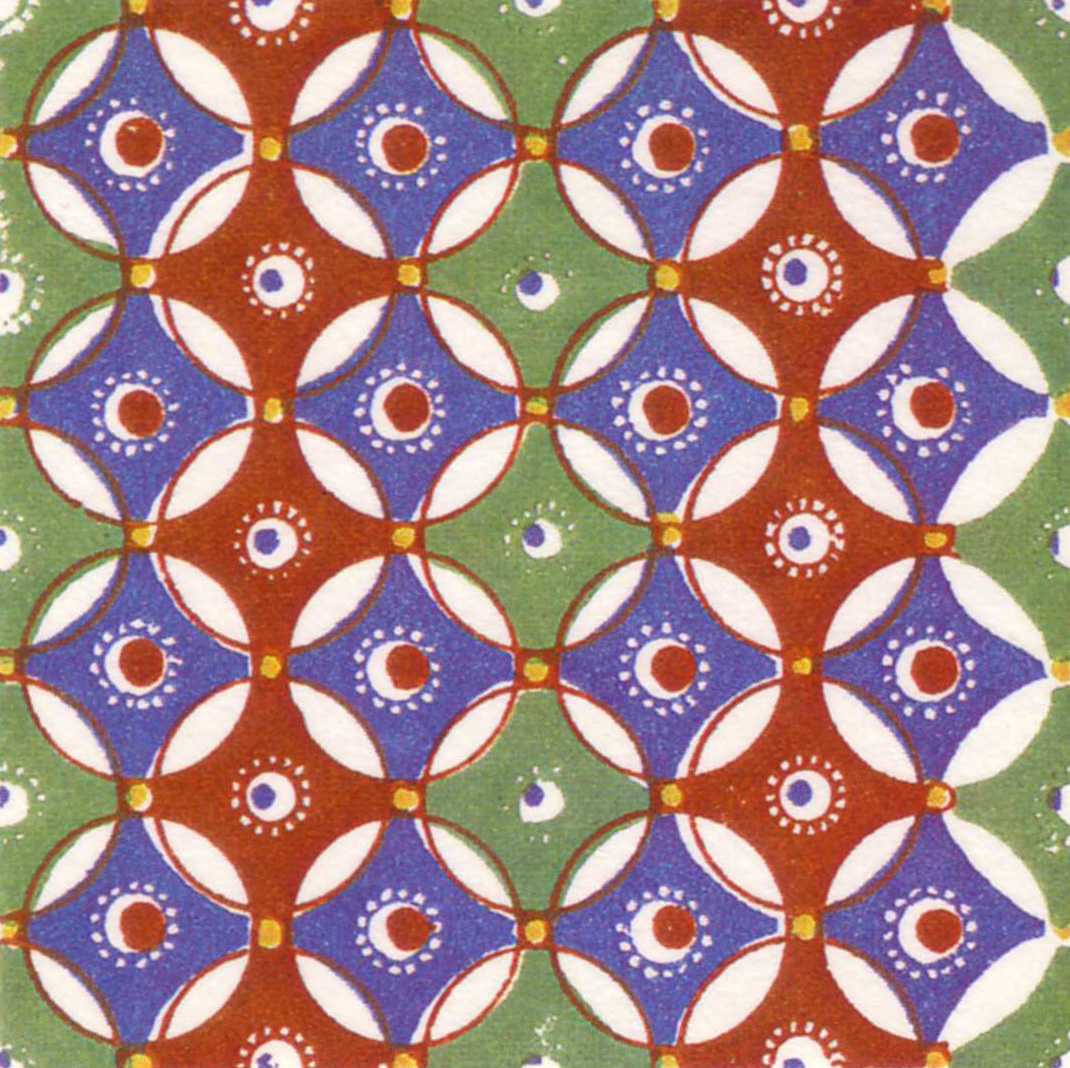
Otro cofre de una momia del Louvre. Sería del tipo p4m, excepto por la coloración no coincidente

### Grupopmg(22*)
| Reflexiones horizontales | Reflexiones verticales |
| ------------------------ | ---------------------- |

- Firma Orbifold: 22*
- Notación Coxeter: [(∞, 2)+, ∞] o [∞, (2, ∞)+]
- Retícula: rectangular
- Grupo de puntos: D2

Ejemplo y diagrama para pmg

- El grupo pmg tiene dos centros de rotación de orden dos (180°) y reflexiones en una sola dirección. Tiene reflexiones de deslizamiento cuyos ejes son perpendiculares a los ejes de reflexión. Los centros de rotación se encuentran en los ejes de reflexión de deslizamiento.

Ejemplos del grupo pmg

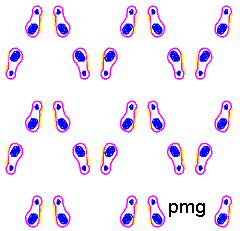
Generado por computadora
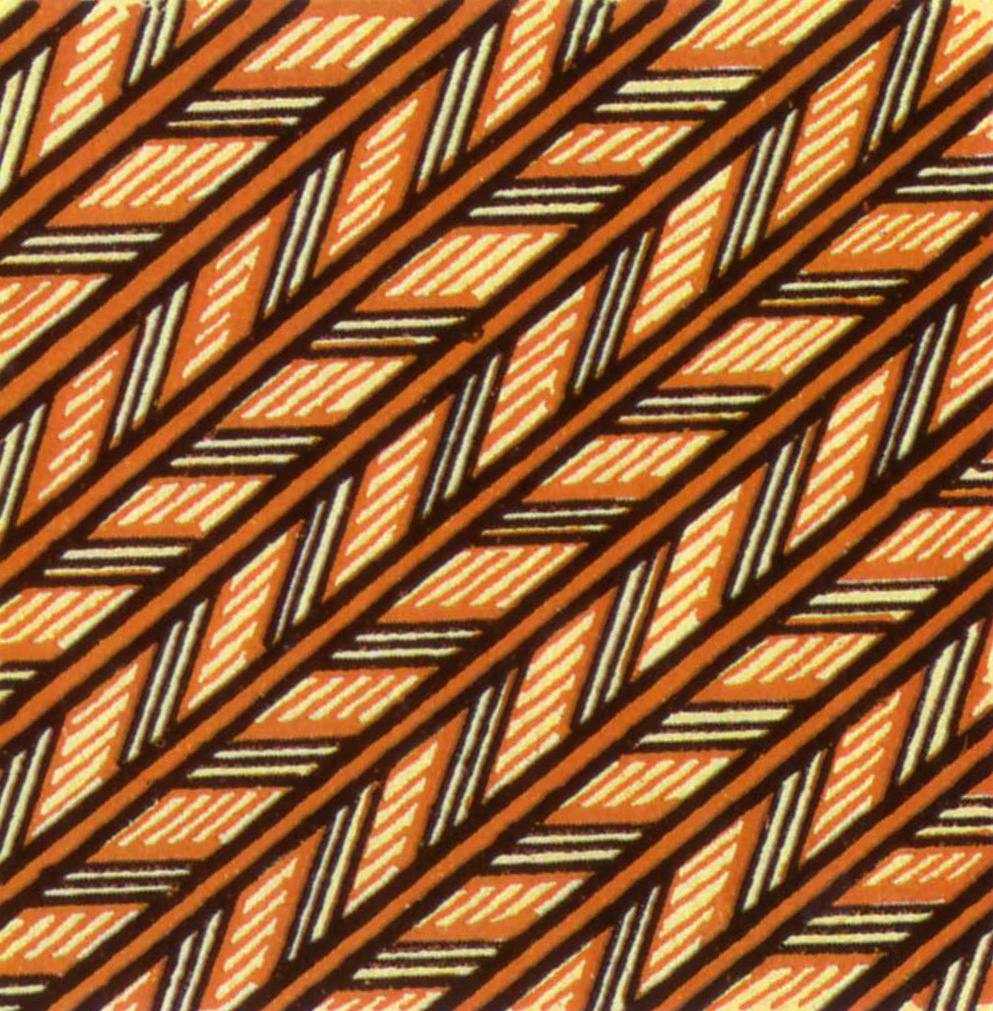
Paño, Islas Sandwich (Hawái)
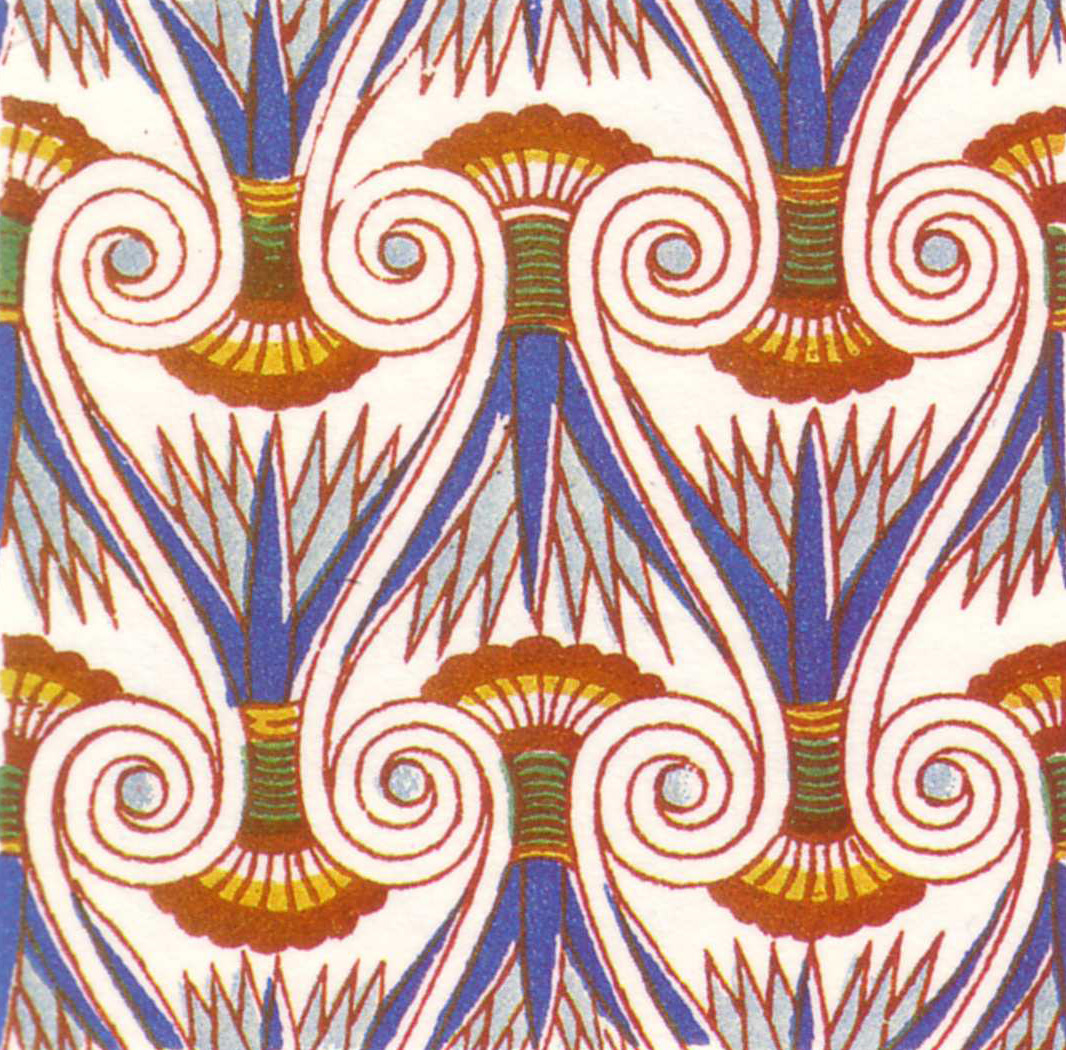
Techo de una tumba egipcia
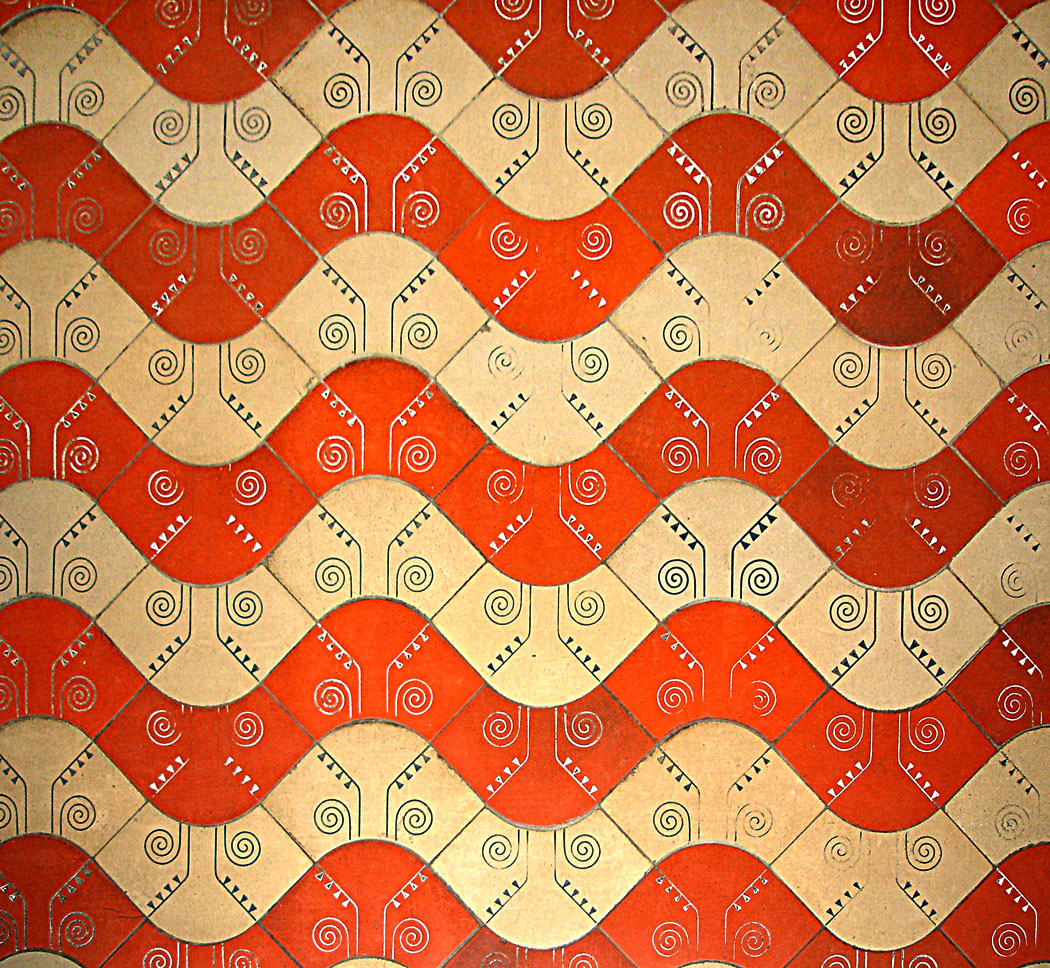
Pavimento de Praga, República Checa
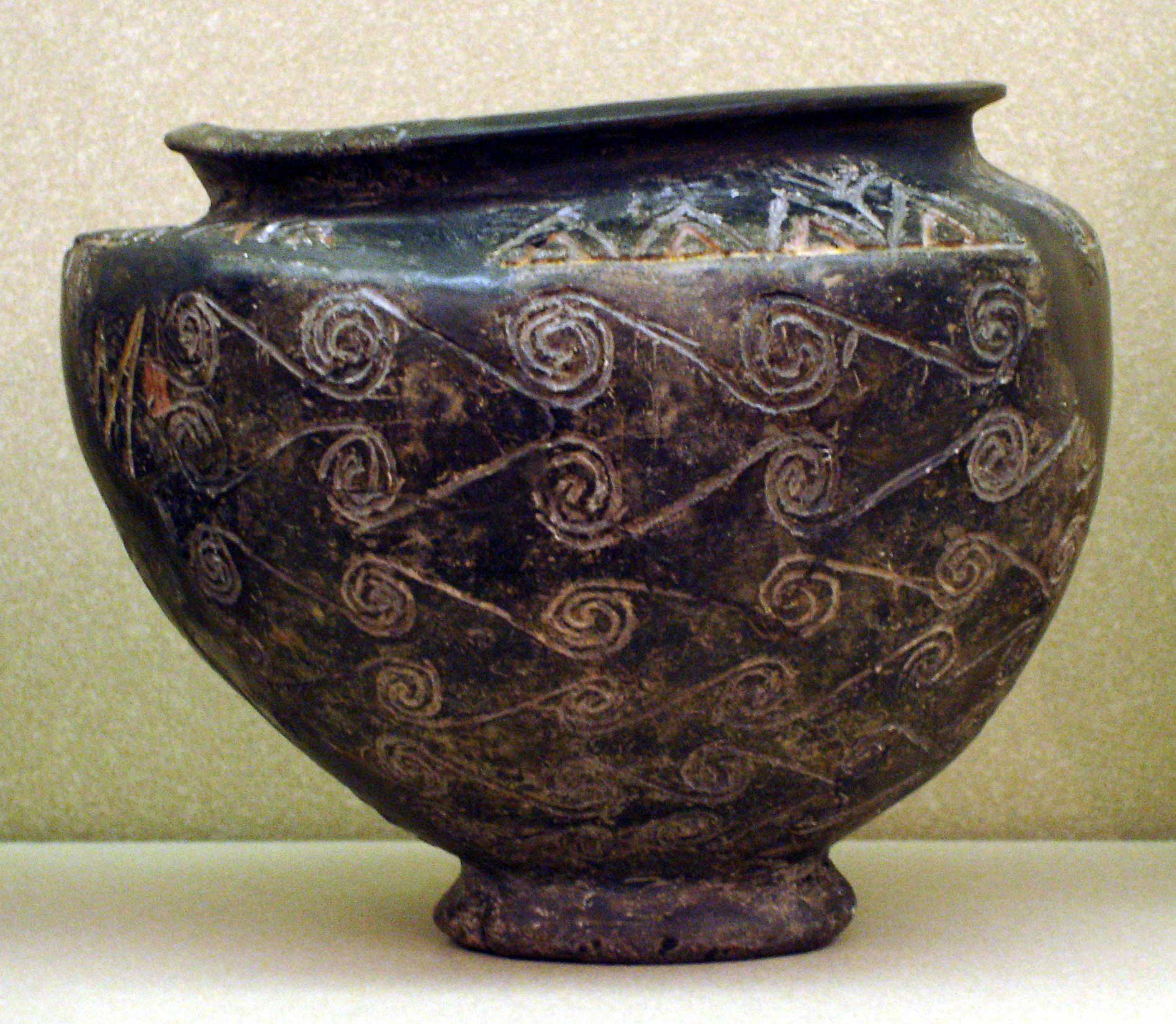
Vasija del Reino de Kerma (Sudán)
Empaquetado pentagonal

### Grupopgg(22×)
| Rectangular | Cuadrada |
| ----------- | -------- |

- Firma Orbifold: 22×

Ejemplo y diagrama para pgg

- Notación Coxeter (rectangular): [((∞, 2)+, (∞, 2)+)]
- Notación Coxeter (cuadrado): [4+, 4+]
- Retícula: rectangular
- Grupo de puntos: D 2
- El grupo pgg contiene dos centros de rotación de orden dos (180°) y reflexiones de deslizamiento en dos direcciones perpendiculares. Los centros de rotación no están ubicados en los ejes de reflexión de deslizamiento. No hay reflexiones.

Ejemplos del grupo pgg

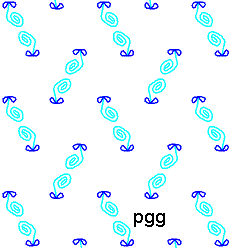
Generado por computadora
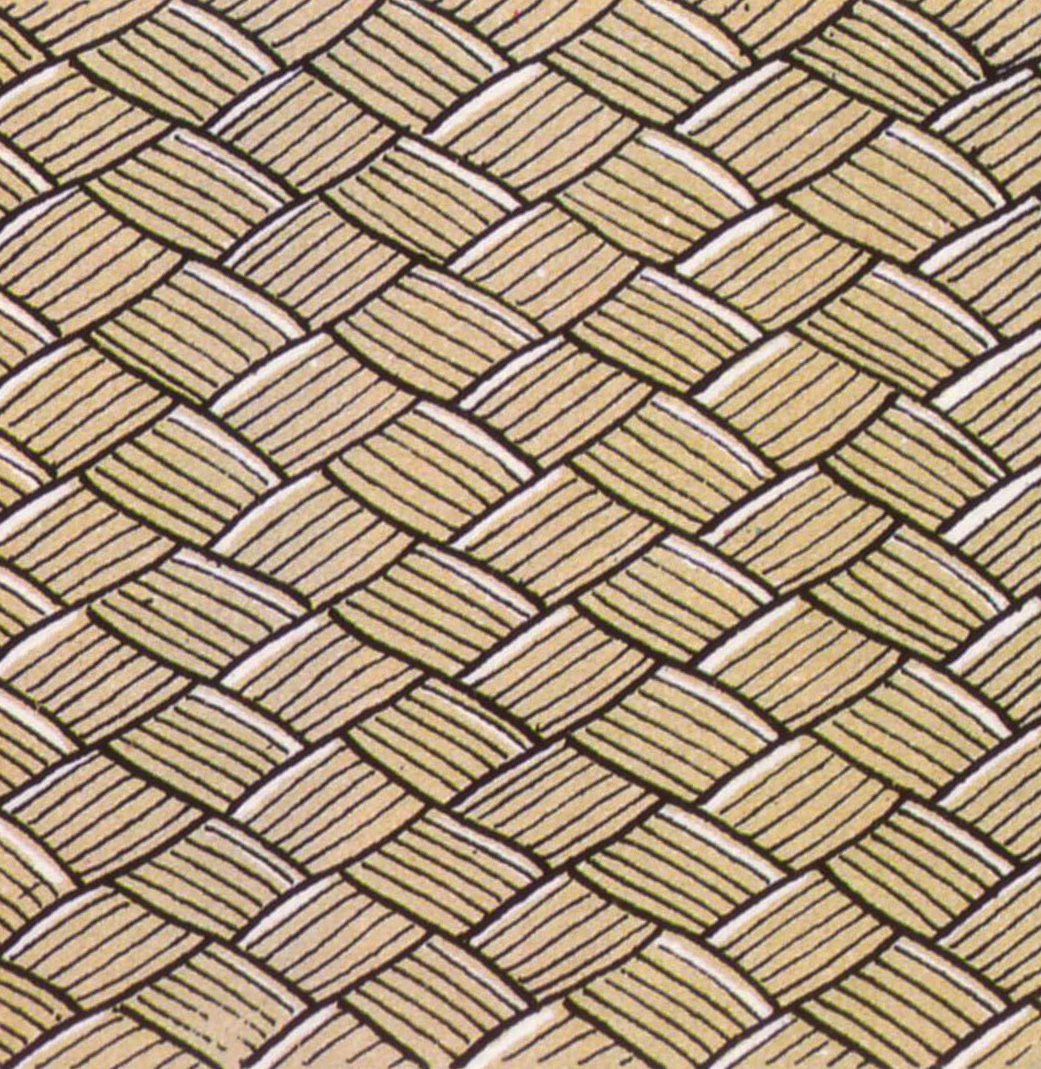
Nave de bronce de Nimrod, Asiria
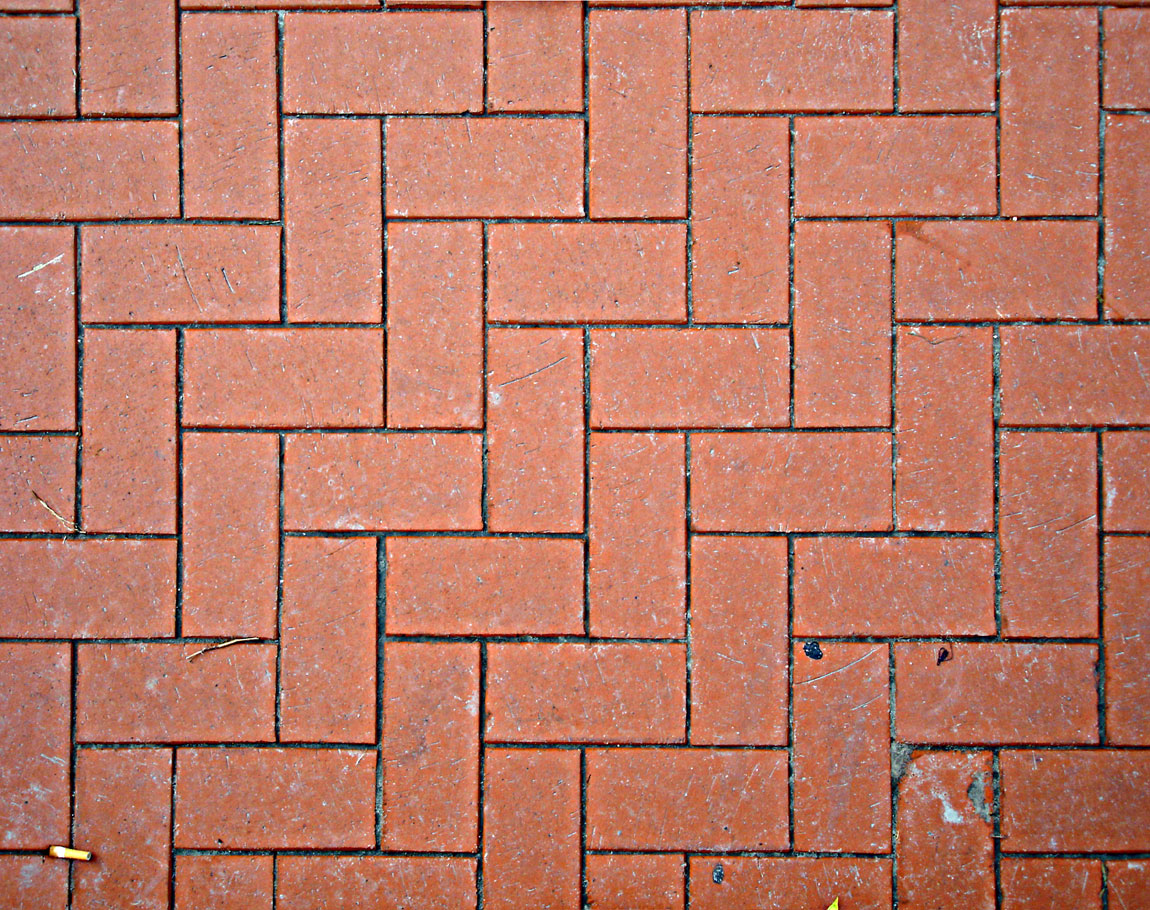
Pavimento de Budapest, Hungría. Los ejes de reflexión de deslizamiento son diagonales

### Grupocmm(2*22)
| Rómbica | Cuadrada |
| ------- | -------- |

- Firma Orbifold: 2*22

Ejemplo y diagrama para cmm

- Notación Coxeter (rómbica): [∞, 2+, ∞]
- Notación Coxeter (cuadrada): [(4,4,2+)]
- Retícula: rómbica
- Grupo de puntos: D 2
- El grupo cmm tiene reflexiones en dos direcciones perpendiculares, y una rotación de orden dos (180°) cuyo centro no está en un eje de reflexión. También tiene dos rotaciones cuyos centros están en un eje de reflexión.
- Este grupo se ve con frecuencia en la vida cotidiana, ya que es la disposición más común de ladrillos en muros y fachadas (aparejado) utiliza este grupo (véase ejemplo a continuación).

La simetría rotacional de orden 2 con centros de rotación en los centros de los lados del rombo es una consecuencia de las otras propiedades. 
El patrón corresponde a cada uno de los siguientes: 
- filas simétricamente escalonadas de idénticos objetos doblemente simétricos
- un patrón de tablero de ajedrez de dos mosaicos rectangulares alternos, de los cuales cada uno, por sí mismo, es doblemente simétrico
- un patrón de tablero de ajedrez de forma alterna con un mosaico rectangular simétrico rotacional de 2 pliegues y su imagen especular

Ejemplos del grupo cmm

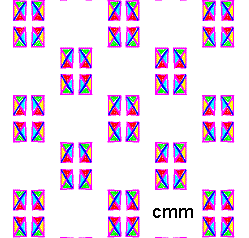
Generado por computadora
Una de las 8 teselaciones semi-regulares
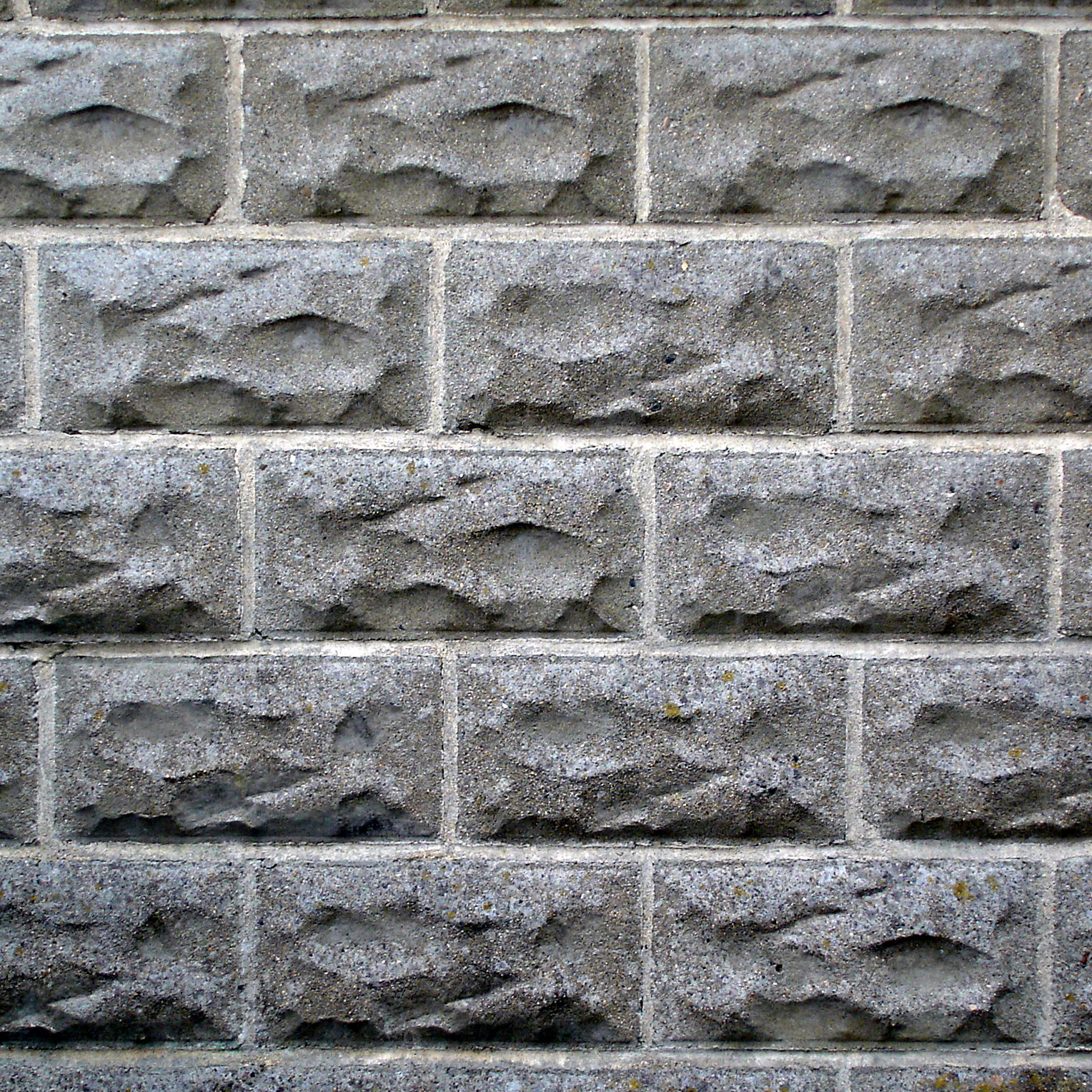
Muro de ladrillos suburbano con aparejo a sogas, EE.UU.
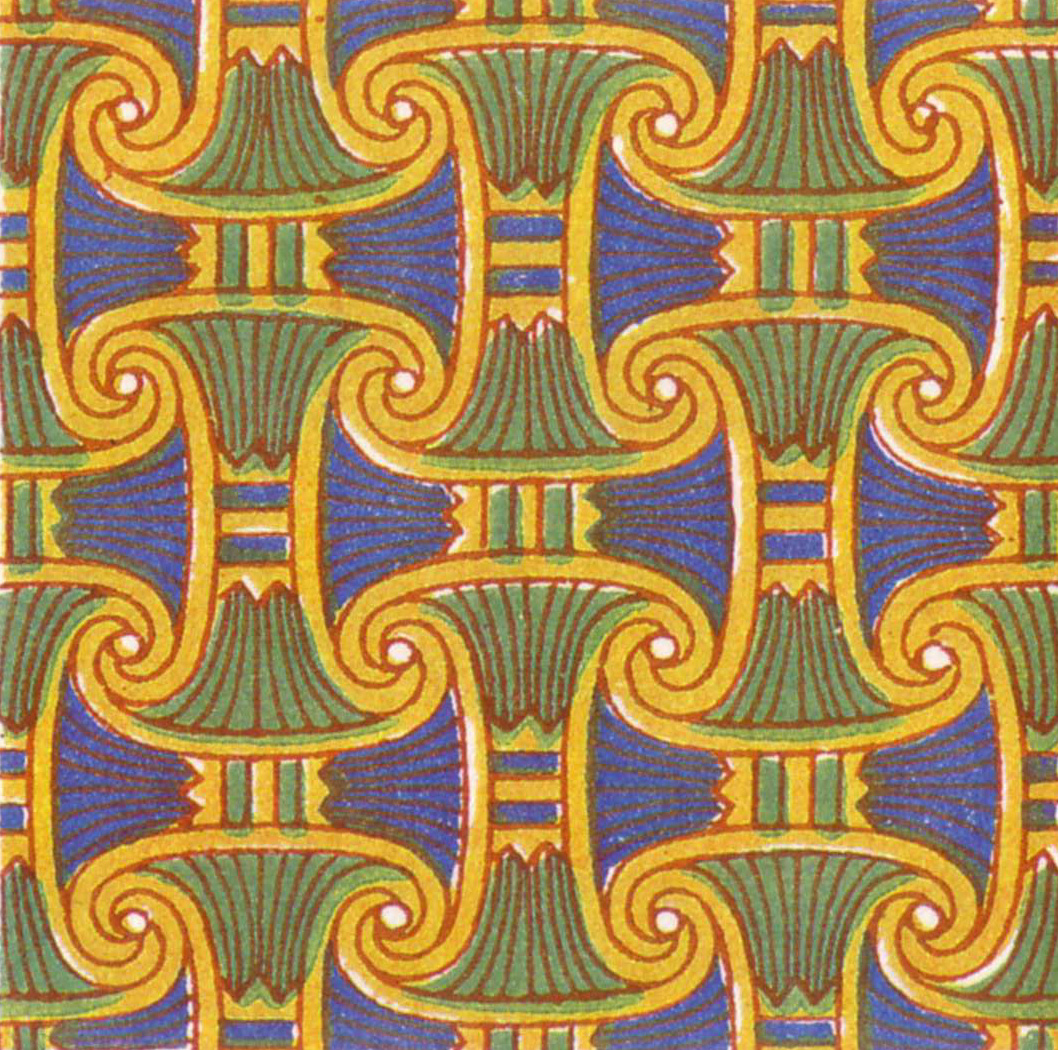
Techo de una tumba egipcia. Ignorando los colores, pertenecería a p 4 g
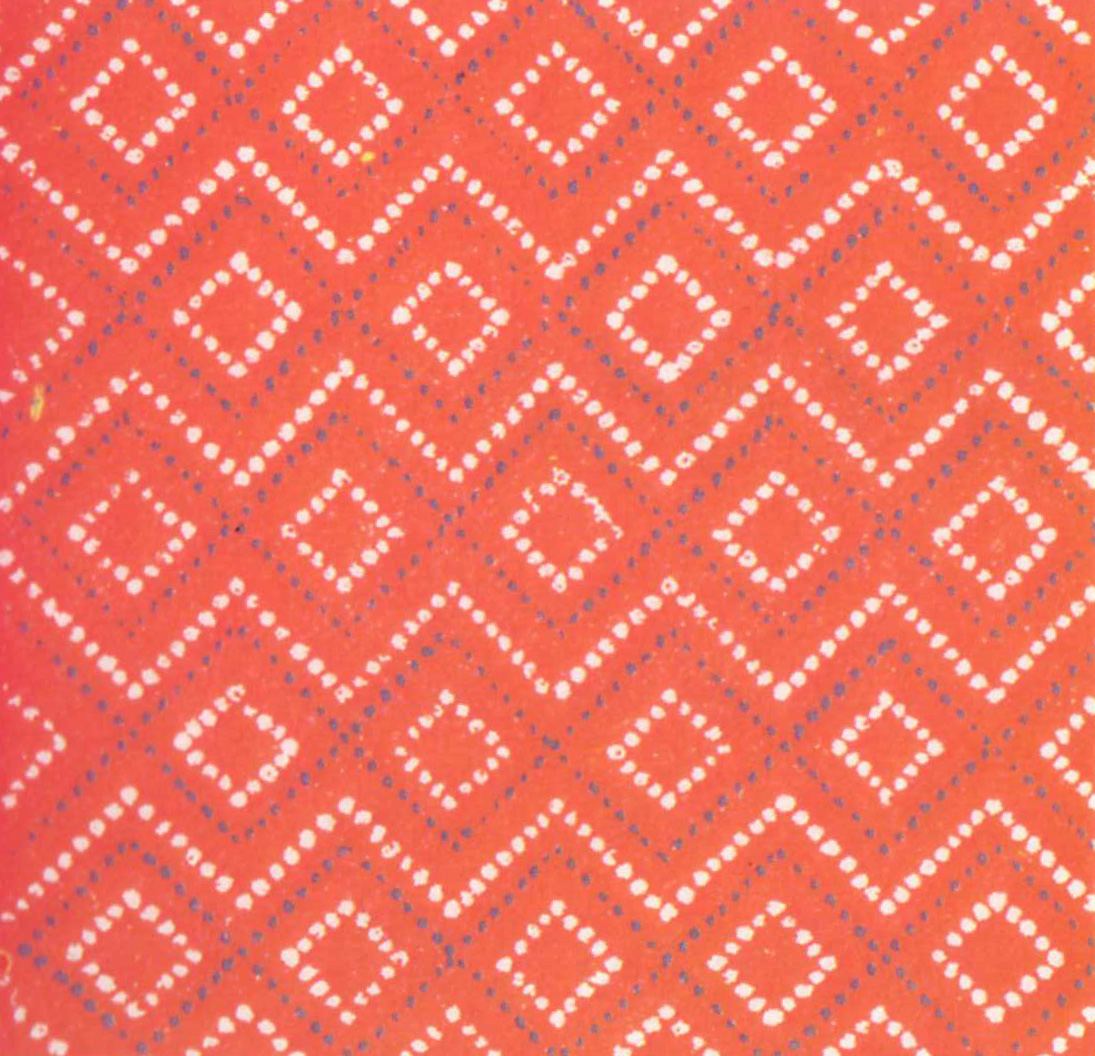
Ejemplo procedente del antiguo Egipto
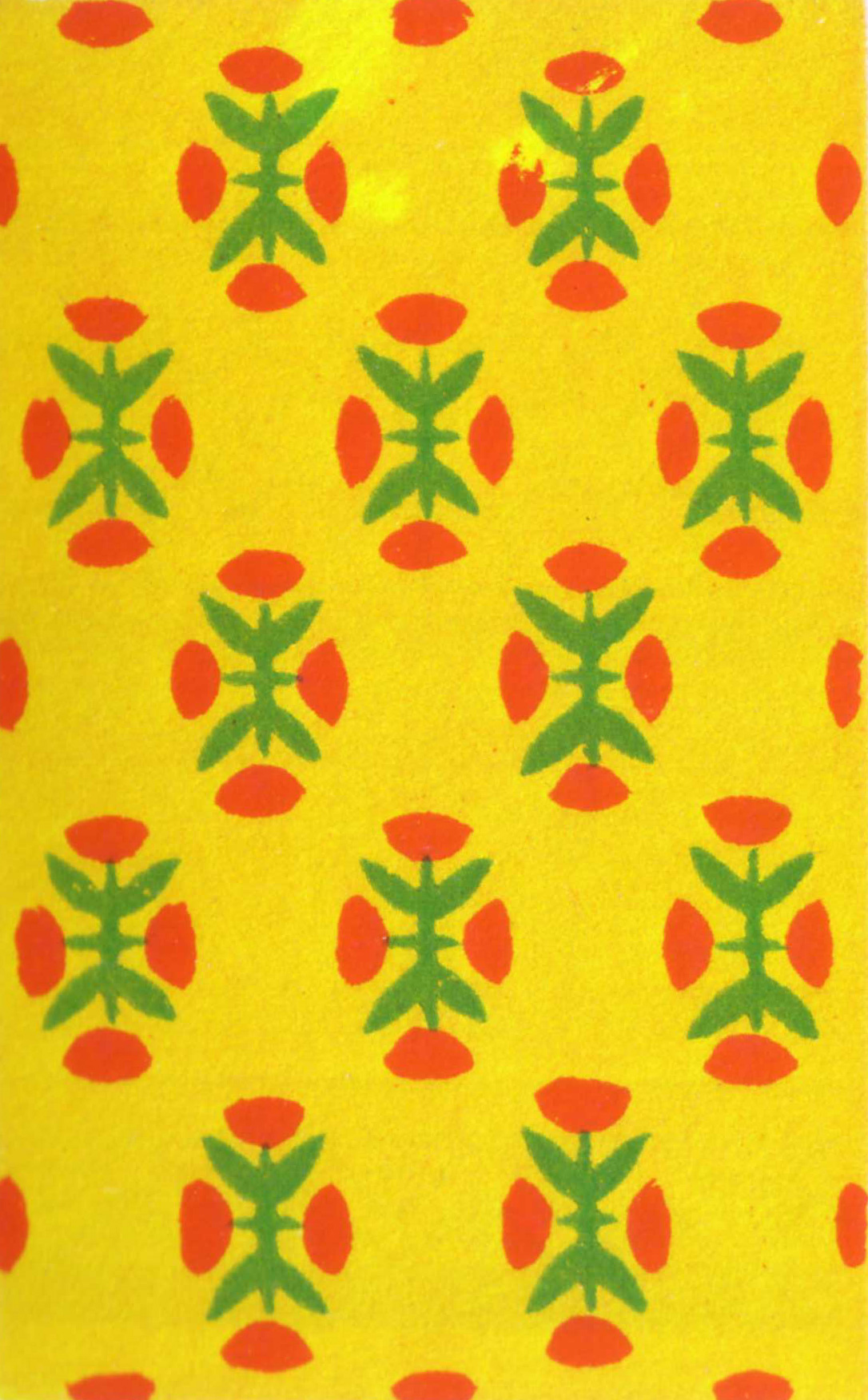
Tapiz persa
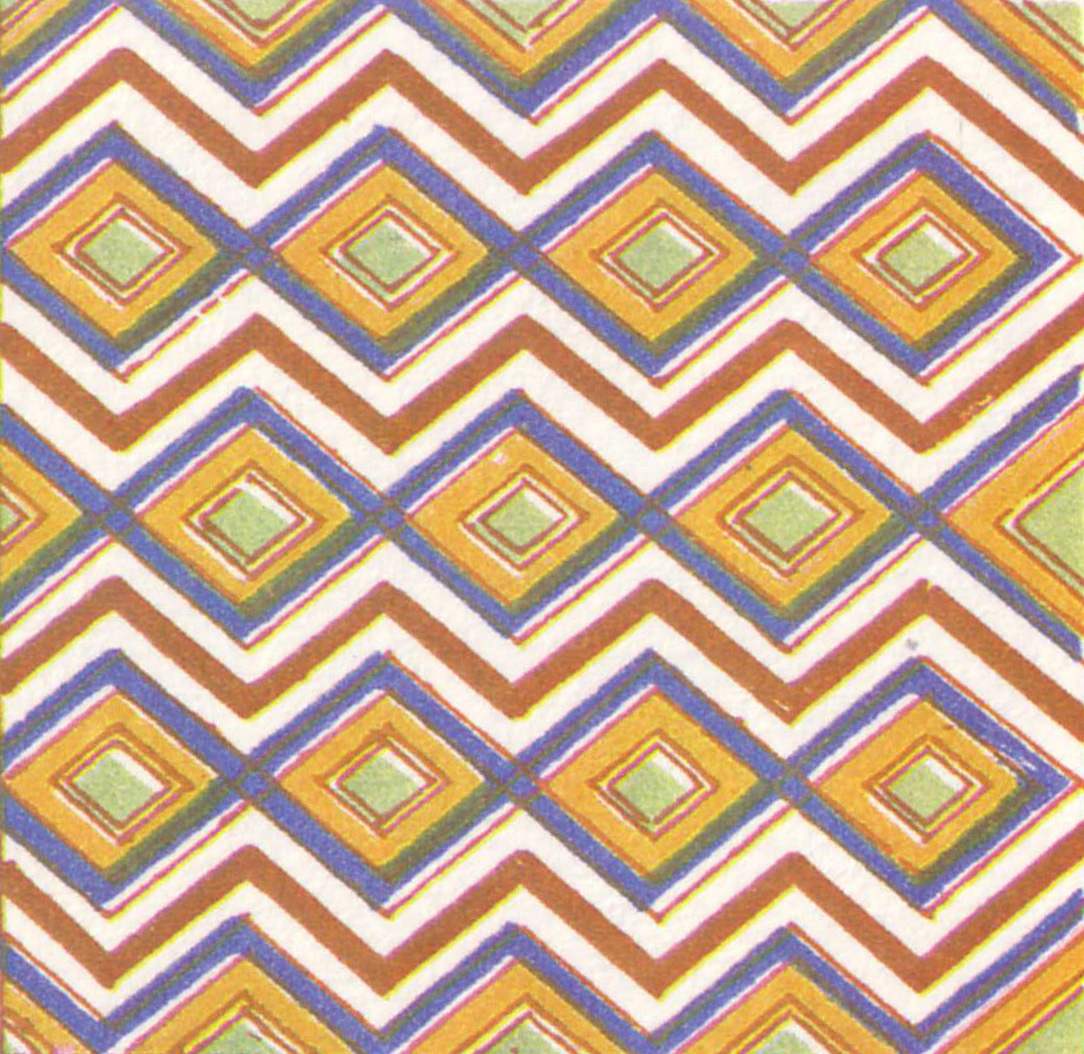
Tumba egipcia
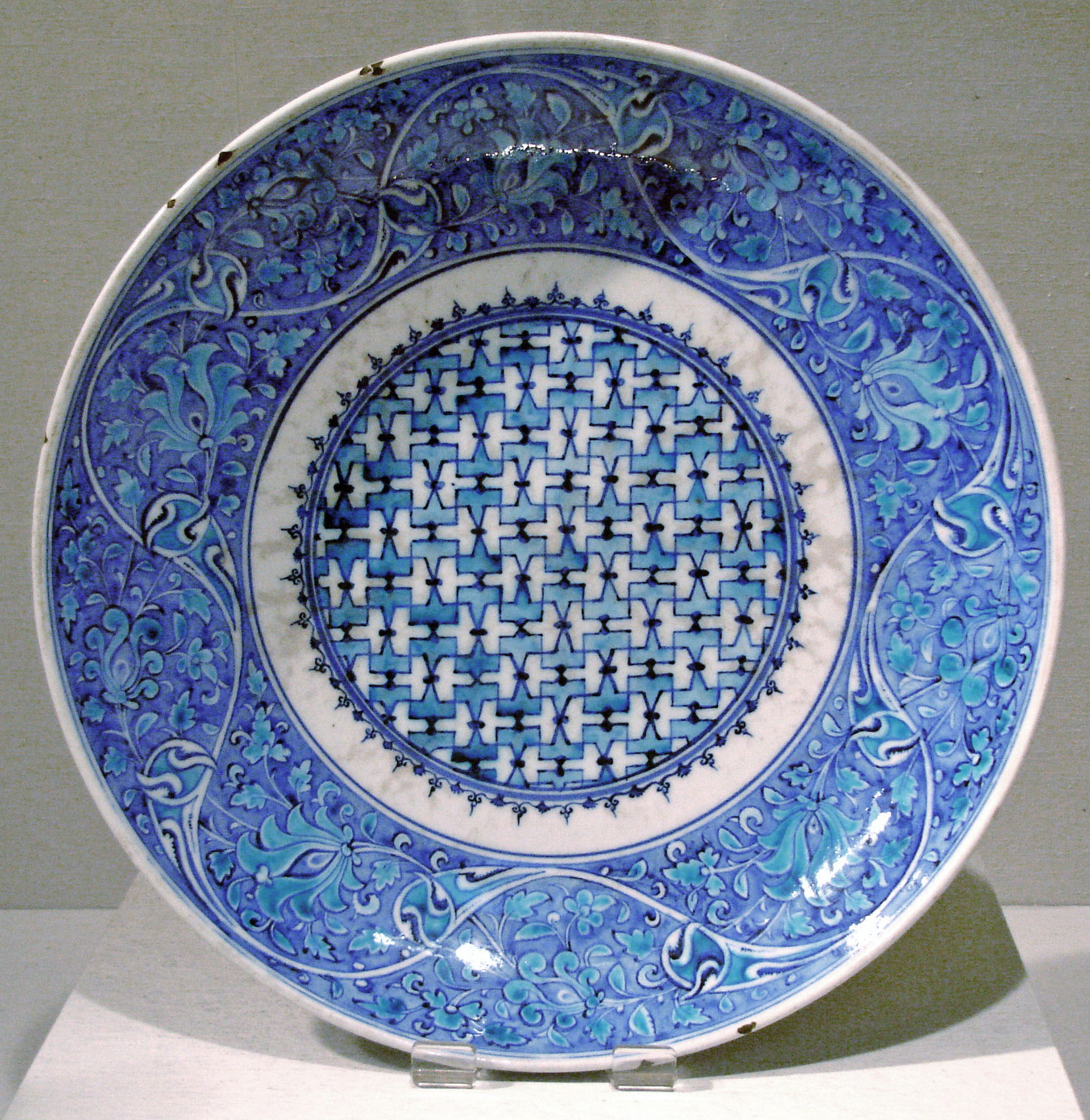
Plato turco
Empaquetado compacto de dos tamaños de círculos
Otro empaquetado compacto de dos tamaños de círculos
Otro empaquetado compacto de dos tamaños de círculos

### Grupop4 (442)
- Firma Orbifold: 442
- Notación Coxeter: [4,4]+
- Retícula: cuadrado
- Grupo de puntos: C4

Ejemplo y diagrama para p 4

Estructura celular para p4

- El grupo p4 tiene dos centros de rotación de orden cuatro (90°) y un centro de rotación de orden dos (180°). No tiene reflexiones ni reflexiones de deslizamiento.

Ejemplos del grupo p4
Un patrón p4 puede considerarse como una repetición en filas y columnas de mosaicos cuadrados iguales con simetría rotacional de 4 pliegues. También se puede considerar como un patrón de tablero de ajedrez de dos de estos mosaicos, un factor {\displaystyle {\sqrt {2}}} más pequeño y girado 45°.

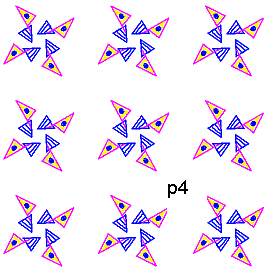
Generado por computadora
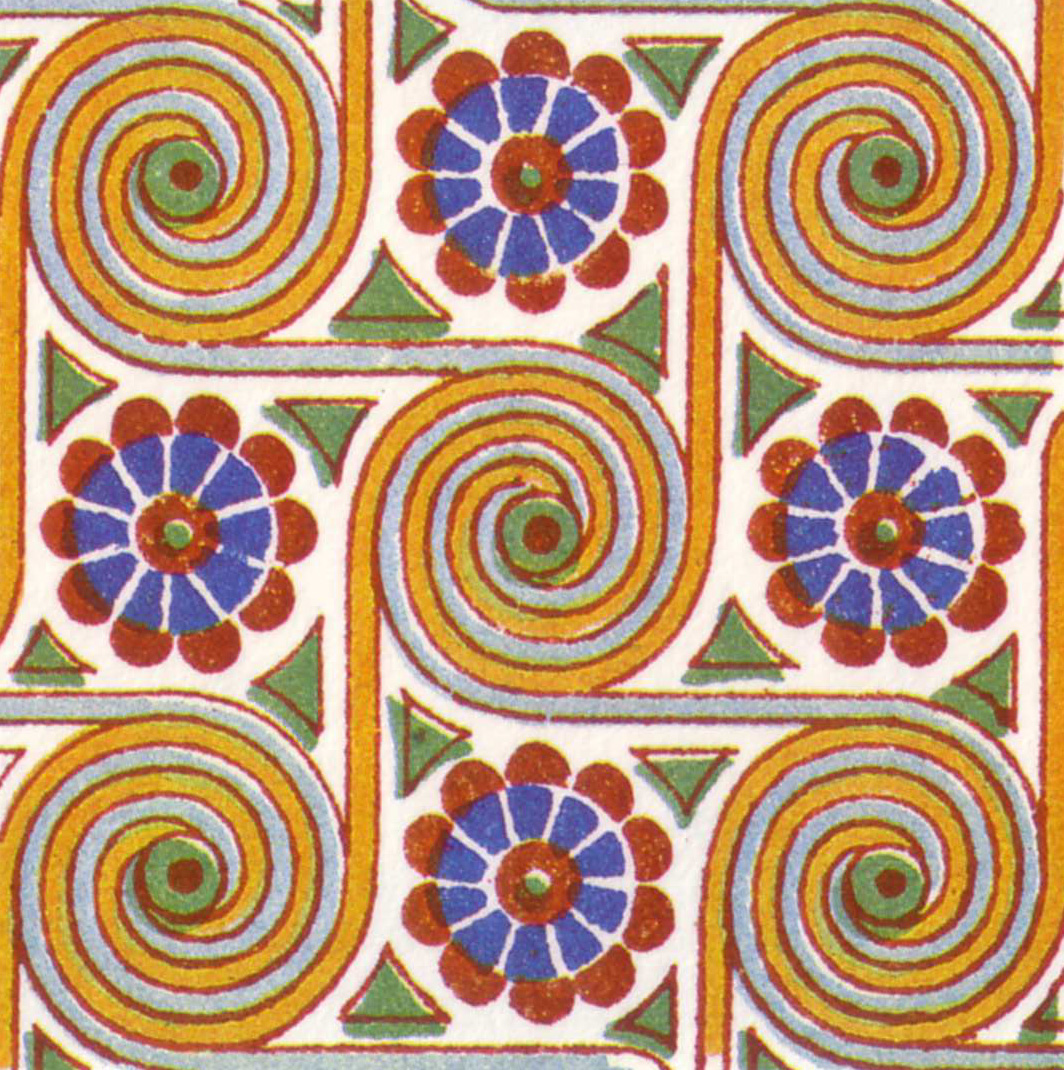
Techo de una tumba egipcia; ignorando los colores, es un patrón del tipo p4, de lo contrario sería p2
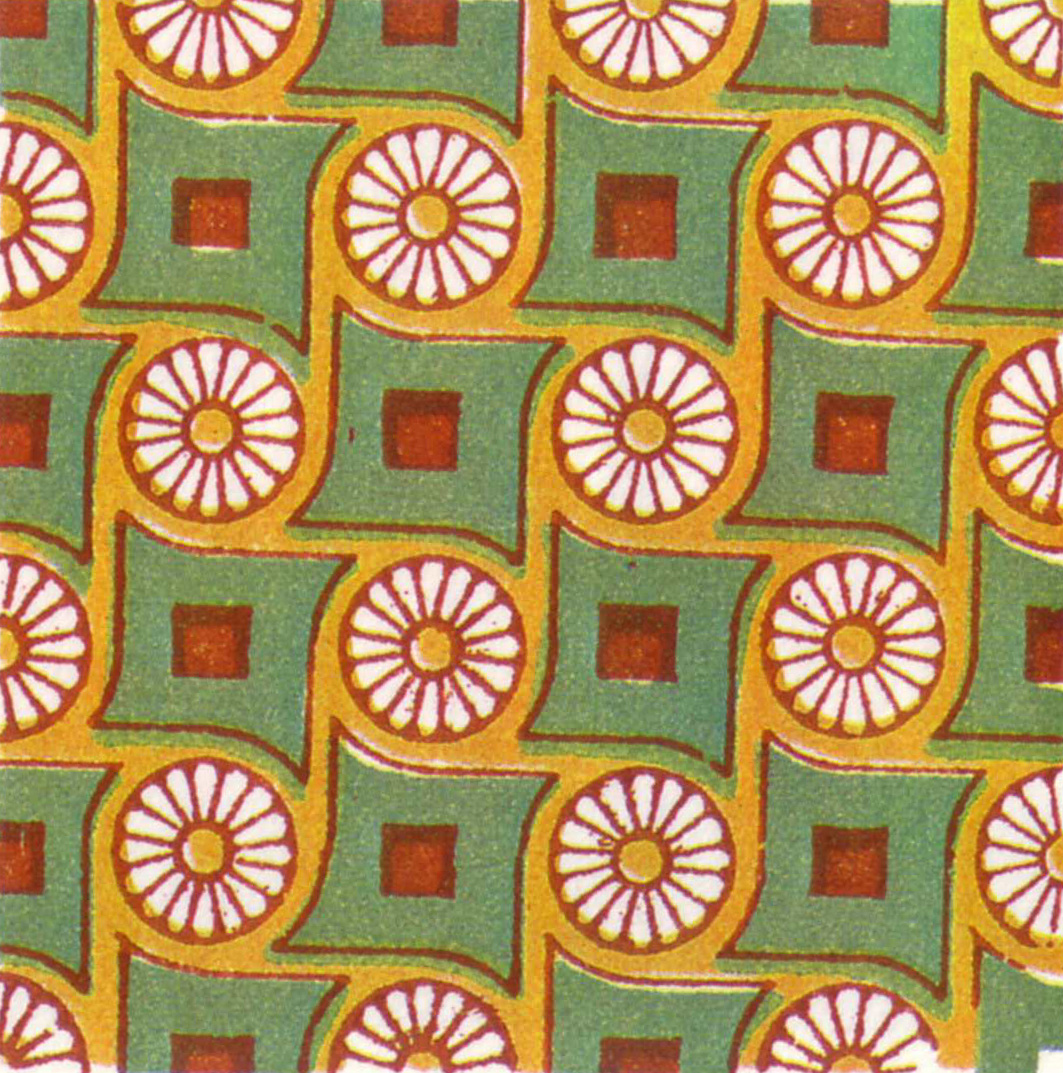
Techo de una tumba del antiguo Egipto
Patrones superpuestos
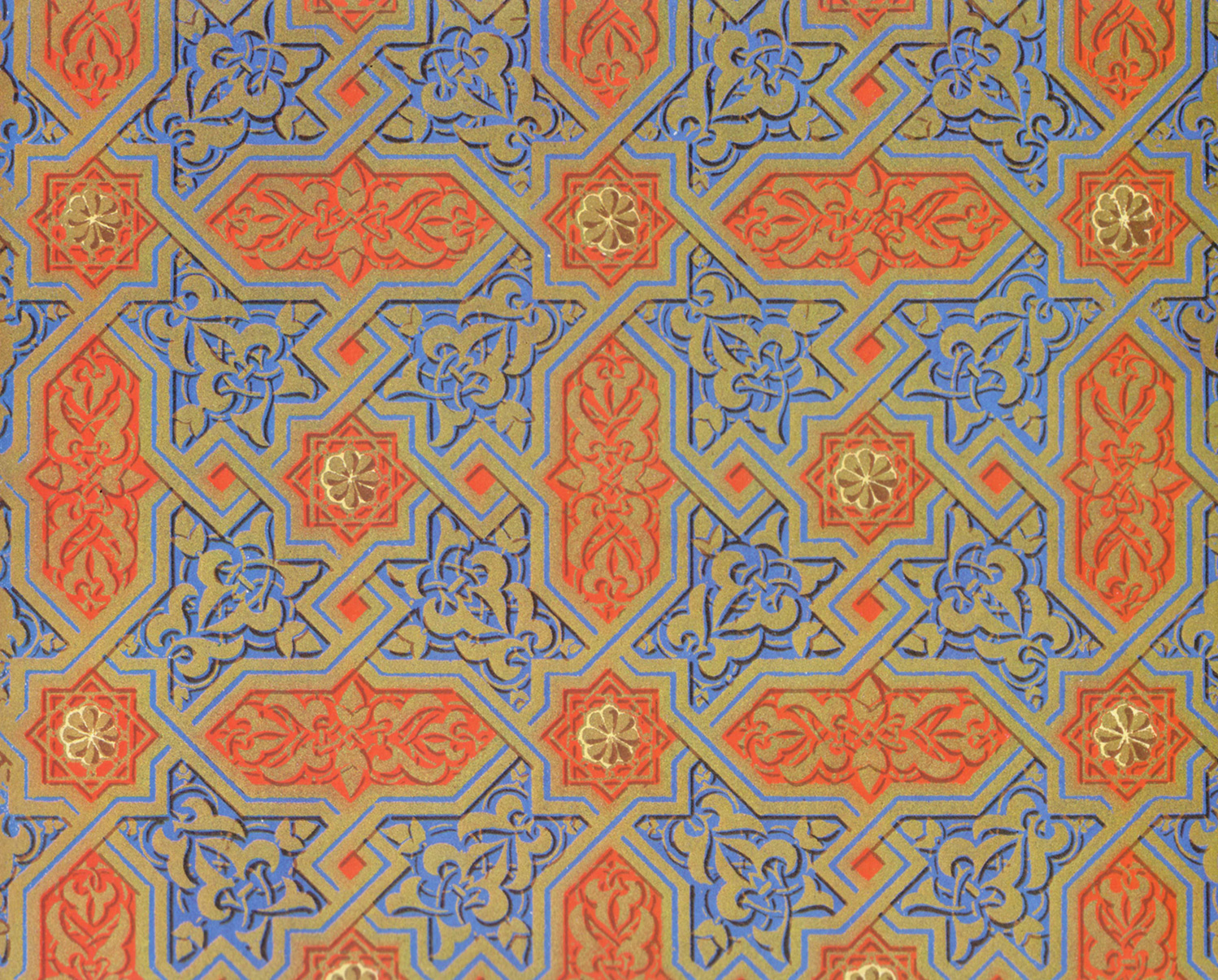
Friso de la Alhambra, España. Requiere una inspección minuciosa para ver por qué no posee reflexiones
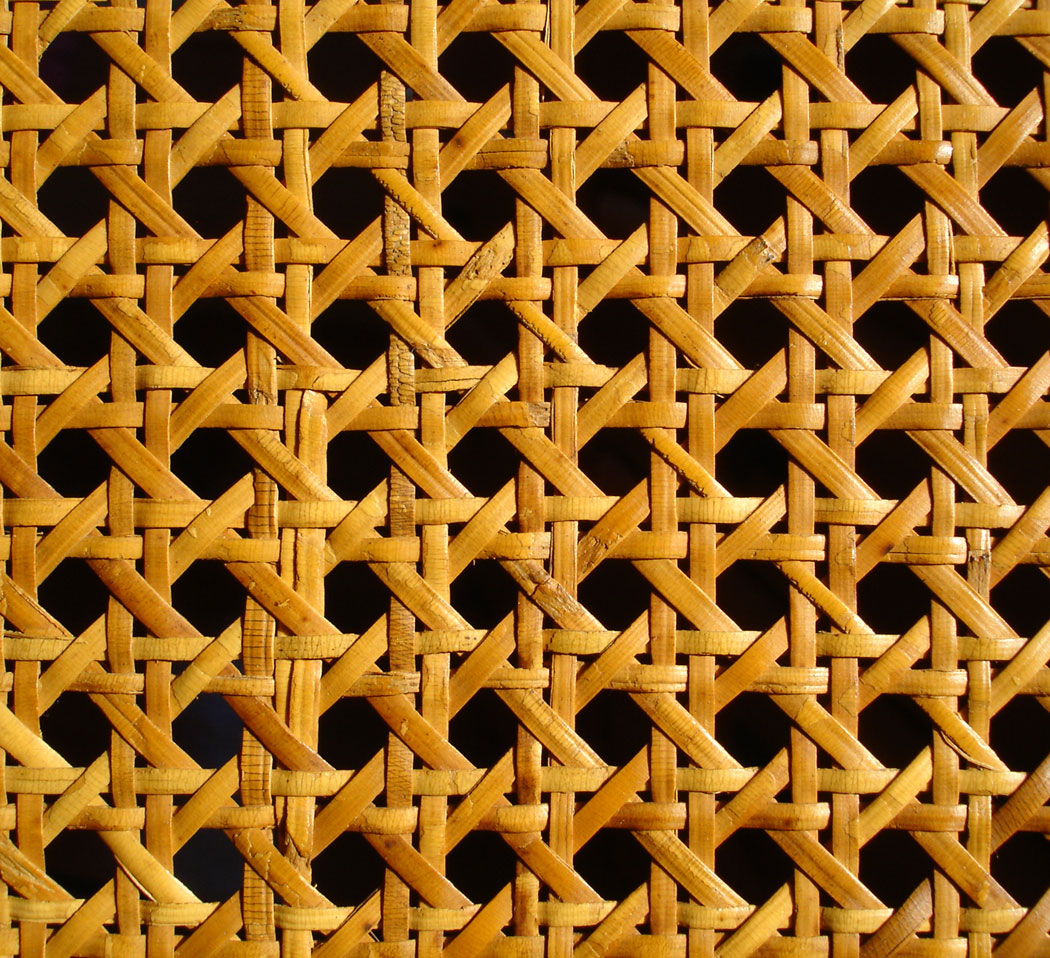
Arpillera vienesa
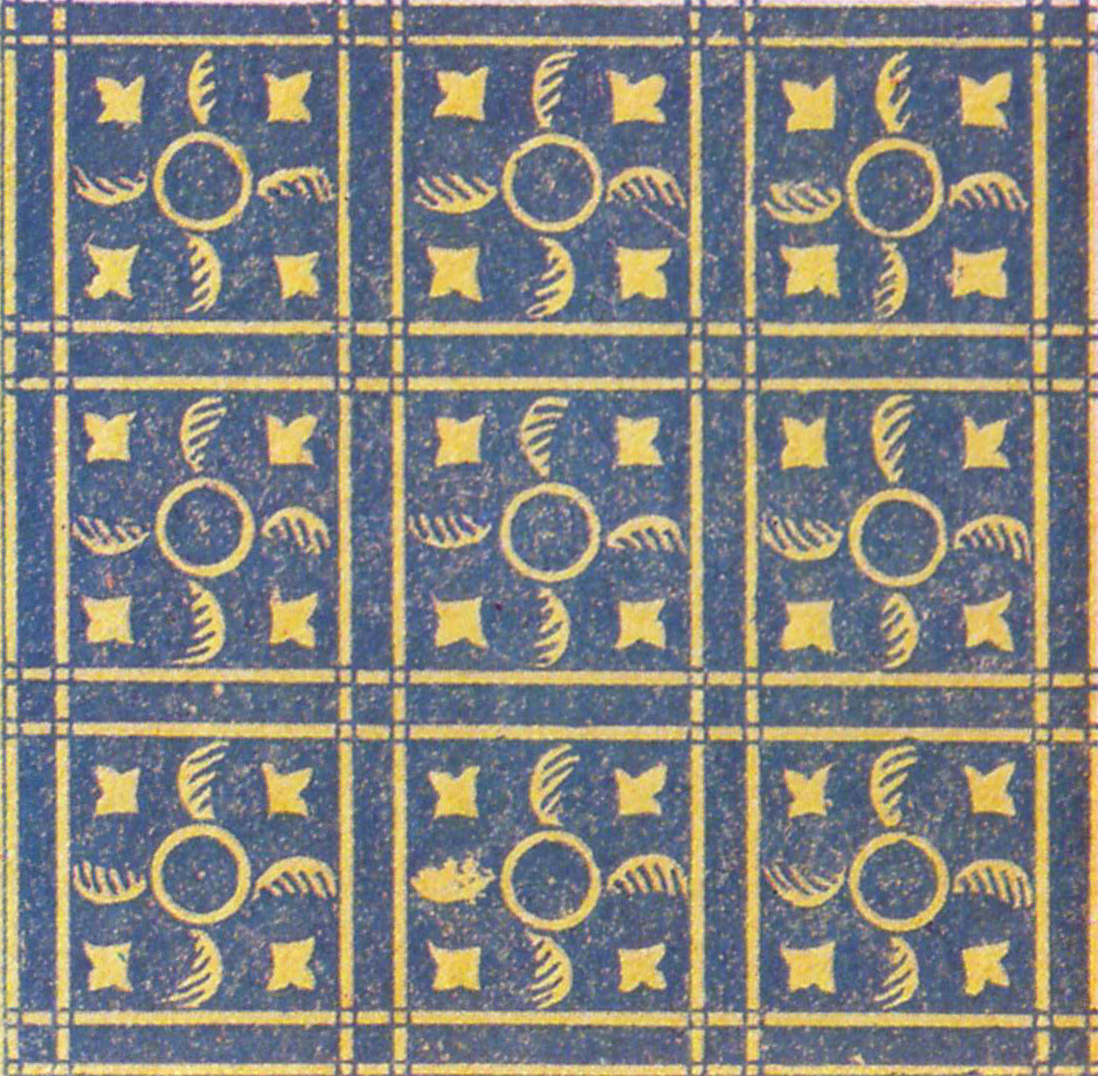
Loza renacentista
Teselado pitagórico
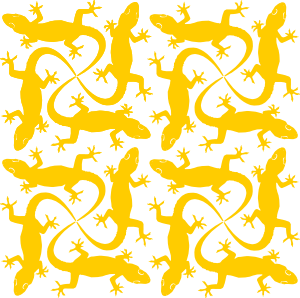
Generado a partir de una fotografía

### Grupop4m(*442)
- Firma Orbifold: *442
- Notación Coxeter: [4,4]
- Retícula: cuadrada
- Grupo de puntos: D4

Ejemplo y diagrama para p4m

Estructura celular para p4m

- El grupo p4m tiene dos centros de rotación de orden cuatro (90°) y reflexiones en cuatro direcciones distintas (horizontal, vertical y diagonales). Posee reflexiones deslizadas adicionales, cuyos ejes no son ejes de reflexión. Las rotaciones de orden dos (180°) se centran en la intersección de los ejes de reflexión de deslizamiento. Todos los centros de rotación se encuentran en los ejes de reflexión.

Esto corresponde a una cuadrícula sencilla de filas y columnas de cuadrados iguales, con los cuatro ejes de reflexión. También corresponde a un patrón de tablero de ajedrez de dos de tales cuadrados. 
Ejemplos del grupo p4m
Ejemplos mostrados con las traslaciones más pequeñas horizontales y verticales (como en el diagrama):

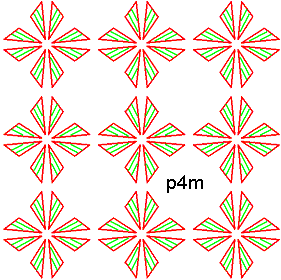
Generado por computadora
Una de las 3 teselaciones regulares
Revestimiento demirregular con triángulos; ignorando los colores, pertenece a p4m, de lo contrario sería c2m
Una de las 8 teselaciones semi-regulares (ignorando también el color, con traslaciones más pequeñas)
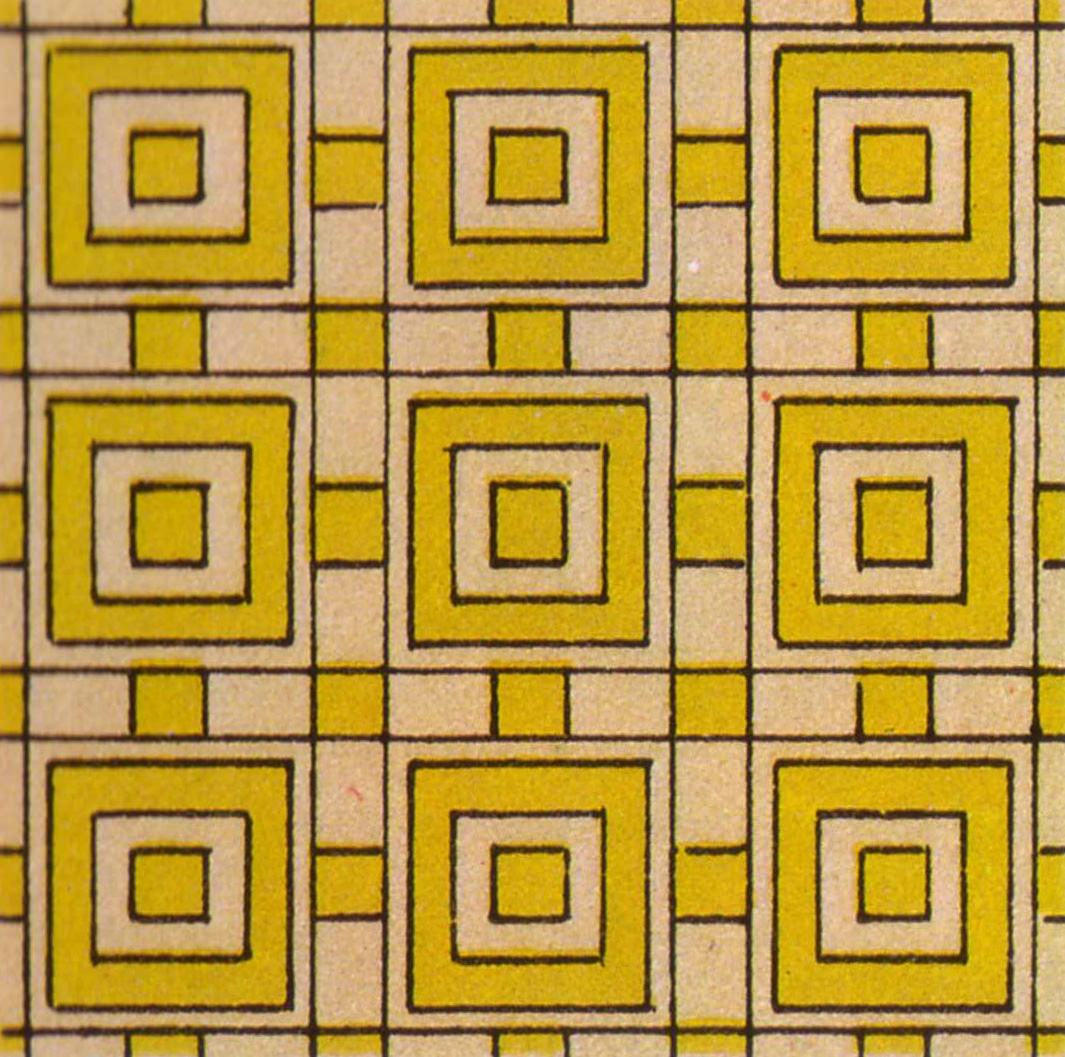
Pintura ornamental, Nínive, Asiria
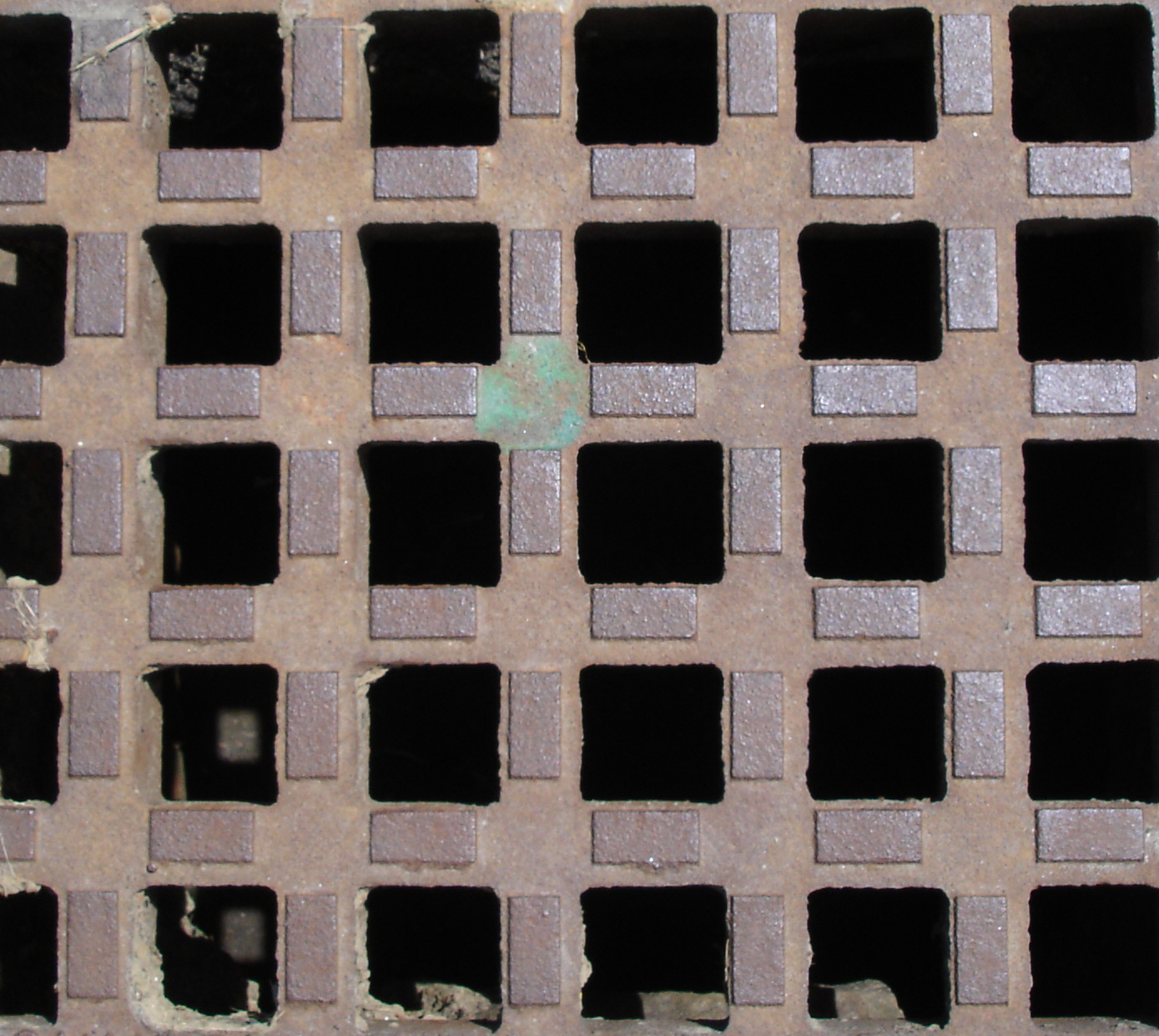
Drenaje pluvial, EE. UU.
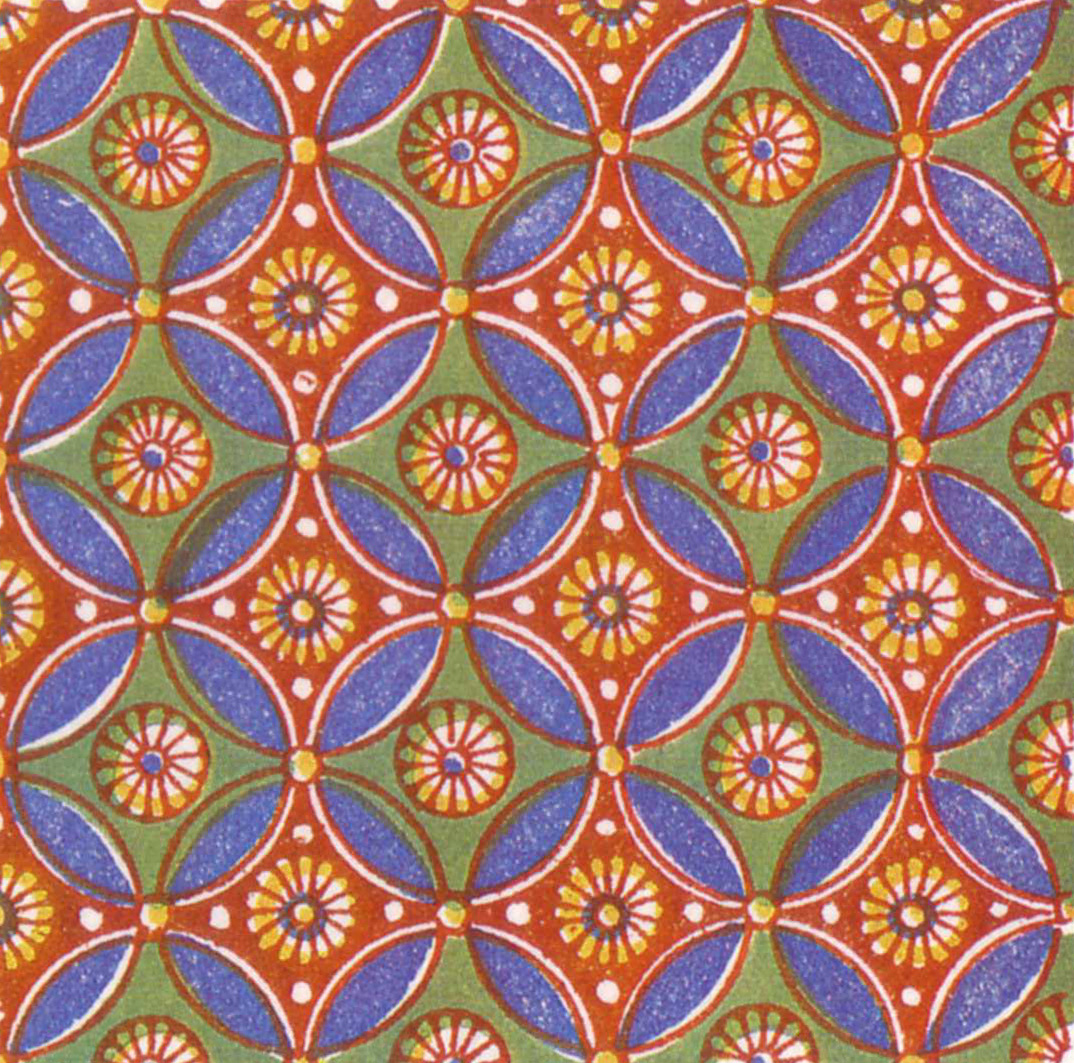
Cofre de una momia egipcia
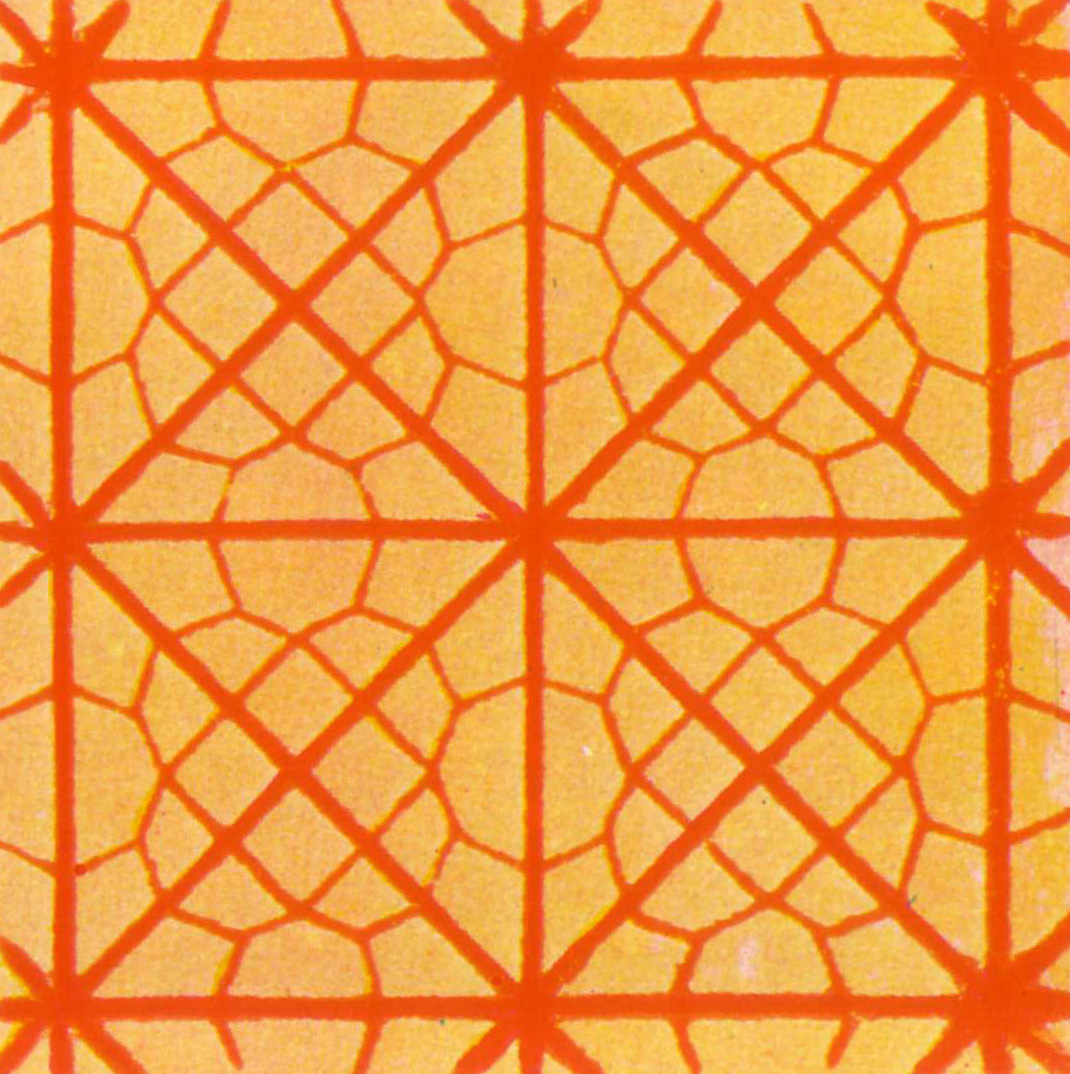
Azulejo esmaltado persa
Empaquetado compacto de dos tamaños de círculos

Ejemplos mostrados con la diagonal de traslación más pequeña:

Tablero de damas
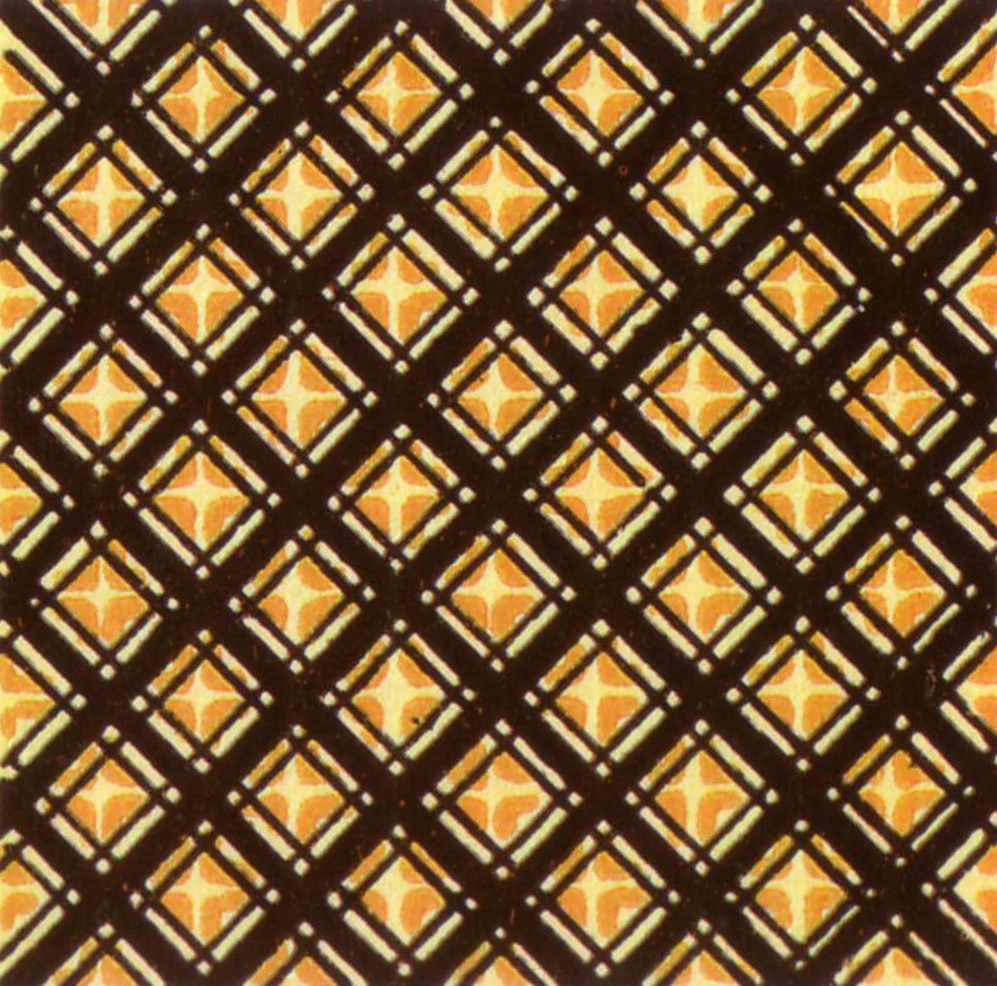
Paño (Tahití)
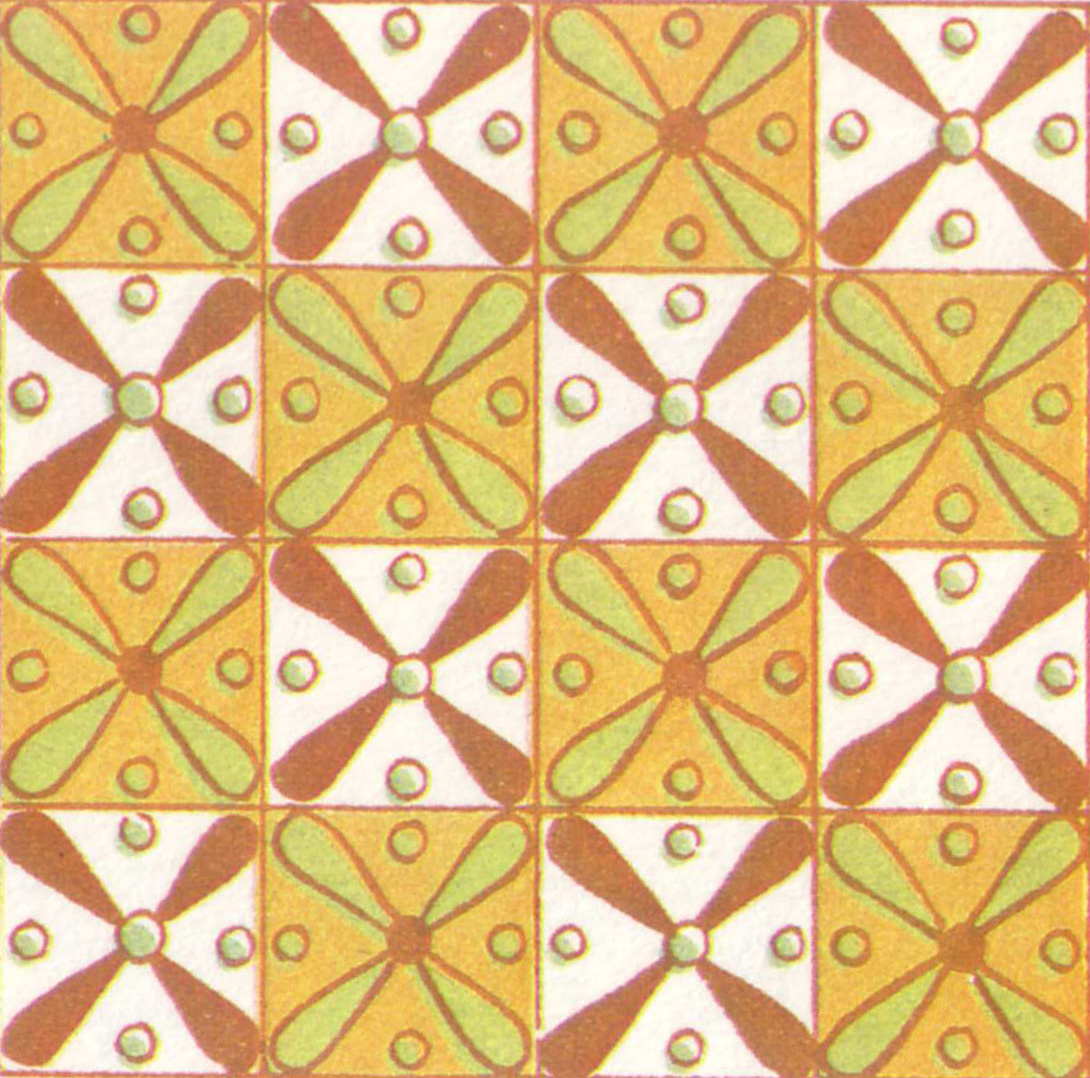
Tumba egipcia
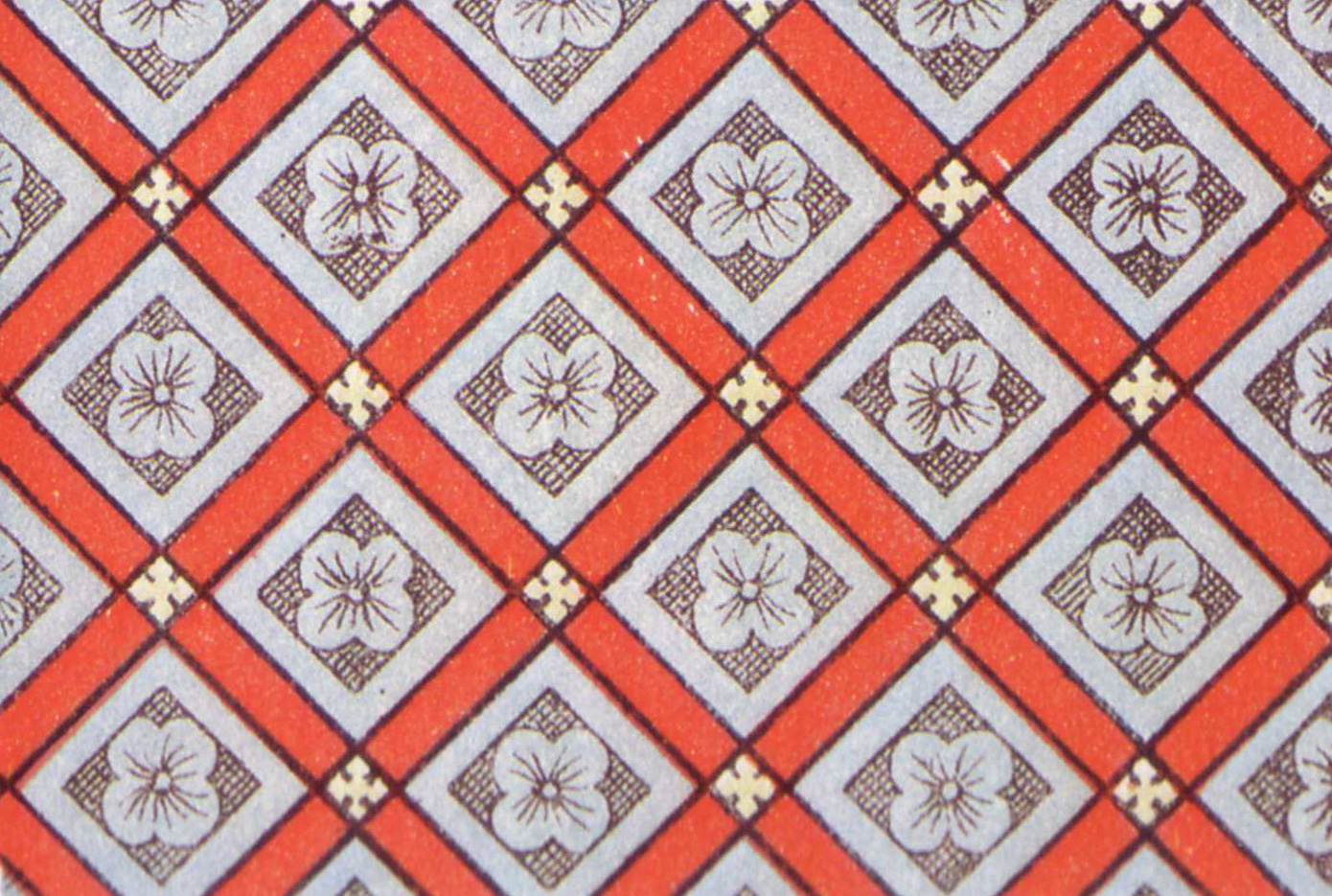
Catedral de Bourges
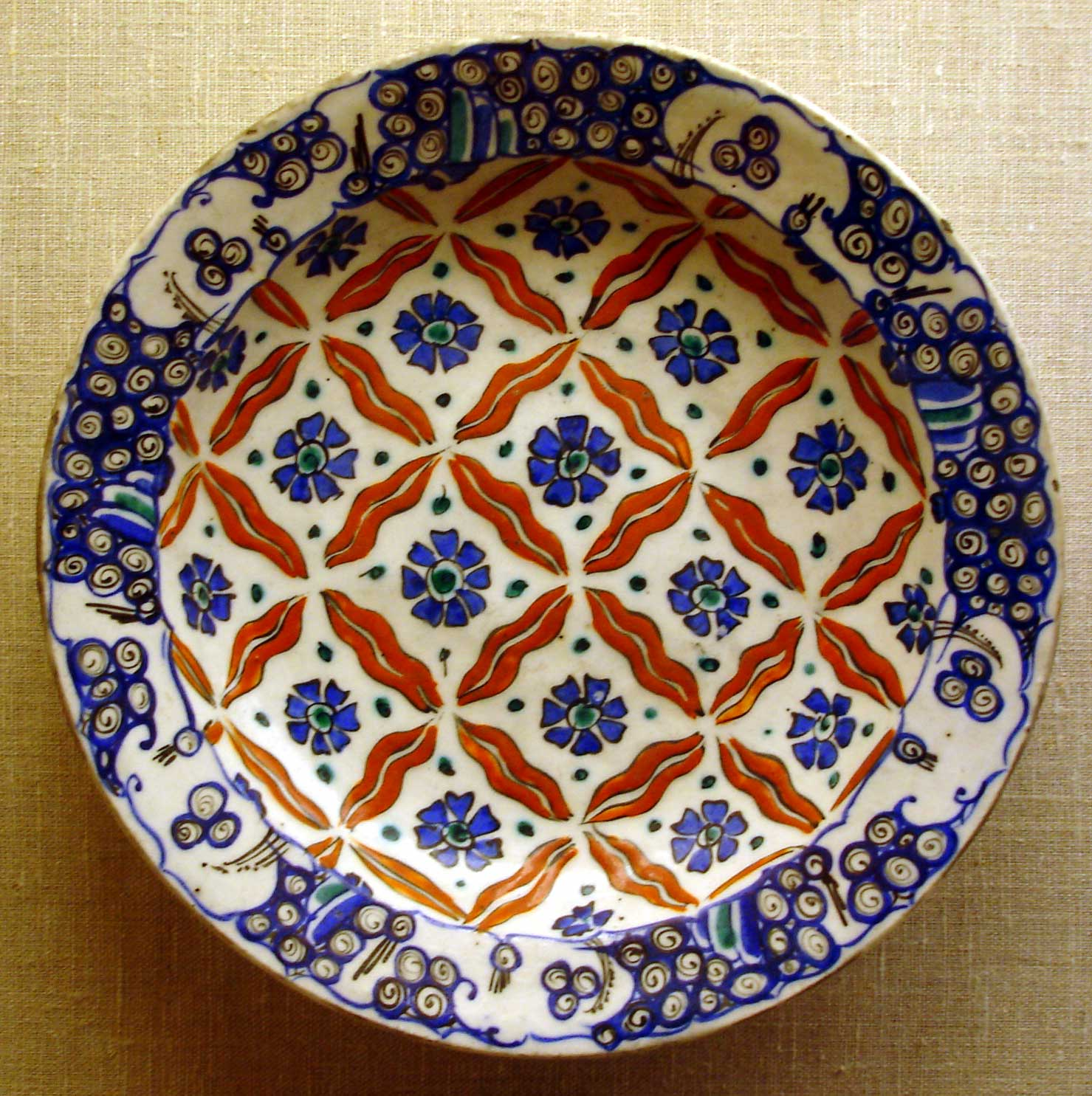
Plato procedente de Turquía, período otomano

### Grupop4g(4*2)
- Firma orbifold: 4*2
- Notación de Coxeter: [4+,4]
- Retícula: cuadrada
- Grupo puntual: D4

Ejemplo y diagrama para p4g

Estructura celular para p4g

- El grupo p4g tiene dos centros de rotación de orden cuatro (90°), que son la imagen especular del otro, pero tiene reflejos en solo dos direcciones, que son perpendiculares. Posee rotaciones de orden dos (180°) cuyos centros están ubicados en las intersecciones de los ejes de reflexión. Tiene ejes de reflexión de deslizamiento paralelos a los ejes de reflexión, entre ellos, y también en un ángulo de 45° con estos. Un patrón p4g puede verse como un patrón de tablero de ajedrez de copias de un mosaico cuadrado con simetría cuádruple rotacional, y su imagen especular. Alternativamente, puede considerarse (cambiando la mitad de un mosaico) como un patrón de tablero de ajedrez de copias de un mosaico simétrico horizontal y verticalmente y su versión girada a 90°. Téngase en cuenta que ninguno de los dos se aplica a un patrón de tablero de ajedrez en blanco y negro, que pertenece al grupo p4m (con celdas de traslación diagonal).

Ejemplos del grupo p4g

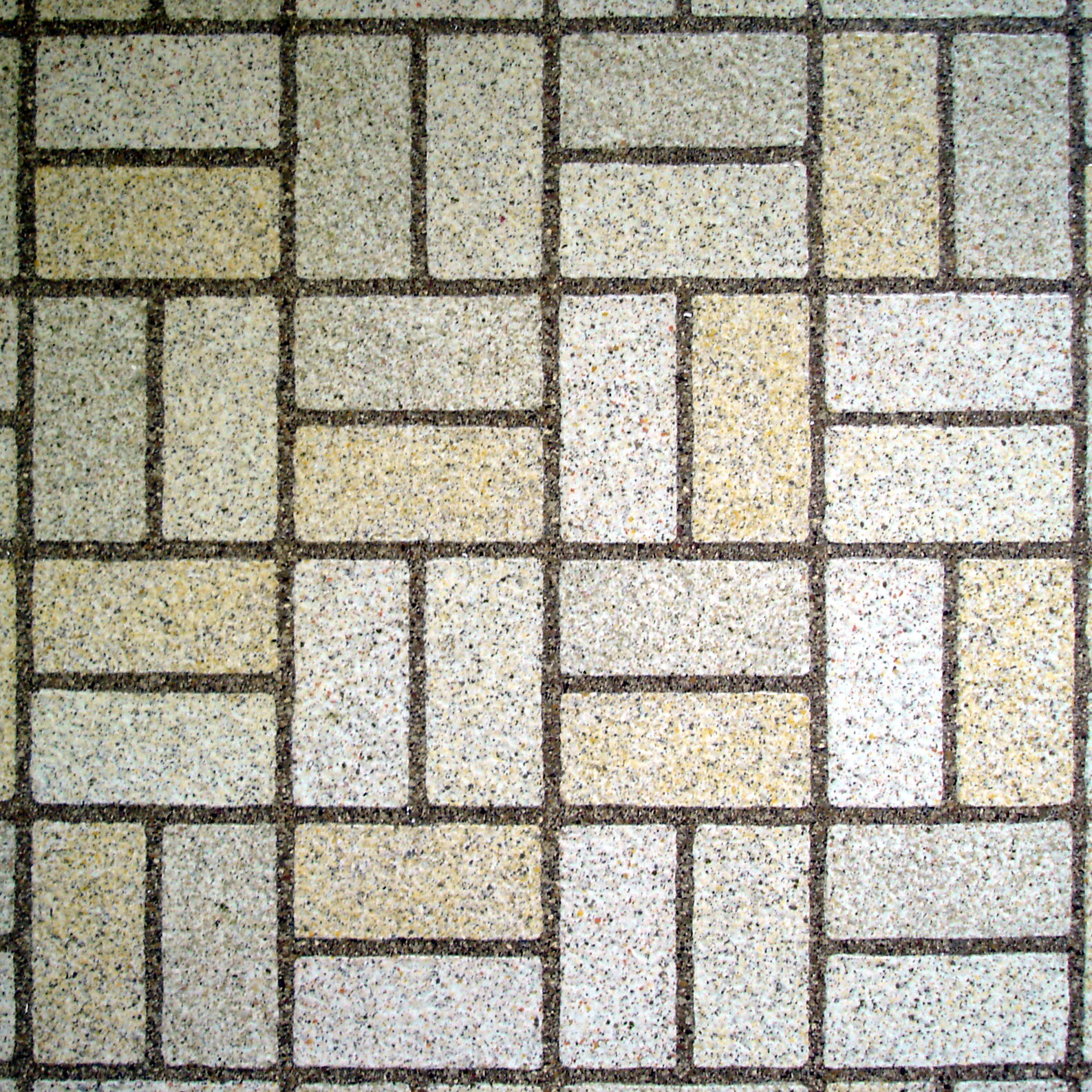
Linóleo de un baño, EE. UU.
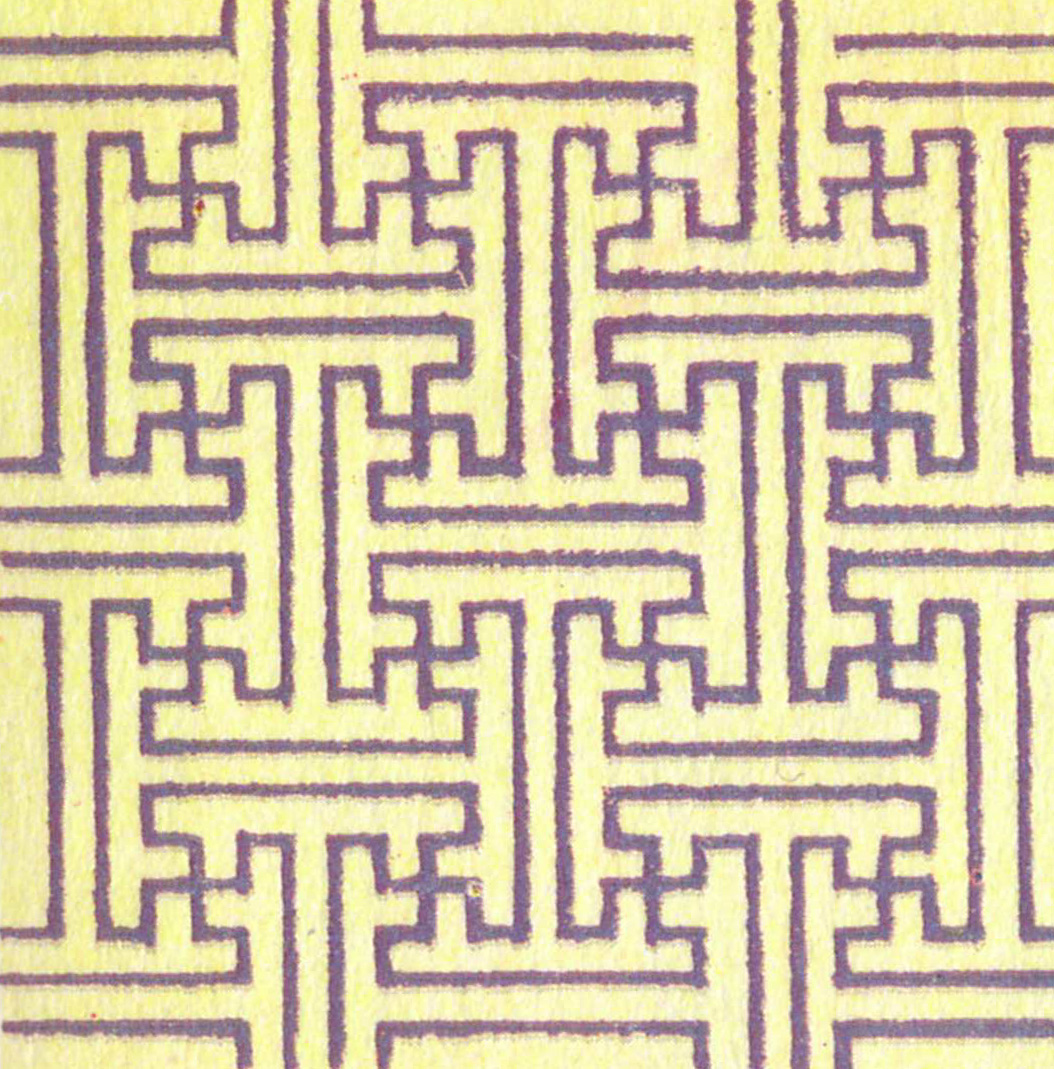
Porcelana pintada, China
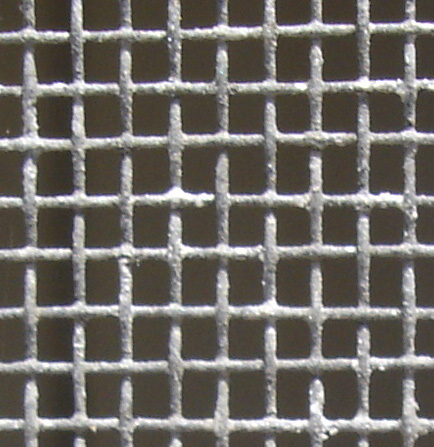
Mosquitera, EE.UU.
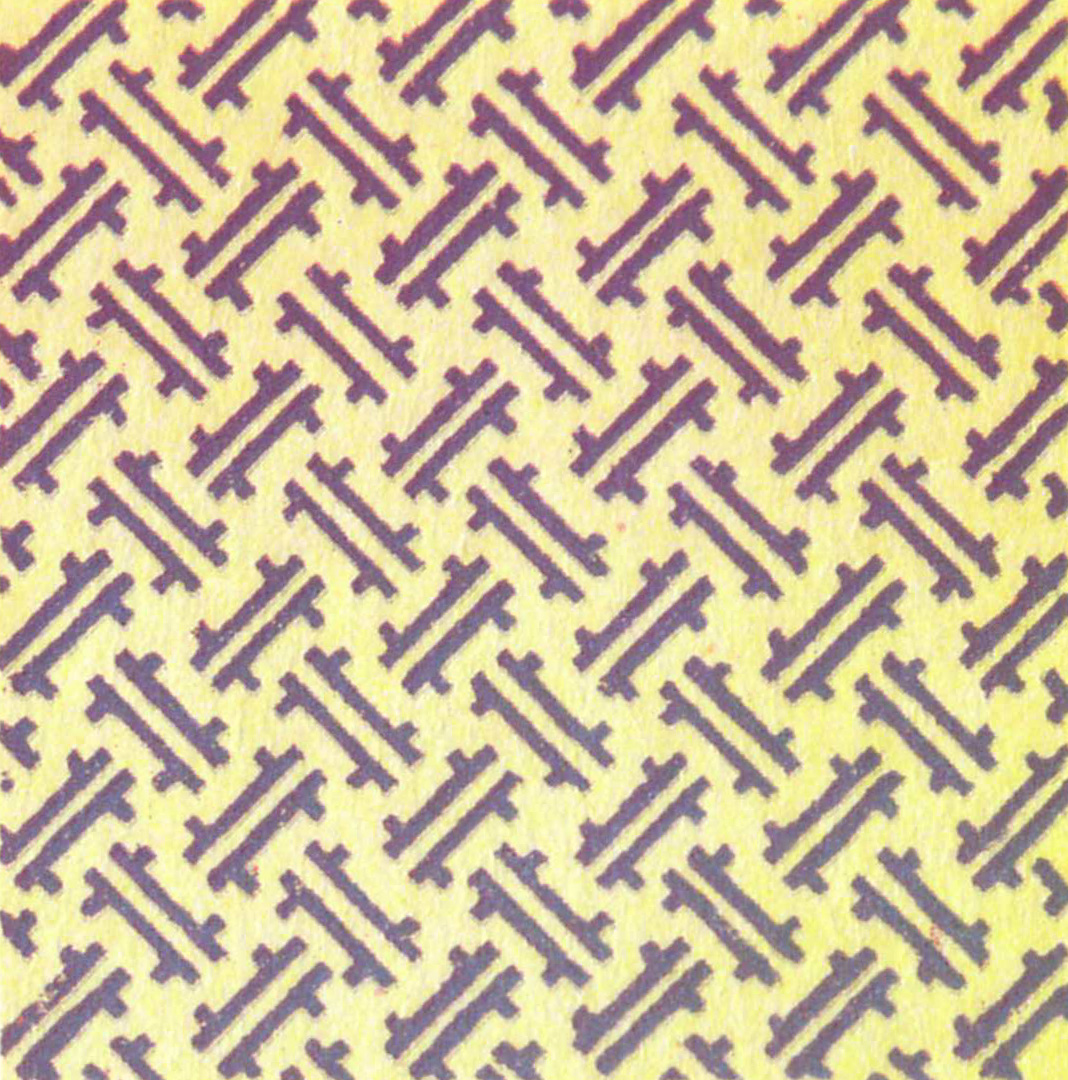
Pintura china
Uno de los coloreados del teselado cuadrado achaflanado (véase también en pg)

### Grupop3(333)
- Firma orbifold: 333
- Notación Coxeter: [(3,3,3)]+ o [3[3]]+
- Retícula: hexagonal
- Grupo de puntos: C3

Ejemplo y diagrama para p3

Estructura celular para p3

- El grupo p3 tiene tres centros de rotación diferentes de orden tres (120°), pero no tiene reflexiones ni reflexiones de deslizamiento.

Imagínese una teselación del plano con triángulos equiláteros de igual tamaño, con los lados correspondientes a las traslaciones más pequeñas. Luego, la mitad de los triángulos aparecen en una orientación y la otra mitad al revés. Este grupo de fondo de pantalla corresponde al caso de que todos los triángulos de la misma orientación son iguales, mientras que ambos tipos tienen simetría rotacional de orden tres, pero los dos no son iguales, ni la imagen especular del otro, ni ambos simétricos (si los dos son iguales) tenemos p6, si son la imagen especular del otro se tiene p31m, si ambos son simétricos se tiene p3m1; si dos de los tres se aplican, el tercero también, y se tiene p6m). Para una imagen dada, son posibles tres de estas teselaciones, cada una con centros de rotación como vértices, es decir, para cualquier teselación son posibles dos cambios. En términos de la imagen: los vértices pueden ser los triángulos rojo, azul o verde. 

De manera equivalente, imagínese una teselación del plano con hexágonos regulares, con lados iguales a la distancia de traslación más pequeña dividida por √3. Entonces este grupo del papel pintado corresponde al caso de que todos los hexágonos son iguales (y con la misma orientación) y tienen simetría rotacional de orden tres, mientras que no poseen simetría de imagen especular (si tienen simetría rotacional de orden seis se trata de p6, si son simétricos con respecto a las diagonales principales corresponde a p31m, si son simétricos con respecto a las líneas perpendiculares a los lados se tiene p3m1; si dos de los tres se aplican, el tercero también, y se tiene p6m). Para una imagen dada, son posibles tres de estas teselaciones, cada una con un tercio de los centros de rotación como centros de los hexágonos. En términos de la imagen: los centros de los hexágonos pueden ser los triángulos rojo, azul o verde. 
Ejemplos del grupo p3

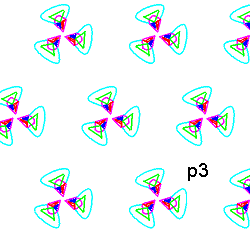
Generado por computadora
Una de las 8 teselaciones semi-regulares (ignorando los colores: p6). Los vectores de traslación se giran un poco hacia la derecha en comparación con las direcciones en la red hexagonal subyacente de la imagen
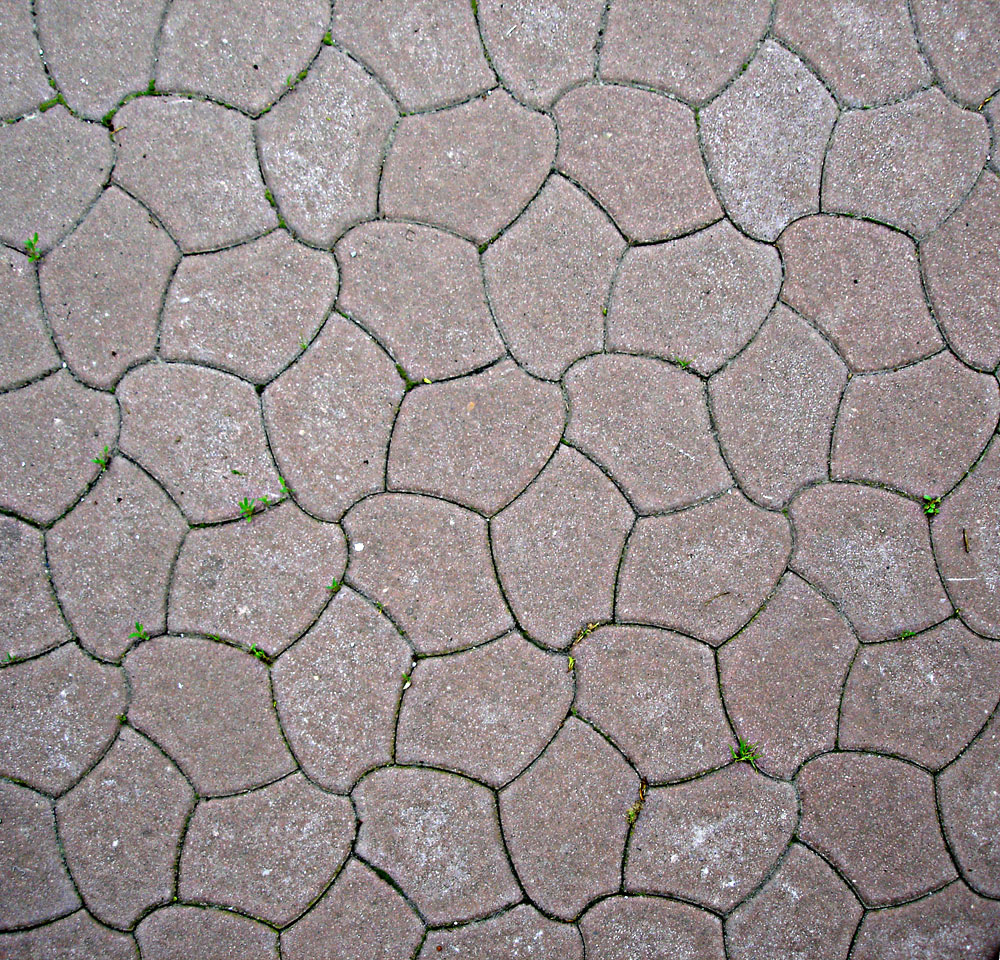
Pavimento de Zakopane, Polonia
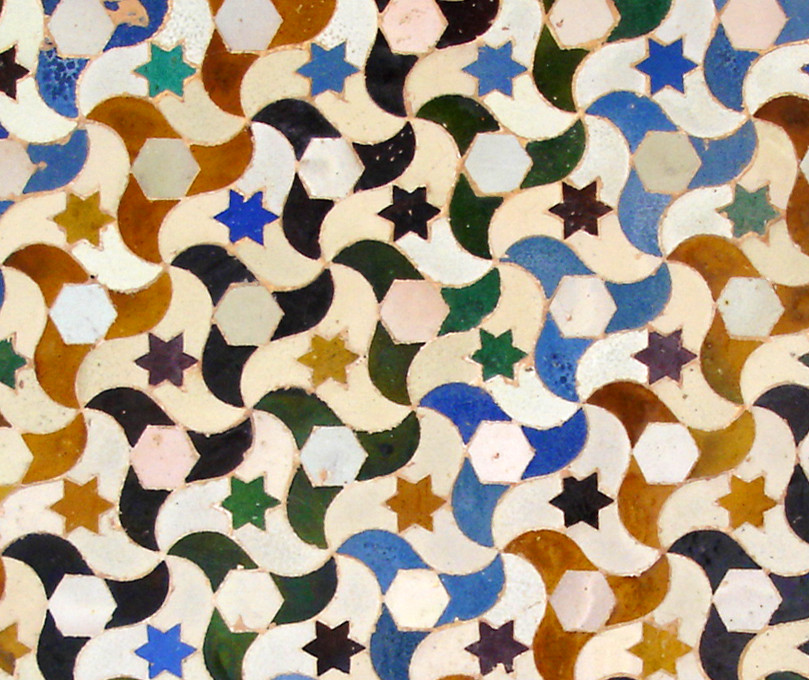
Revestimiento de paredes en la Alhambra, España (y toda la pared); ignorando todos los colores, pertenece al tipo p3 (ignorando solo los colores de las estrellas, pertenece al p1)

### Grupop3m1 (*333)
- Firma Orbifold: *333
- Notación Coxeter: [(3,3,3)] o [3[3]]
- Retícula: hexagonal
- Grupo de puntos: D3

Ejemplo y diagrama para p3m1

Estructura celular para p3m1

- El grupo p3m1 tiene tres centros de rotación diferentes de orden tres (120°). Posee reflexiones en los tres lados de un triángulo equilátero. El centro de cada rotación se encuentra en un eje de reflexión. Presenta reflexiones de deslizamiento adicionales en tres direcciones distintas, cuyos ejes se encuentran a medio camino entre los ejes de reflexión paralelos adyacentes.

Al igual que para p3, imagínese una teselación del plano con triángulos equiláteros de igual tamaño, con los lados correspondientes a las traslaciones más pequeñas. Luego, la mitad de los triángulos están en una orientación y la otra mitad al revés. Este grupo del papel pintado corresponde al caso de que todos los triángulos de la misma orientación son iguales, mientras que ambos tipos tienen simetría rotacional de orden tres, y ambos son simétricos, pero los dos no son iguales y no son la imagen especular del otro. Para una imagen dada, son posibles tres de estas teselaciones, cada una con centros de rotación como vértices. En términos de la imagen: los vértices pueden ser los triángulos rojo, azul oscuro o verde. 
Ejemplos del grupo p3m1

Una de las 3 teselaciones regulares (ignorando colores: p6m)
Otro mosaico regular (ignorando colores: p6m)
Una de las 8 teselaciones semi-regulares (ignorando colores: p6m)
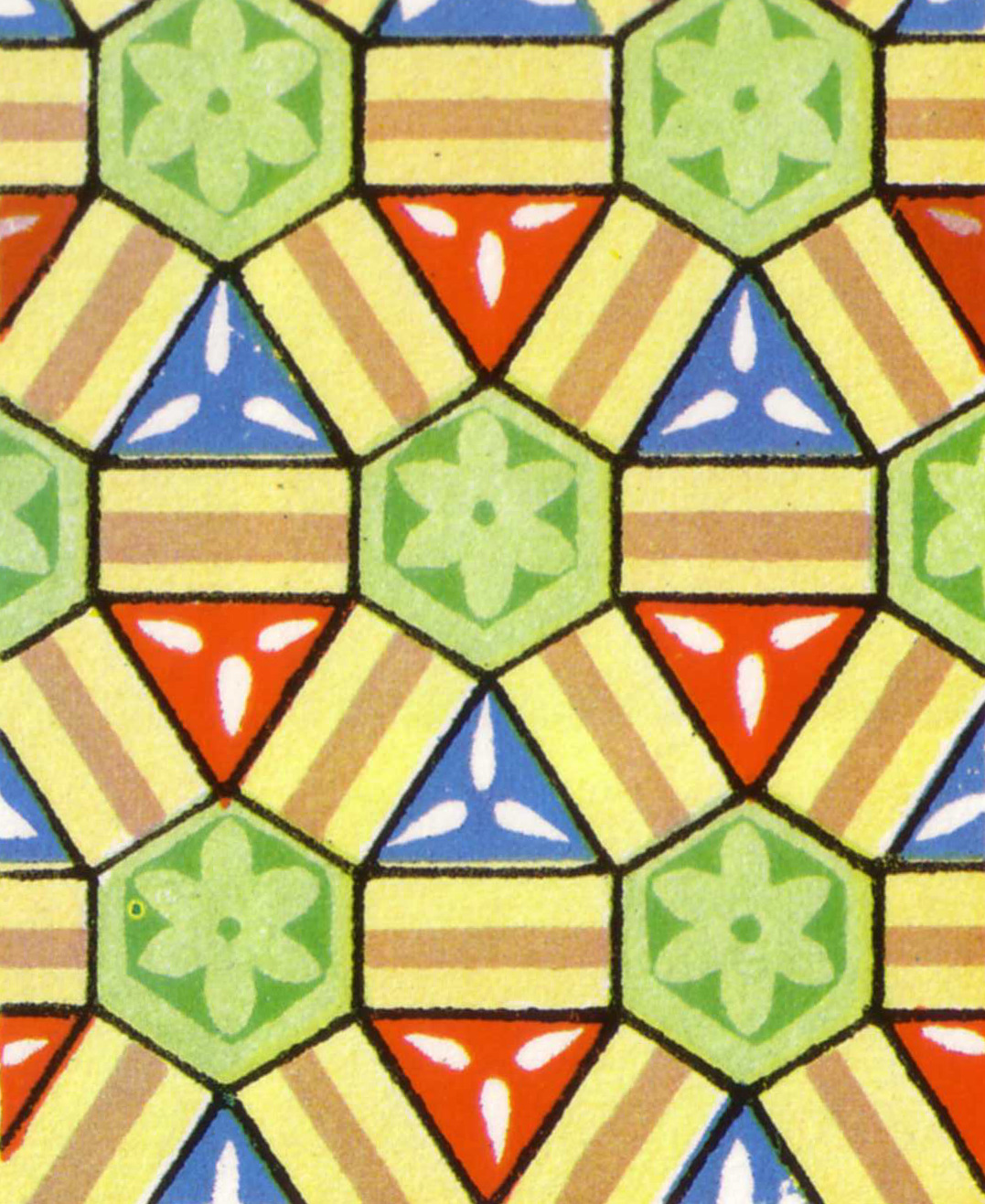
Azulejo persa esmaltado (ignorando colores: p6m)
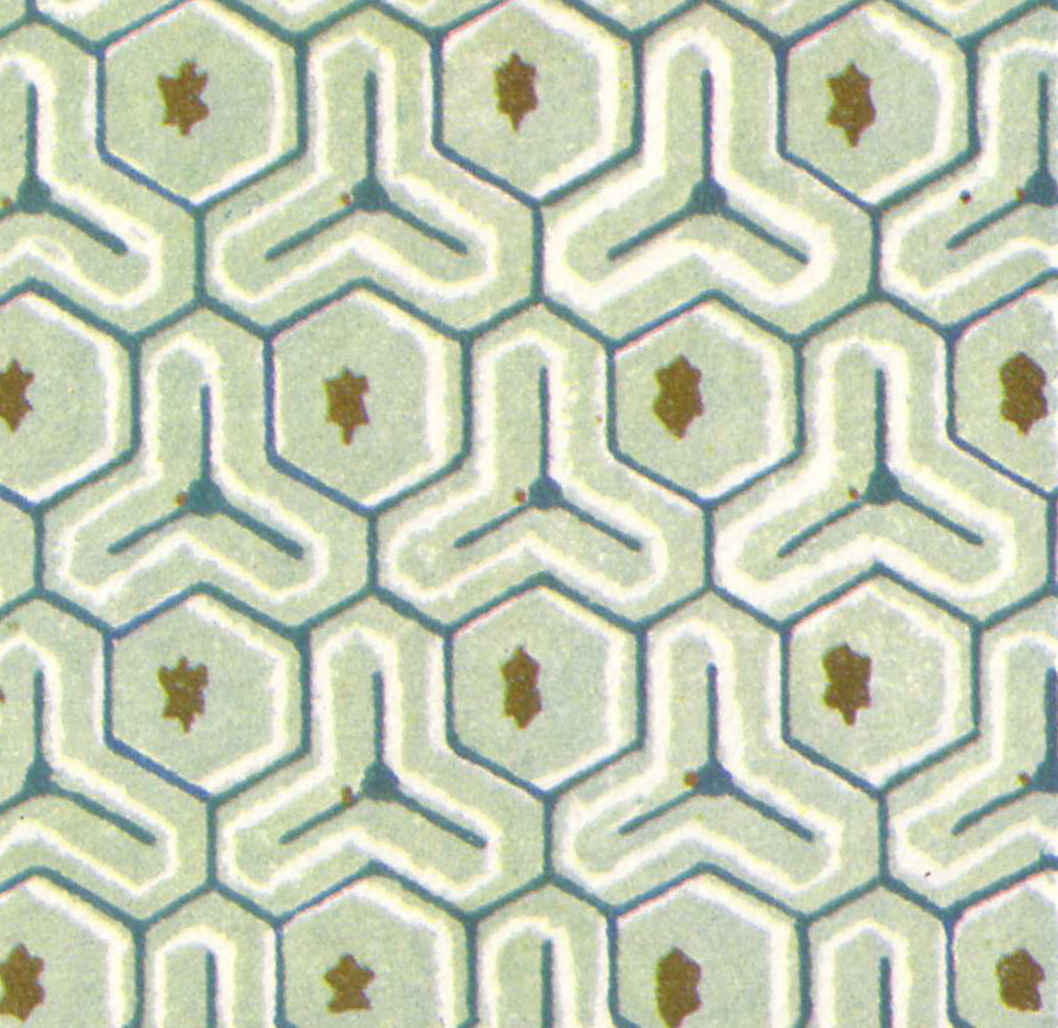
Ornamento persa
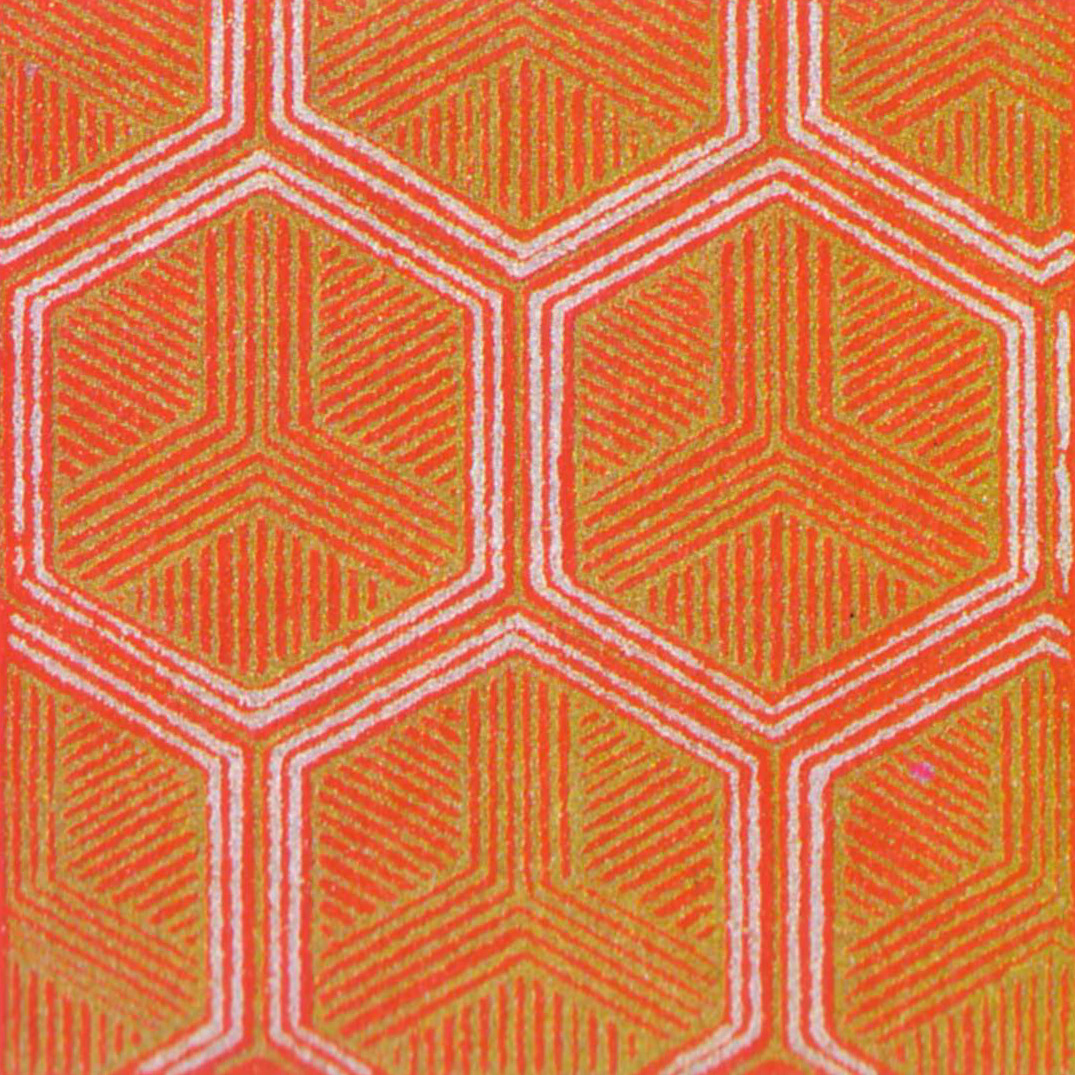
Pintura china (véase imagen detallada)

### Grupop31m(3*3)
- Firma Orbifold: 3*3
- Notación Coxeter: [6,3+]
- Enrejado: hexagonal
- Grupo de puntos: D3

Ejemplo y diagrama para p31m

Estructura celular para p31m

- El grupo p 31 m tiene tres centros de rotación diferentes de orden tres (120°), de los cuales dos son la imagen especular del otro. Tiene reflejos en tres direcciones distintas. Tiene al menos una rotación cuyo centro no se encuentra en un eje de reflexión. Hay reflexiones de deslizamiento adicionales en tres direcciones distintas, cuyos ejes se encuentran a medio camino entre los ejes de reflexión paralelos adyacentes.

Al igual que para p3 y p3m1, imagine una teselación del plano con triángulos equiláteros de igual tamaño, con los lados correspondientes a las traslaciones más pequeñas. Luego, la mitad de los triángulos están en una orientación y la otra mitad al revés. Este grupo del papel pintado corresponde al caso de que todos los triángulos de la misma orientación son iguales, mientras que ambos tipos tienen simetría rotacional de orden tres y son la imagen especular del otro, pero no son simétricos y no son iguales. Para una imagen dada, solo es posible una de estas teselaciones. En términos de la imagen: los vértices no pueden ser triángulos azul oscuro. 
Ejemplos del grupo p31m

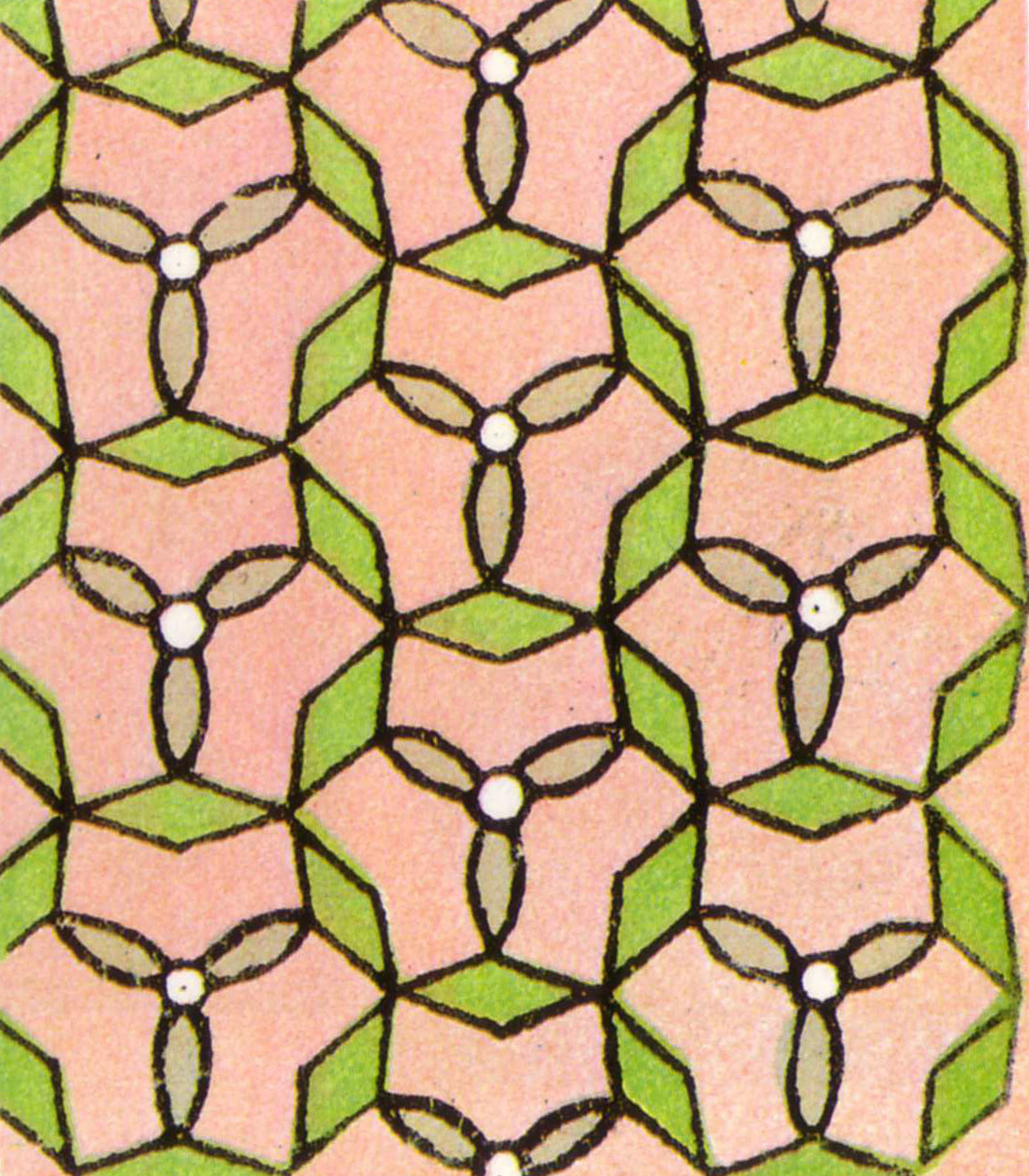
Azulejo esmaltado persa
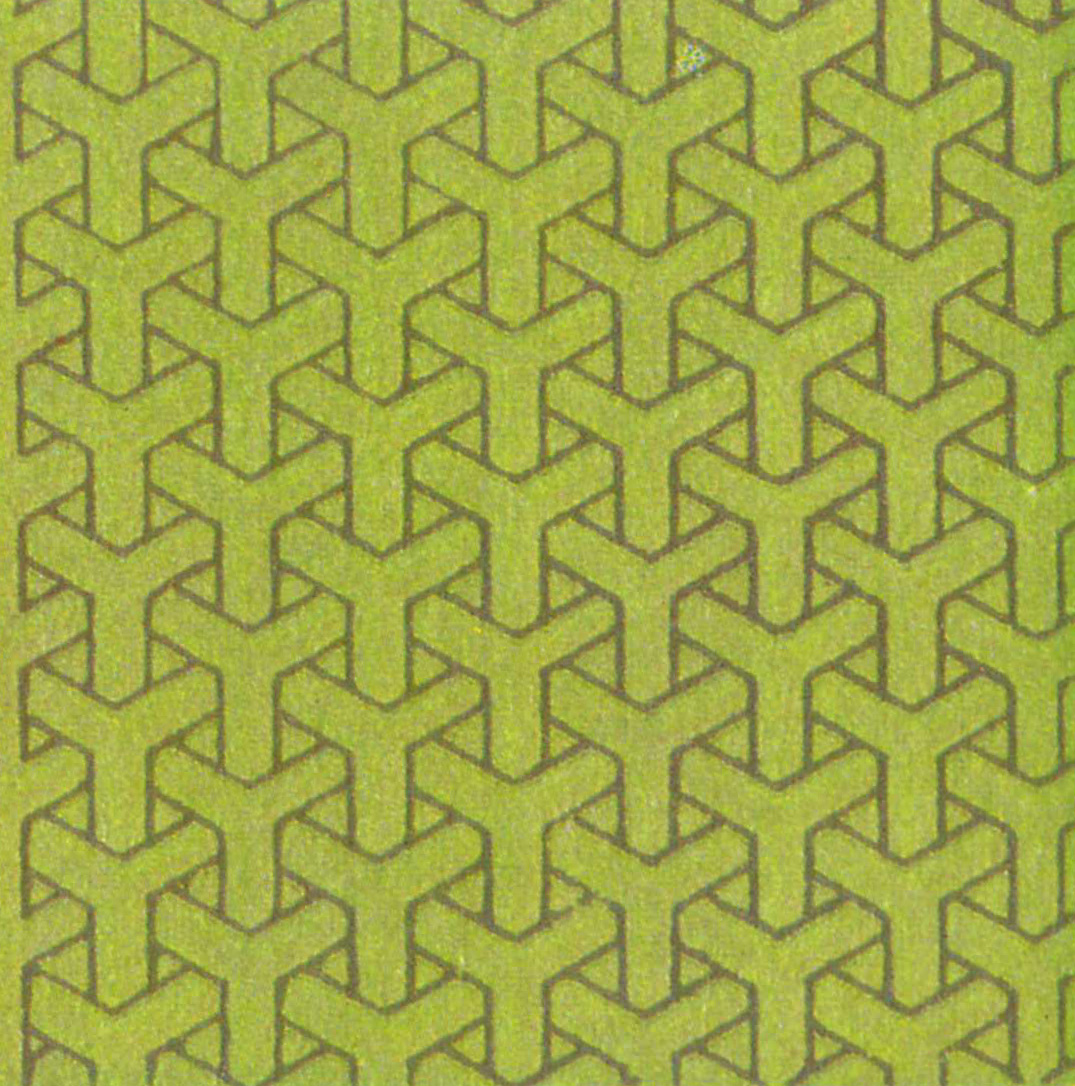
Porcelana pintada, China
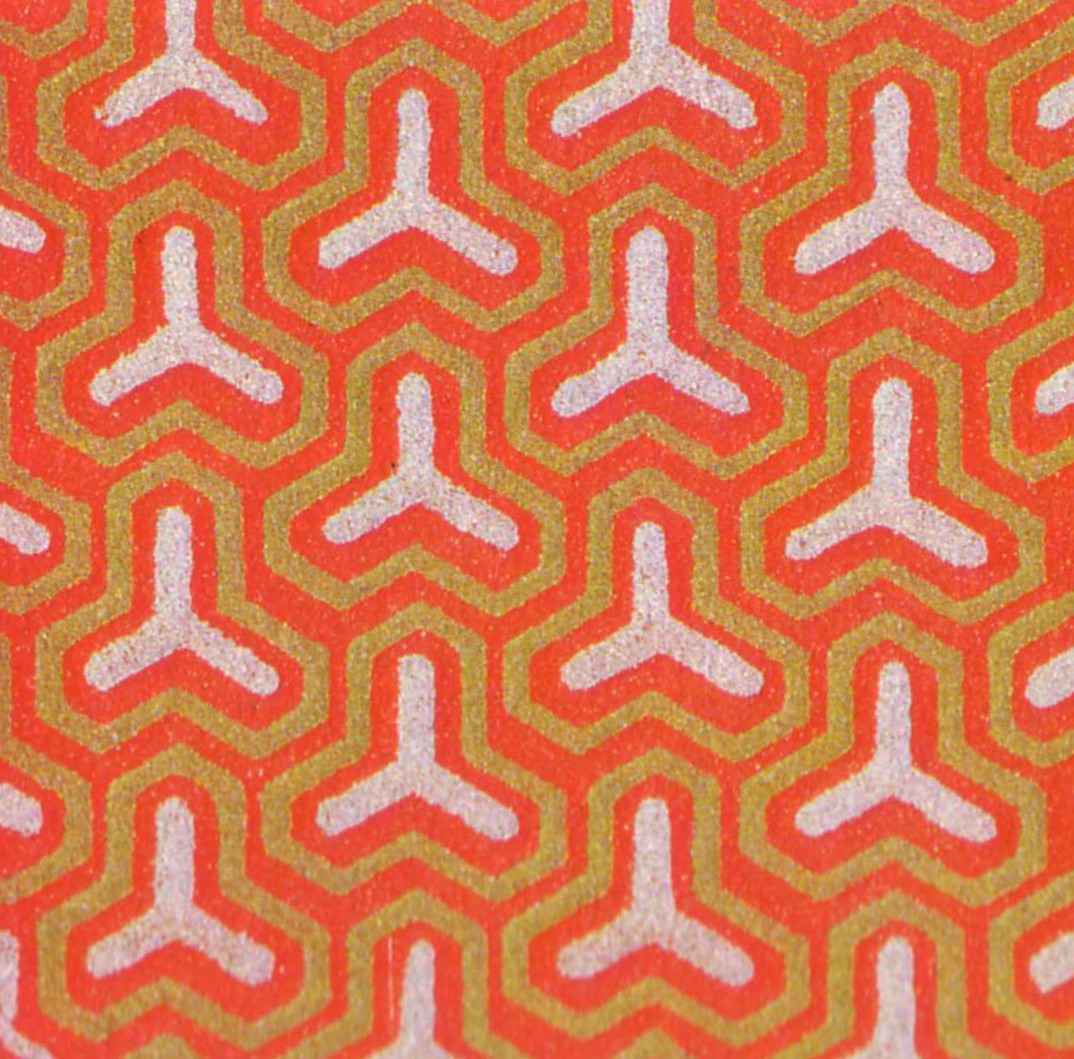
Pintura china
Embalaje compacto de dos tamaños de círculos

### Grupop6 (632)
- Firma Orbifold: 632
- Notación Coxeter: [6,3] +
- Retícula: hexagonal
- Grupo de puntos: C6

Ejemplo y diagrama para p6

Estructura celular para p6

- El grupo p6 tiene un centro de rotación de orden seis (60°); dos centros de rotación de orden tres (120°), que son imágenes de cada uno bajo una rotación de 60°; y tres centros de rotación de orden dos (180°) que también son imágenes de cada uno bajo una rotación de 60°. No tiene reflejos ni reflejos de deslizamiento.

Un patrón con esta simetría se puede considerar como una teselación del plano con mosaicos triangulares iguales con simetría C3, o de manera equivalente, una teselación del plano con mosaicos hexagonales iguales con simetría C6 (con los bordes de los mosaicos no necesariamente parte del patrón). 
Ejemplos del grupo p6

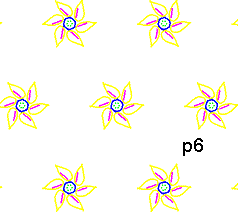
Generado por computadora
Polígonos regulares
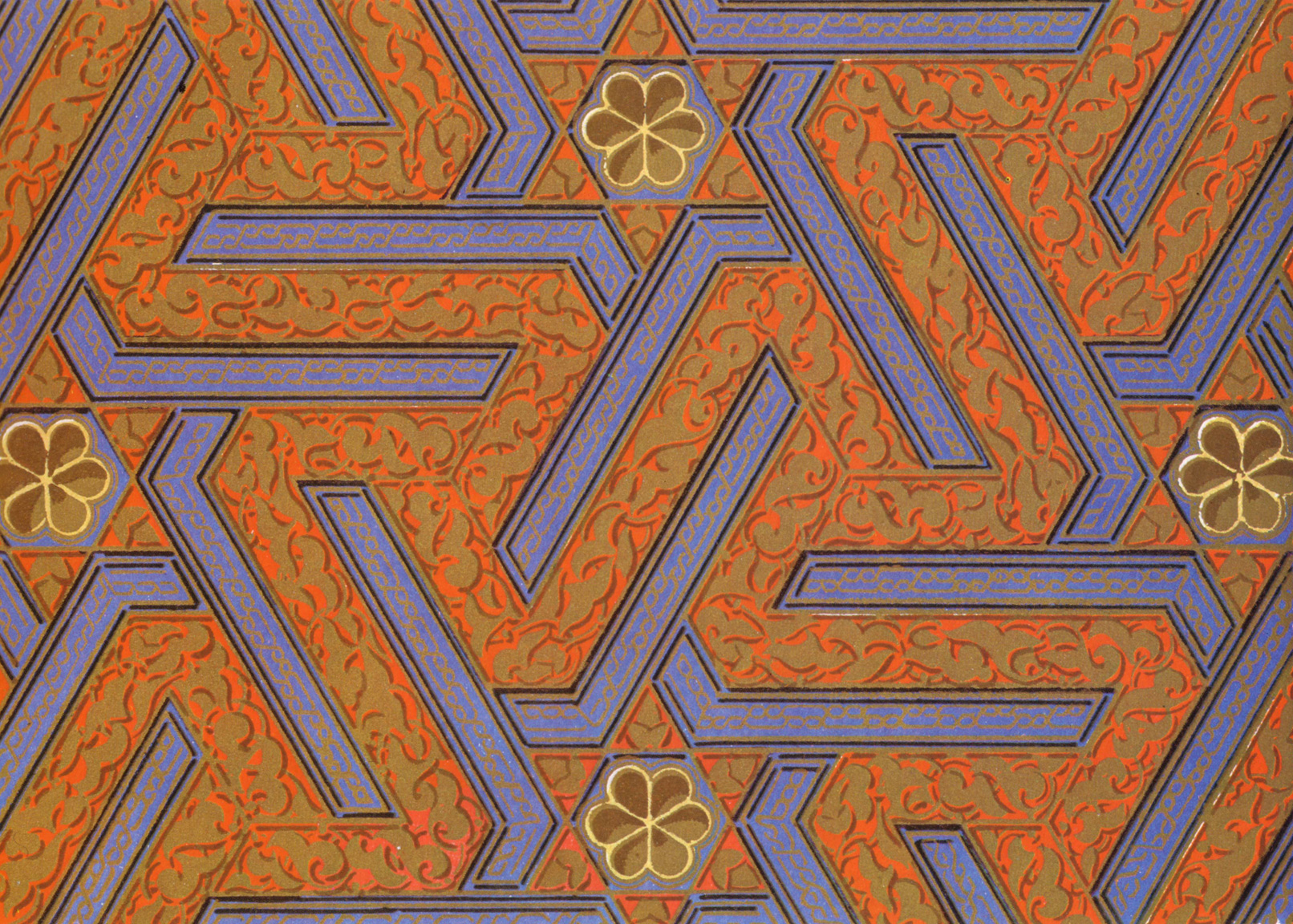
Paneles de pared, la Alhambra, España
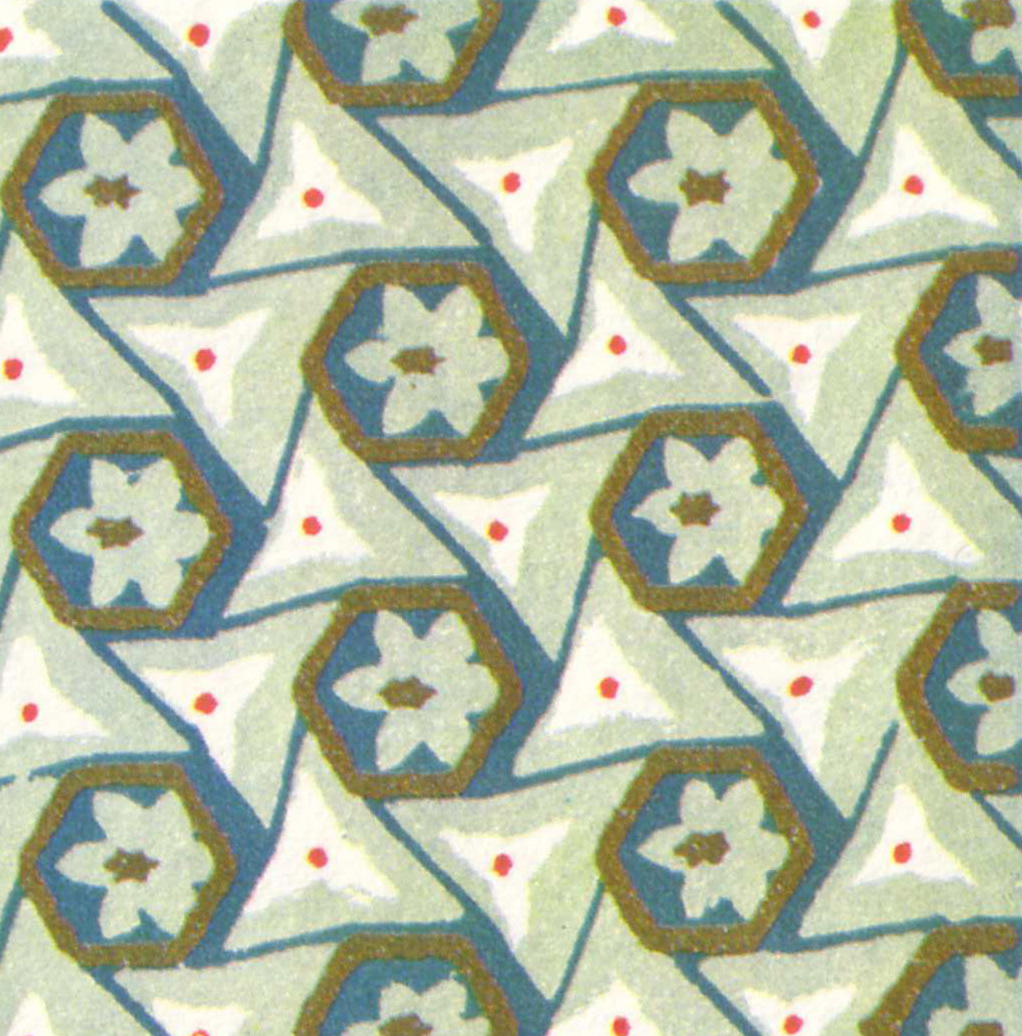
Ornamento persa

### Grupop6m(*632)
- Firma Orbifold: *632
- Notación Coxeter: [6,3]
- Retícula: hexagonal
- Grupo de puntos: D6

Ejemplo y diagrama para p6m

Estructura celular para p6m

- El grupo p6m tiene un centro de rotación de orden seis (60°); tiene dos centros de rotación de orden tres, que solo difieren en una rotación de 60° (o, equivalentemente, 180°), y tres de orden dos, que solo difieren en una rotación de 60°. También posee reflexiones en seis direcciones distintas. Hay reflexiones de deslizamiento adicionales en seis direcciones distintas, cuyos ejes se encuentran a medio camino entre los ejes de reflexión paralelos adyacentes.

Un patrón con esta simetría puede considerarse como una teselación del plano con mosaicos triangulares iguales con simetría D3, o de manera equivalente, una teselación del plano con mosaicos hexagonales iguales con simetría D6 (con los bordes de los mosaicos no necesariamente parte del patrón). Así, los ejemplos más simples son una retícula triangular con o sin líneas de conexión, y un mosaico hexagonal con un color para delinear los hexágonos y otro para el fondo. 
Ejemplos del grupo p6m

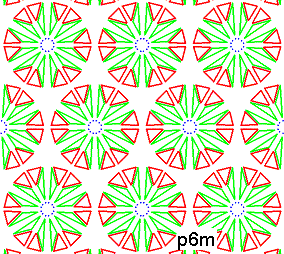
Generado por computadora
Una de las 8 teselaciones semi-regulares
Otra teselación semi-regular
Una tercera teselación semi-regular
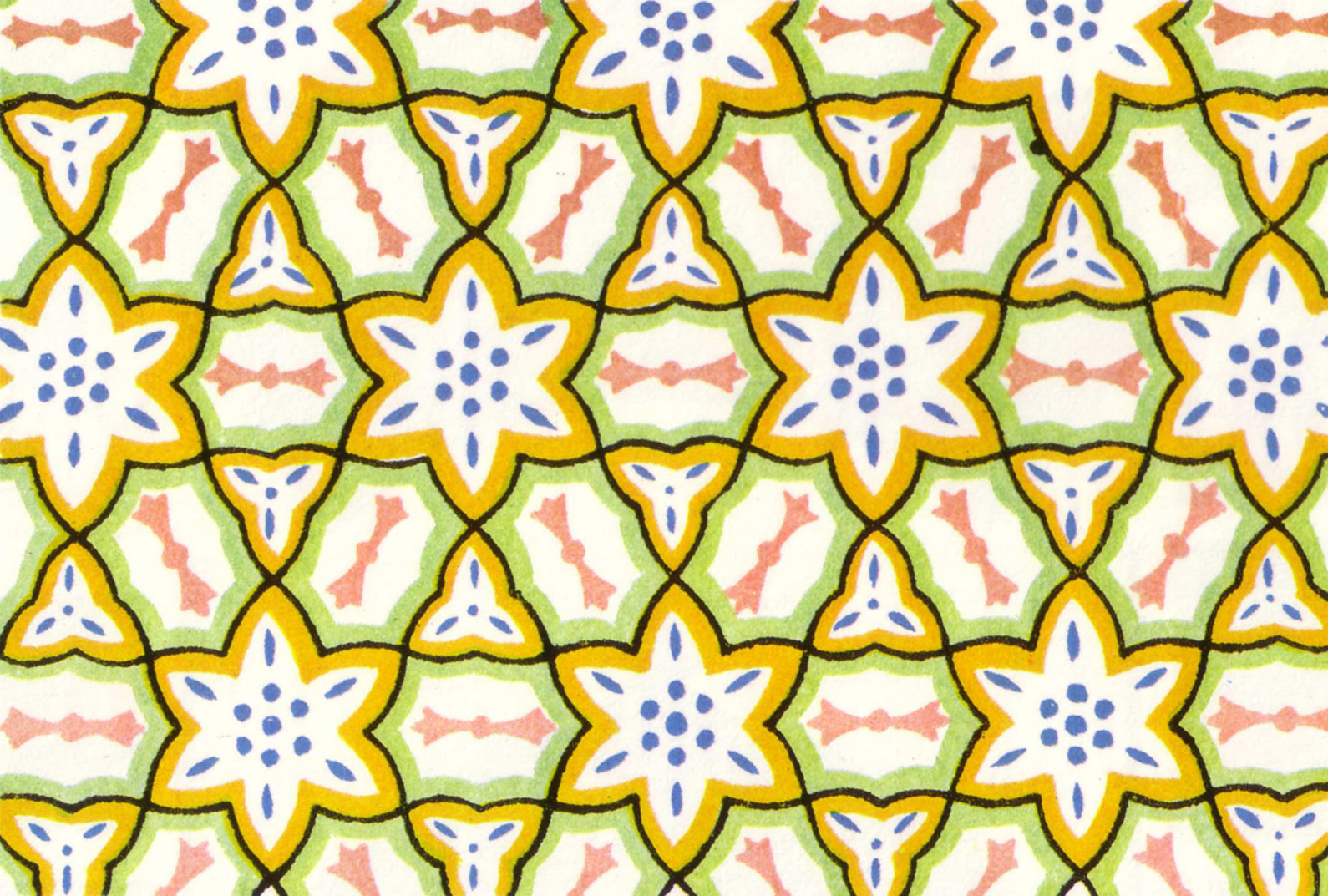
Azulejo esmaltado persa
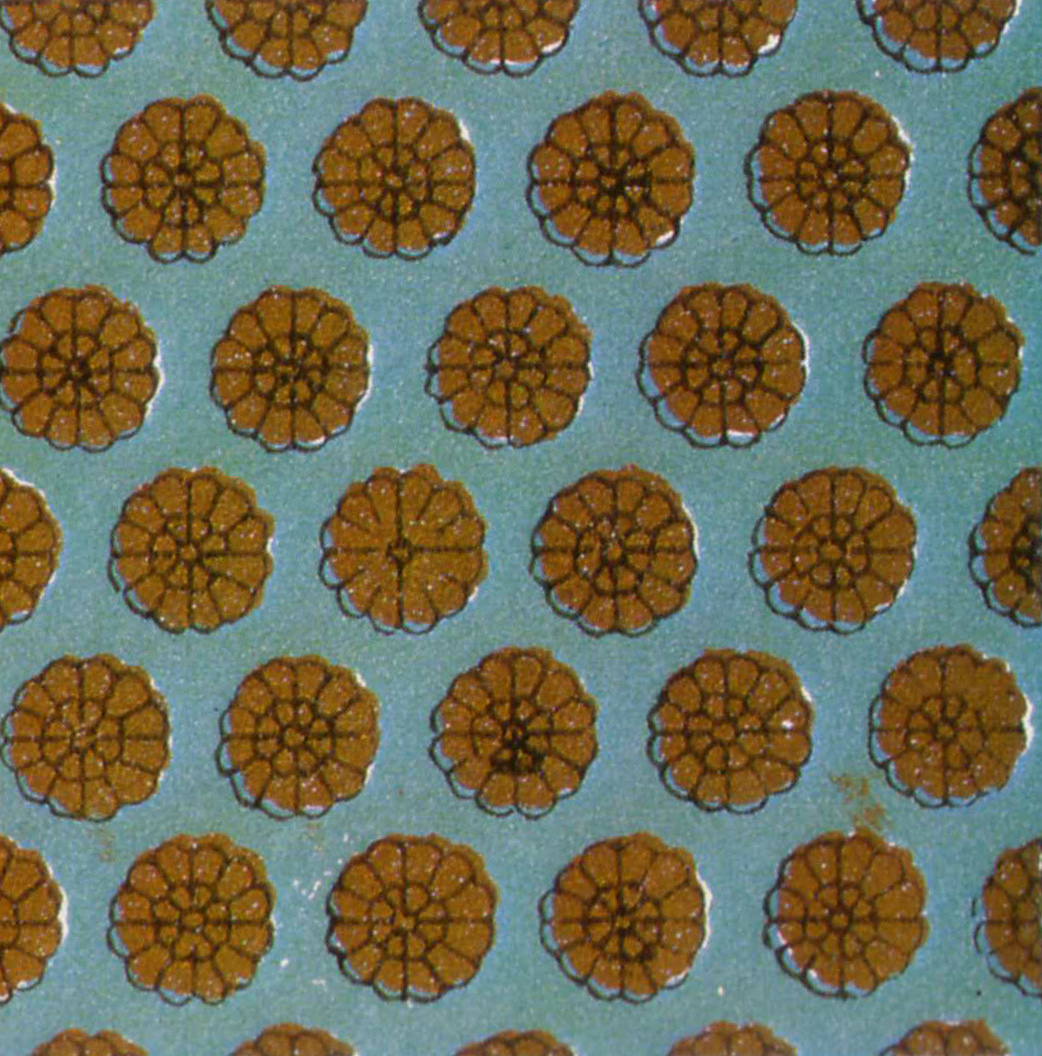
Vestido de rey Khorsabad, Asiria, casi p6m (ignorando las partes internas de las flores, que lo hacen cmm)
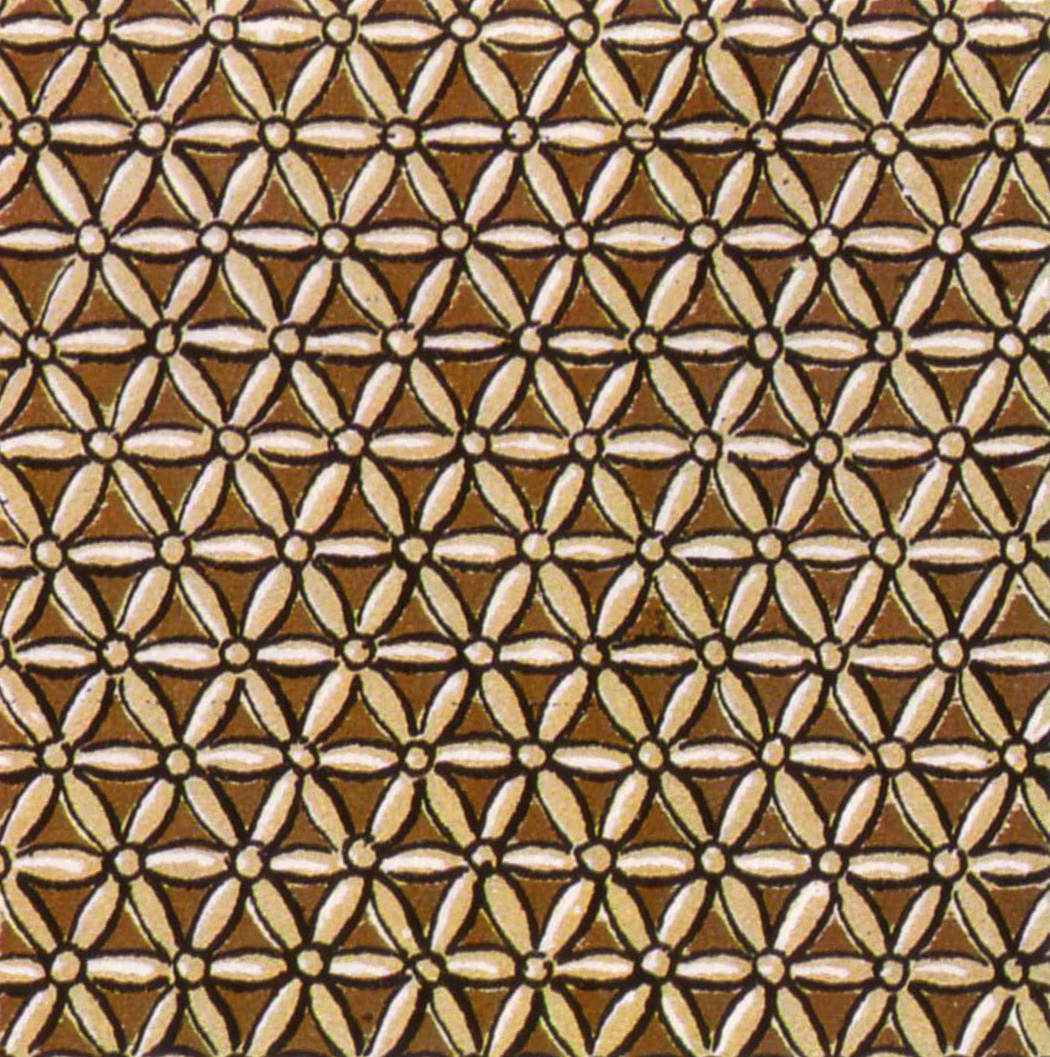
Nave de bronce en Nimrod, Asiria
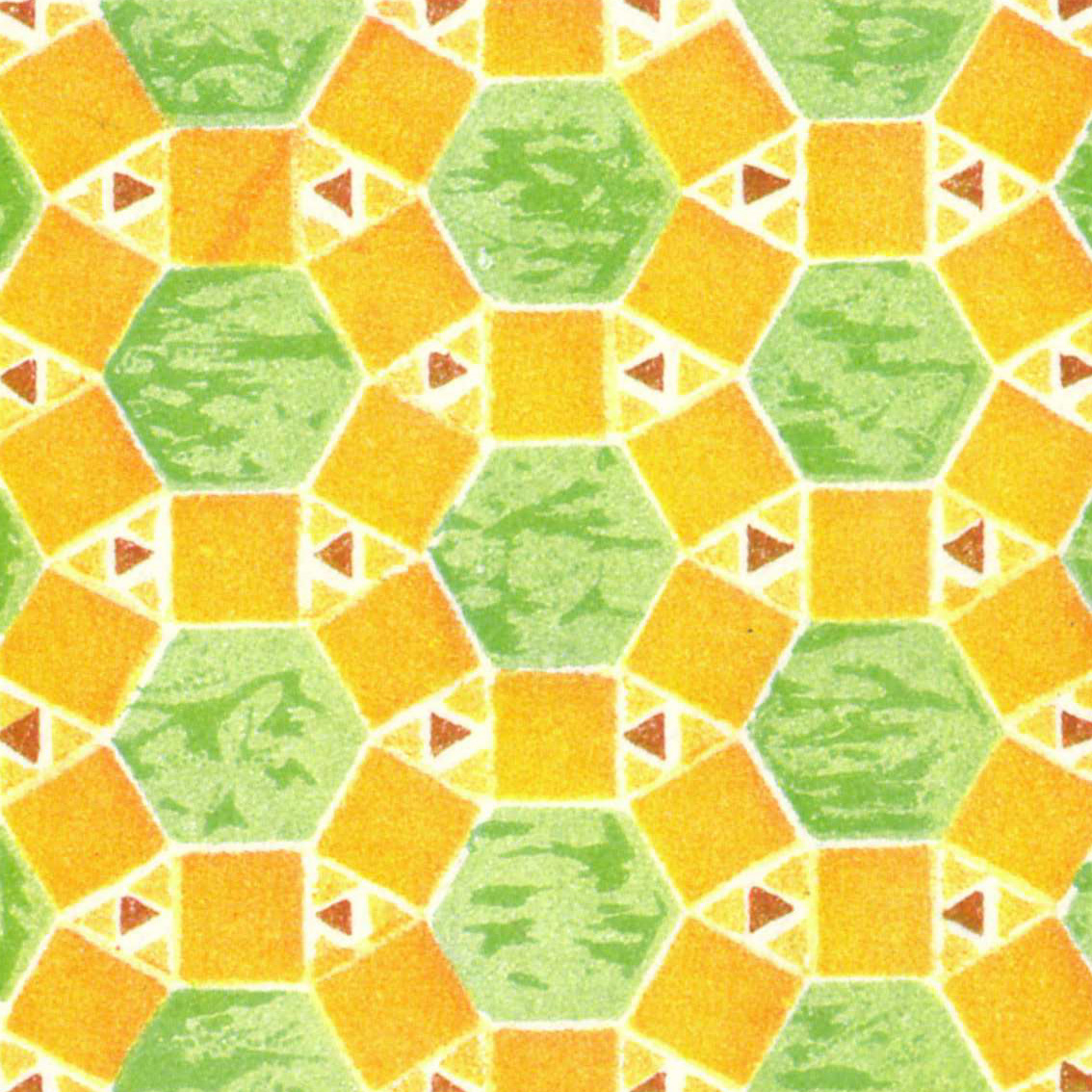
Pavimento de mármol bizantino, Roma
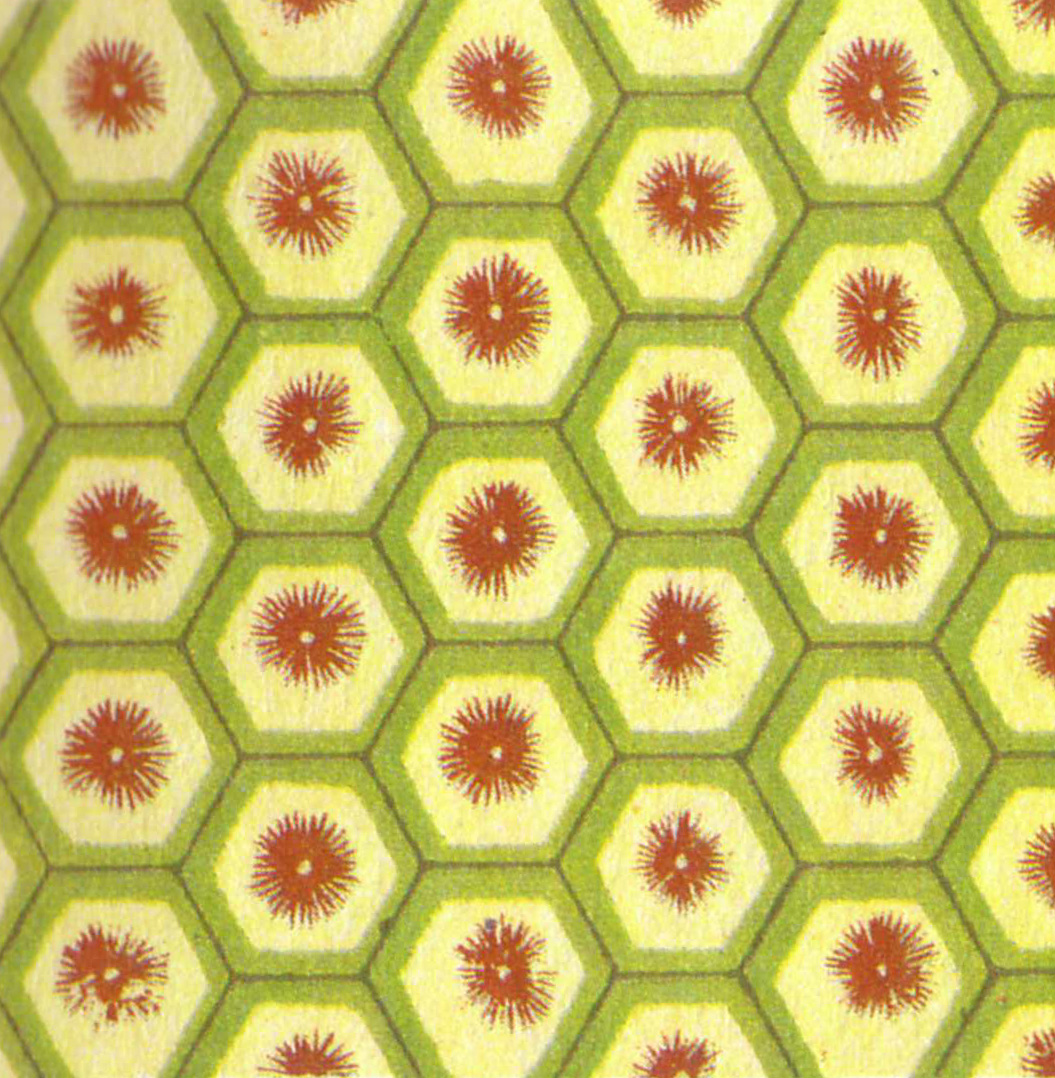
Porcelana pintada, China
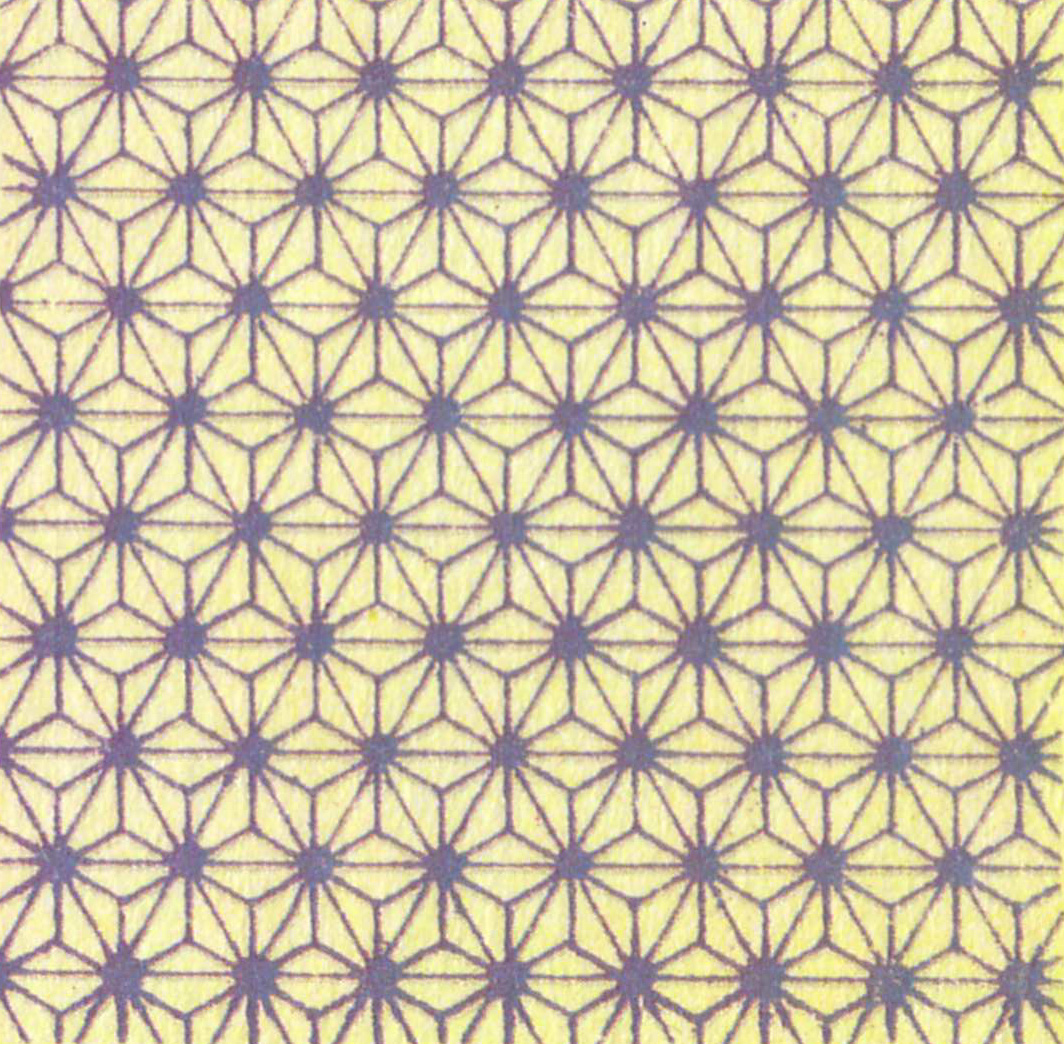
Porcelana pintada, China
Empaquetado compacto de dos tamaños de círculo
Otro empaquetado compacto de dos tamaños de círculo

## Tipos de celosía
Hay cinco tipos de celosía o celosías de Bravais, que corresponden a los cinco posibles grupos del papel pintado de la propia celosía. El grupo del papel pintado de un patrón con esta red de simetría traslacional no puede tener más, pero puede tener menos simetría que la red misma. 
- En los 5 casos de simetría rotacional de orden 3 o 6, la celda unitaria consta de dos triángulos equiláteros (retícula hexagonal, en sí misma p6m). Forman un rombo con ángulos de 60° y 120°.
- En los 3 casos de simetría rotacional de orden 4, la celda es un cuadrado (con retícula cuadrada, en sí misma p4m).
- En los 5 casos de reflexión o reflexión de deslizamiento, pero no en ambos, la celda es un rectángulo (enrejado rectangular, en sí pmm). También se puede interpretar como una red rómbica centrada. Casos especiales: cuadrado.
- En los 2 casos de reflexión combinada con la reflexión de deslizamiento, la célula es un rombo (retícula rómbica, en sí misma cmm). También se puede interpretar como una red rectangular centrada. Casos especiales: cuadrado, celda unitaria hexagonal.
- En el caso de solo simetría rotacional de orden 2, y el caso de ninguna otra simetría que la traslacional, la celda es en general un paralelogramo (retícula en forma de paralelogramo u oblicua, en sí p2). Casos especiales: rectángulo, cuadrado, rombo, celda unitaria hexagonal.

## Grupos de simetría
El grupo de simetría real debe distinguirse del grupo del papel pintado, que son colecciones de grupos de simetría. Hay 17 de estas colecciones, pero para cada colección hay infinitos grupos de simetría, en el sentido de grupos reales de isometrías. Estos dependen, además del grupo del papel pintado, de una serie de parámetros para los vectores de traslación, la orientación y la posición de los ejes de reflexión y los centros de rotación. 
Los números de grados de libertad son: 
- 6 para p2
- 5 para pmm, pmg, pgg y cmm
- 4 para el resto.

Sin embargo, dentro de cada grupo del papel pintado, todos los grupos de simetría son algebraicamente isomorfos. 
Algunos isomorfismos de grupo de simetría: 
- p1: Z2
- pm: Z × D∞
- pmm: D∞ × D∞ .

## Dependencia de los grupos del papel pintado en las transformaciones.
- El grupo del papel pintado de un patrón es invariable bajo isometrías y escalado uniforme (transformaciones de semejanza).
- La simetría traslacional se preserva bajo transformaciones afines arbitrarias biyectivas.
- Simetría rotacional de orden dos; esto significa también que los centros de rotación de 4 y 6 pliegues mantienen al menos una simetría rotacional de 2 pliegues.
- La reflexión respecto a una recta y la reflexión de deslizamiento se conservan en la expansión / contracción a lo largo, o perpendicular al eje de reflexión y de reflexión de deslizamiento. Cambia p6m, p4g y p3m1 en cmm, p3m1 en cm y p4m, según la dirección de expansión/contracción, en pmm o cmm. Un patrón de filas de puntos simétricamente escalonados es especial porque puede convertirse por expansión/contracción de p6m a p4m.

Téngase en cuenta que cuando una transformación disminuye la simetría, una transformación del mismo tipo (la inversa) obviamente para algunos patrones aumenta la simetría. Tal propiedad especial de un patrón (por ejemplo, la expansión en una dirección produce un patrón con simetría de 4 pliegues) no se cuenta como una forma de simetría adicional. 
El cambio de colores no afecta al grupo del papel pintado si dos puntos que tienen el mismo color antes del cambio, también tienen el mismo color después del cambio, y dos puntos que tienen colores diferentes antes del cambio, también tienen colores diferentes después del cambio. 
Si se aplica lo primero, pero no lo segundo, como cuando se convierte una imagen en color a una en blanco y negro, se conservan las simetrías, pero pueden aumentar, de modo que el grupo del papel pintado puede cambiar. 

## Demostración web y programas
Varias herramientas gráficas de software permiten crear patrones 2D utilizando grupos de simetría del papel pintado. Por lo general, se puede editar el mosaico original, y sus copias en todo el patrón se actualizan automáticamente. 
- MadPattern, un conjunto gratuito de plantillas de Adobe Illustrator que admiten los 17 grupos de fondos de pantalla
- Tess, un programa de teselación shareware para múltiples plataformas, admite todos los grupos de fondos de pantalla, frisos y rosetas, así como las inclinaciones de Heesch.
- Kali, applet editor de simetría gráfica en línea.
- Kali Archivado el 21 de noviembre de 2020 en Wayback Machine., Kali Archivado el 21 de noviembre de 2020 en Wayback Machine. descargable gratis para Windows y Mac Classic.
- Inkscape, un editor de gráficos vectoriales gratuito, admite los 17 grupos más escalas arbitrarias, cambios, rotaciones y cambios de color por fila o por columna, opcionalmente aleatorizado a un grado dado. (Ver )
- SymmetryWorks es un complemento comercial para Adobe Illustrator, admite los 17 grupos.
- Arabeske es una herramienta independiente gratuita que admite un subconjunto de grupos de fondos de pantalla.
- Wallpaper Symmetry es una herramienta de dibujo gratuita en línea que admite los 17 grupos. La página principal tiene una explicación de los grupos de fondos de pantalla, así como herramientas de dibujo y explicaciones para los otros grupos de simetría plana también.